# Turismo en Venezuela

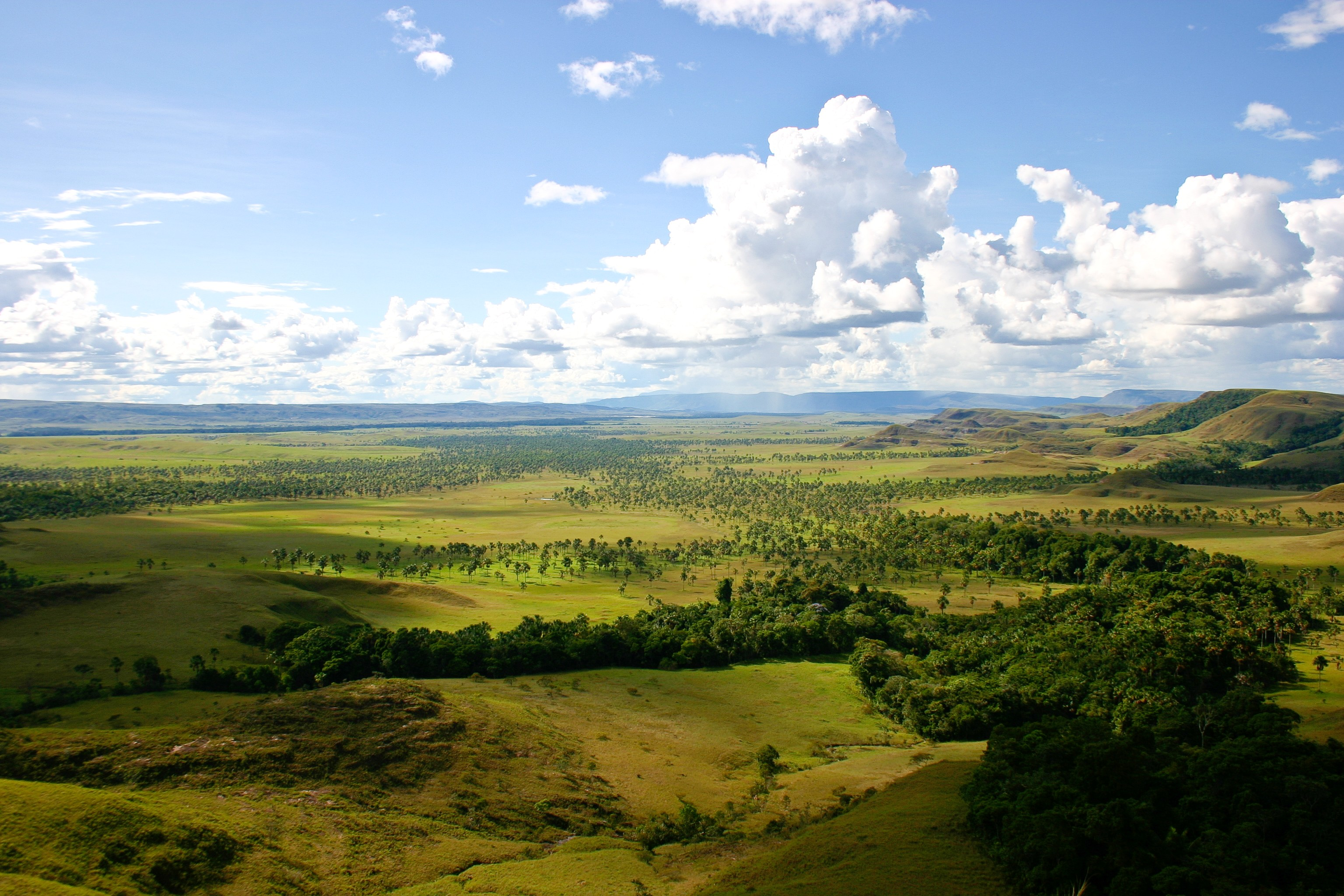
La Gran Sabana.

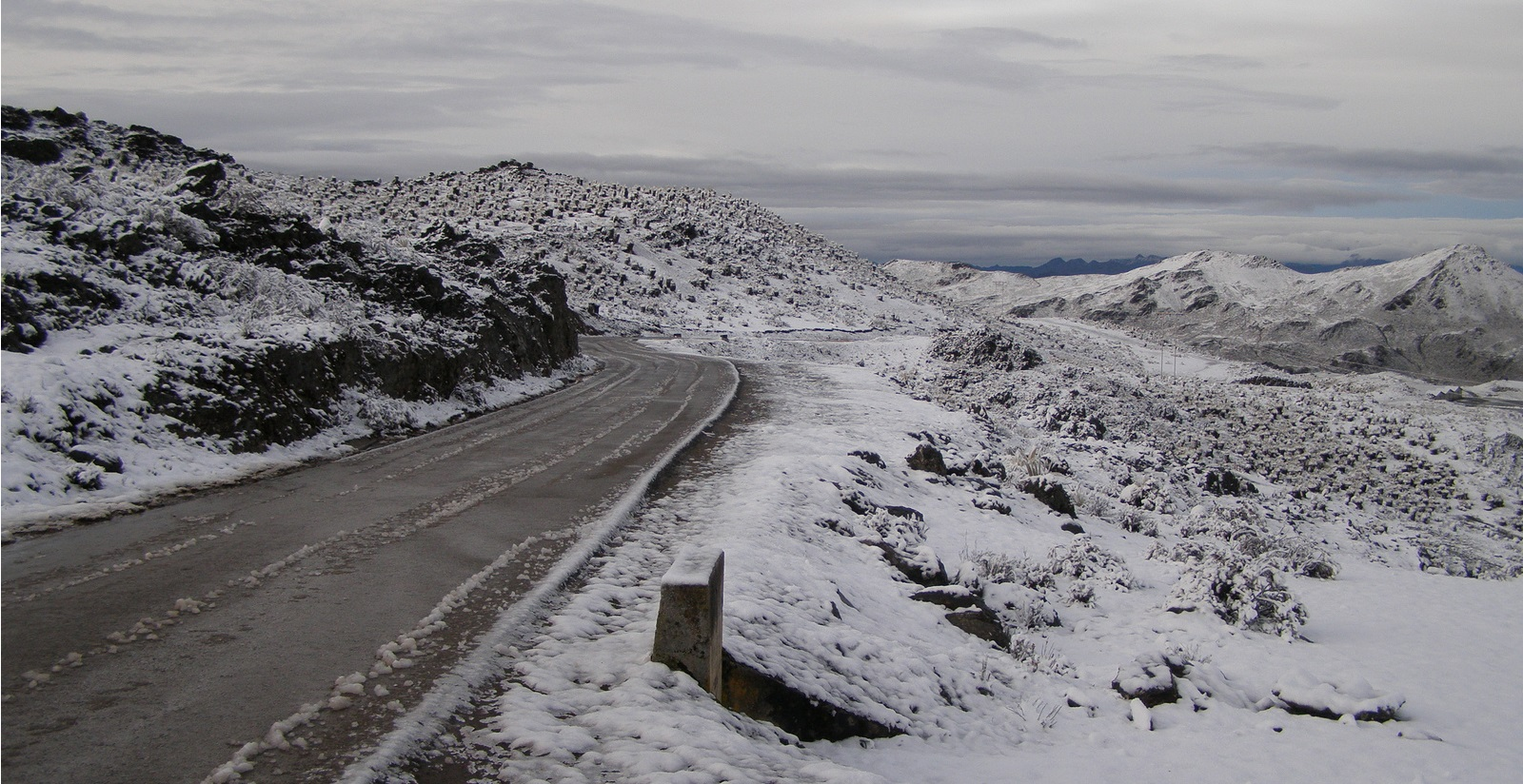
Sierra Nevada de Mérida.

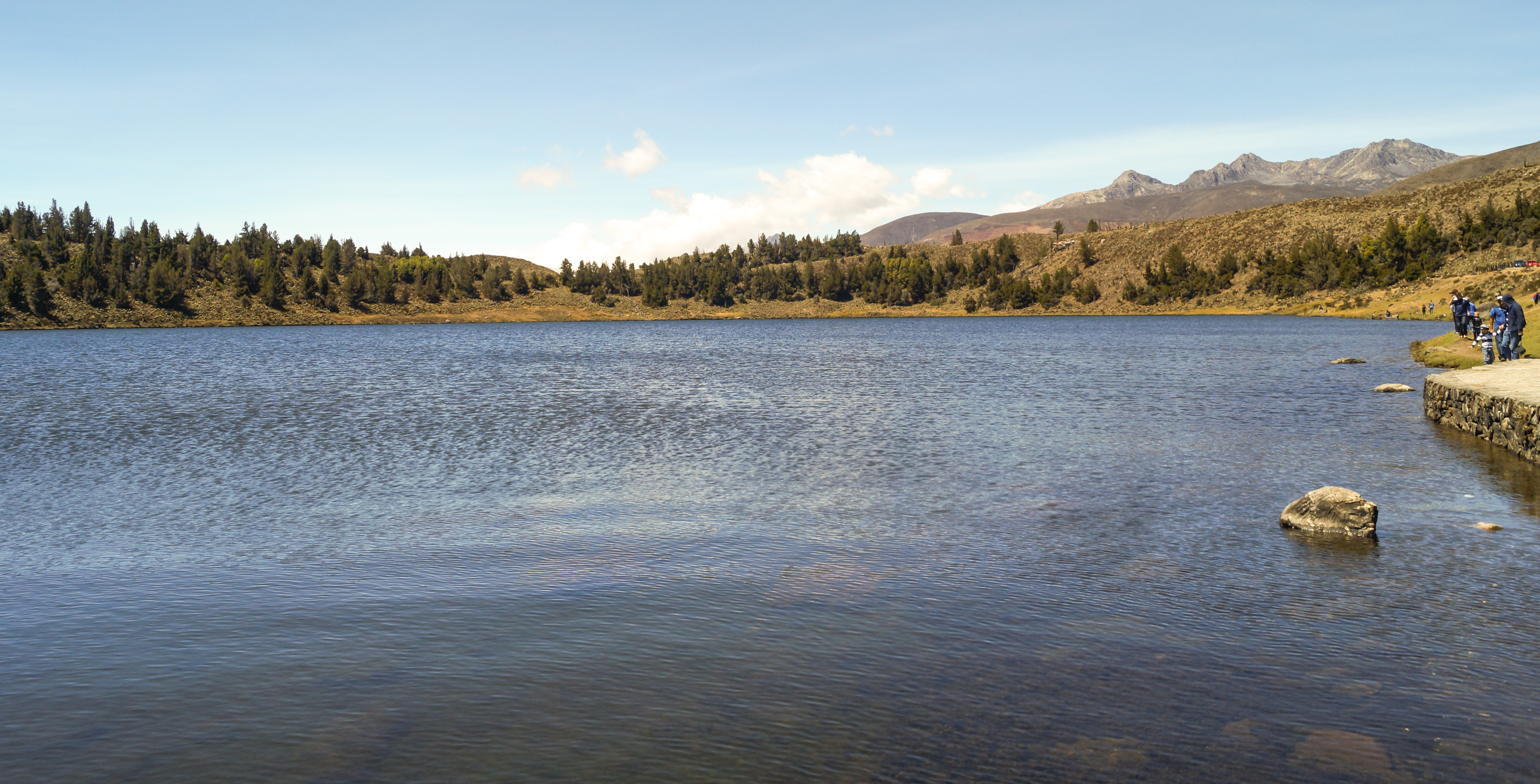
Laguna de Mucubají, Mérida.

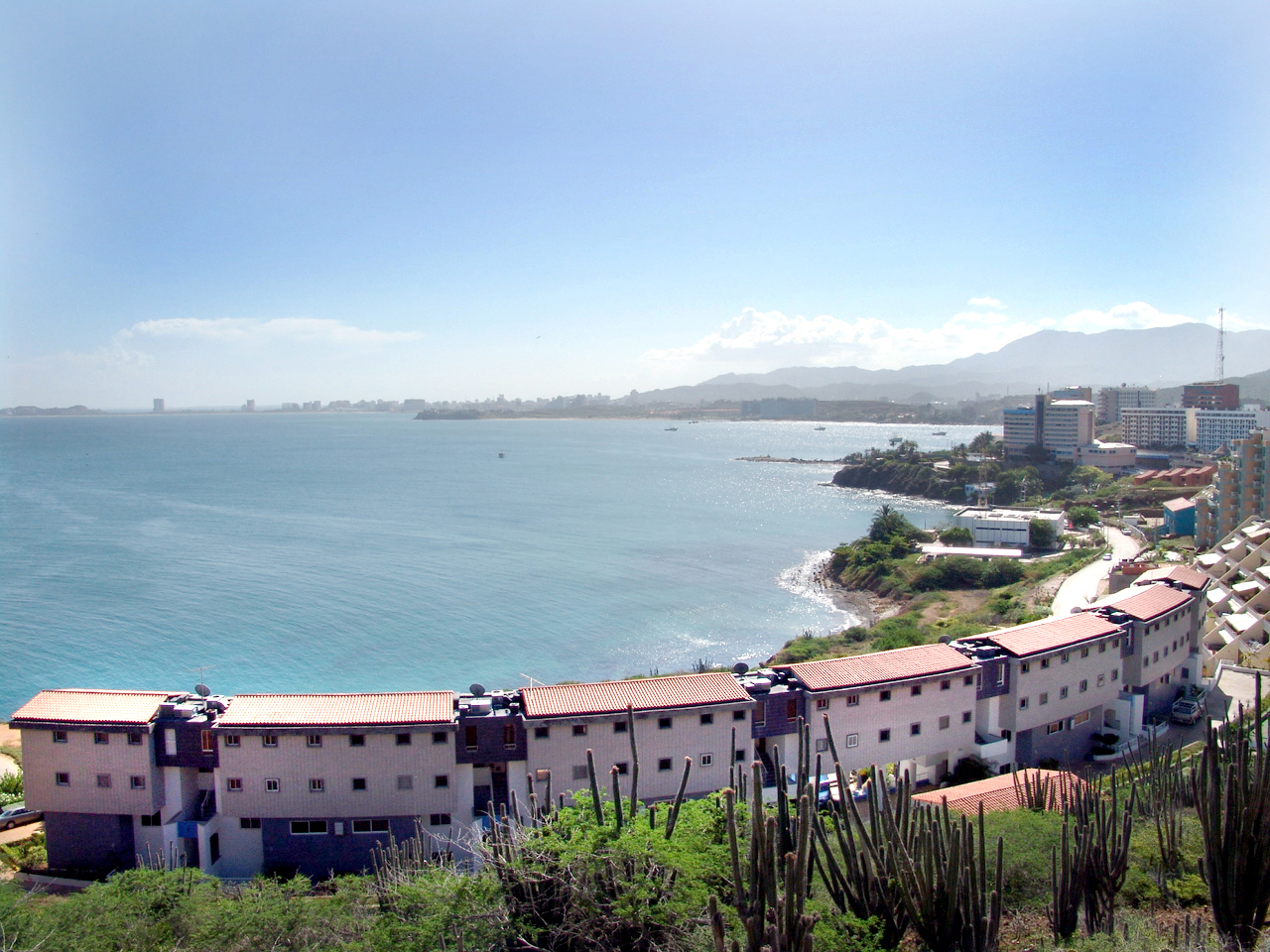
Pampatar.

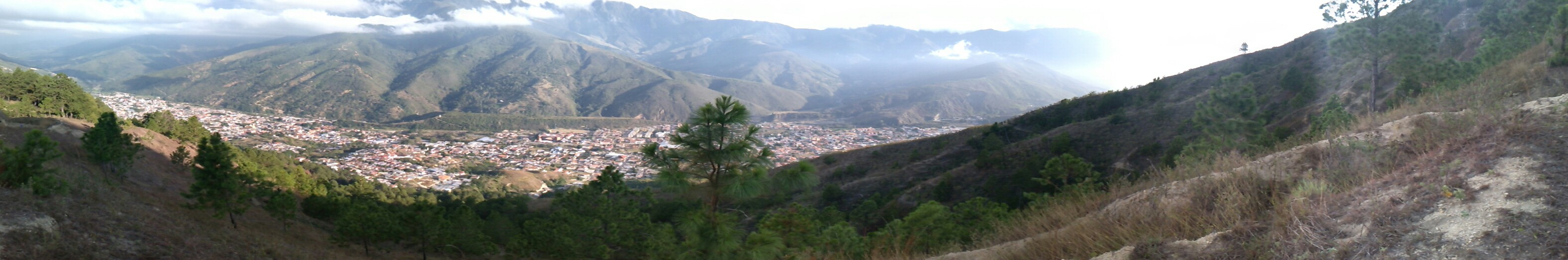
Tovar estado Mérida.

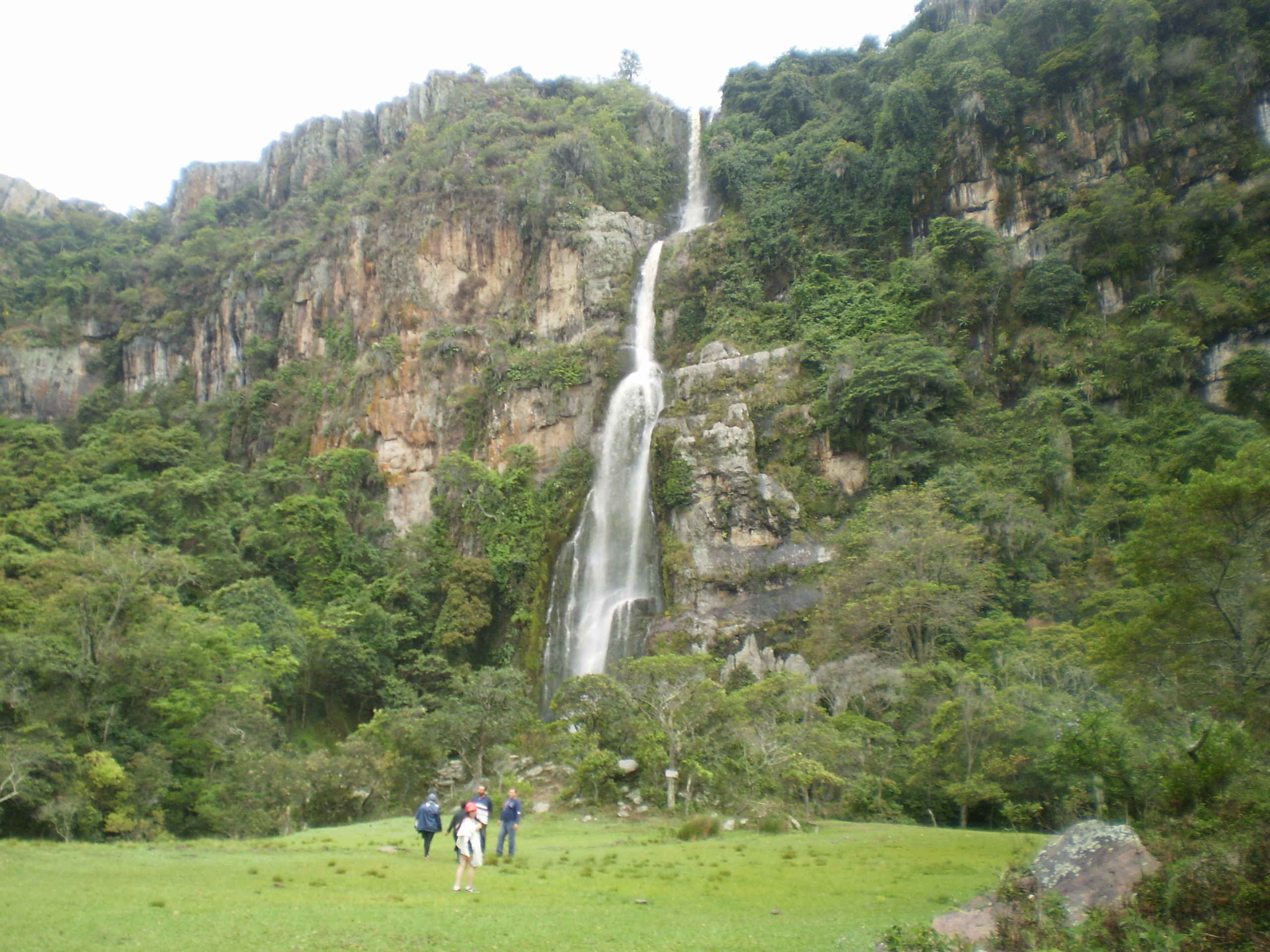
Cascada del Vino

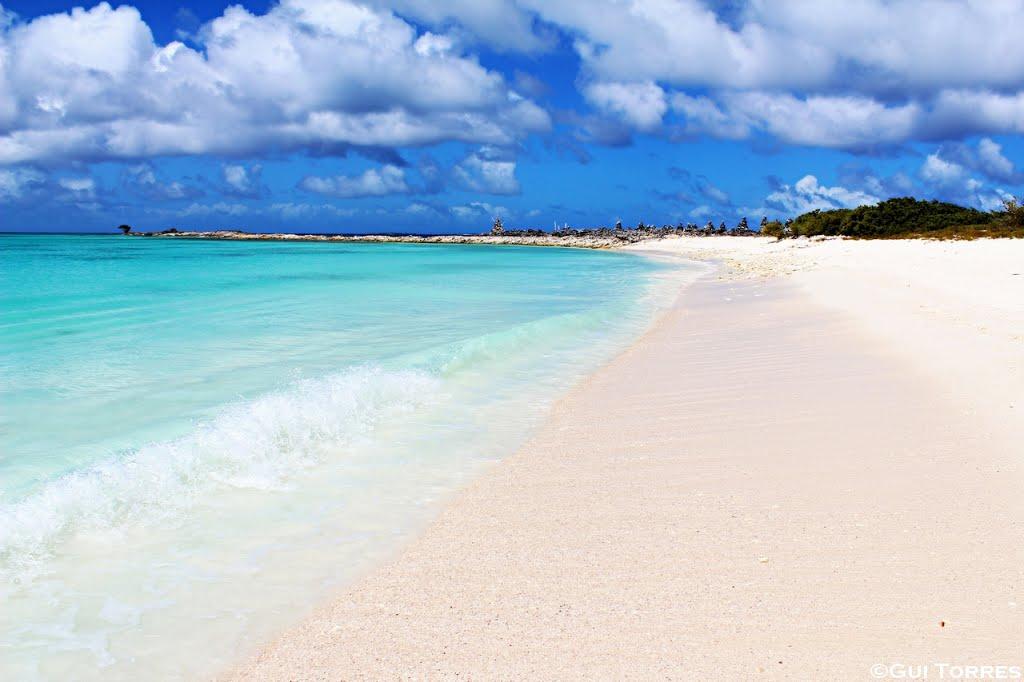
Isla de Crasquí.

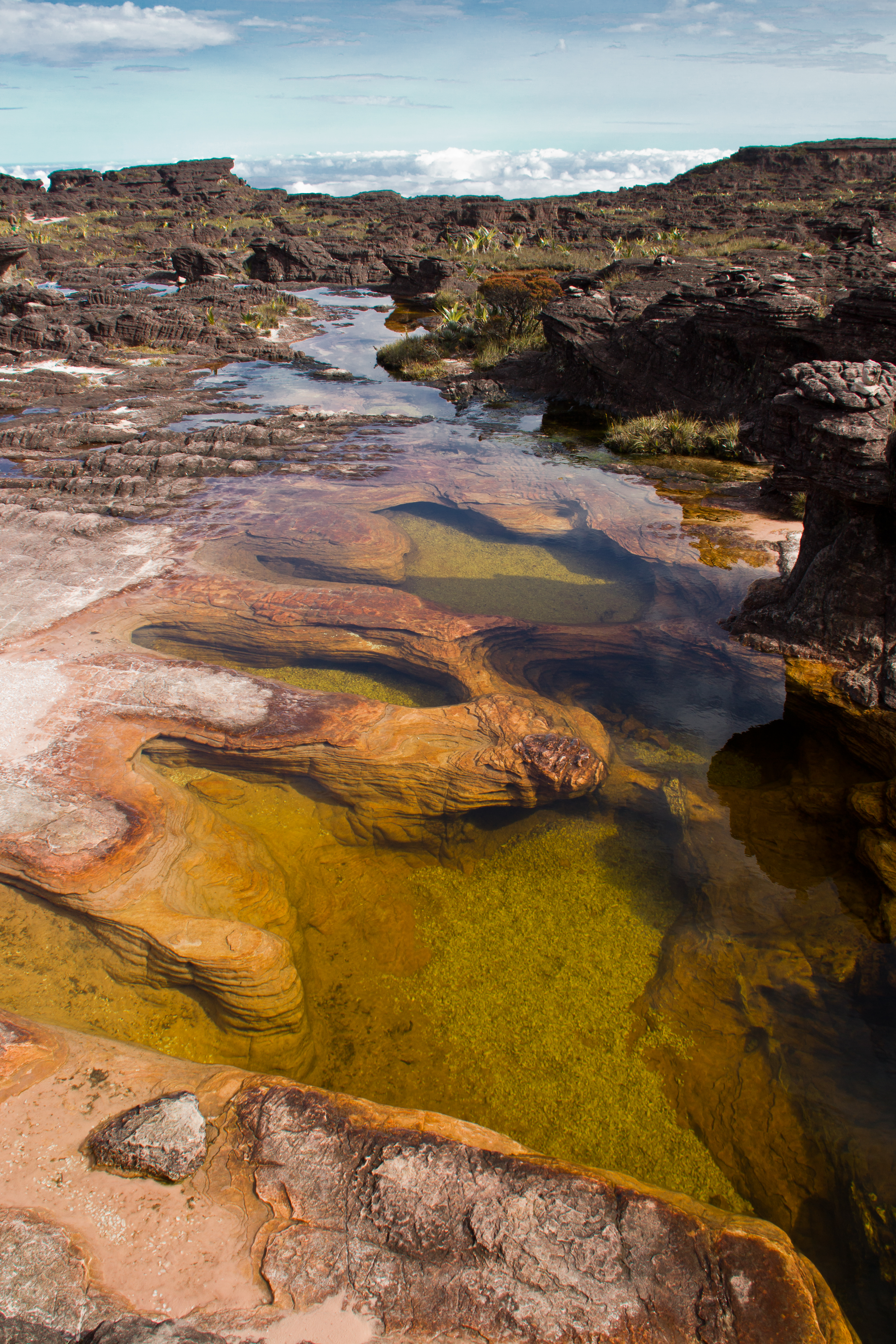
Piscina natural, Monte Roraima.

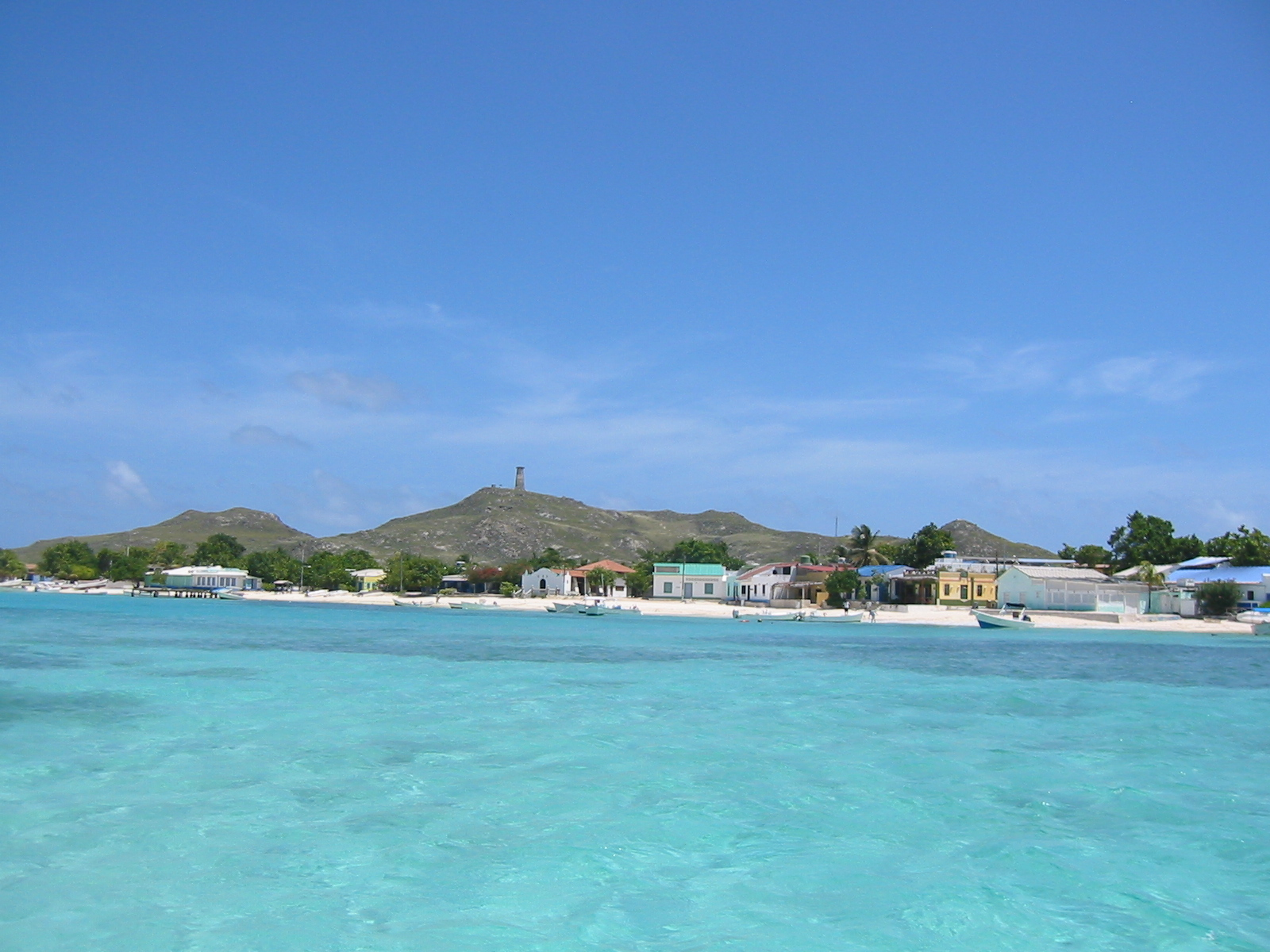
Gran Roque, Los Roques.

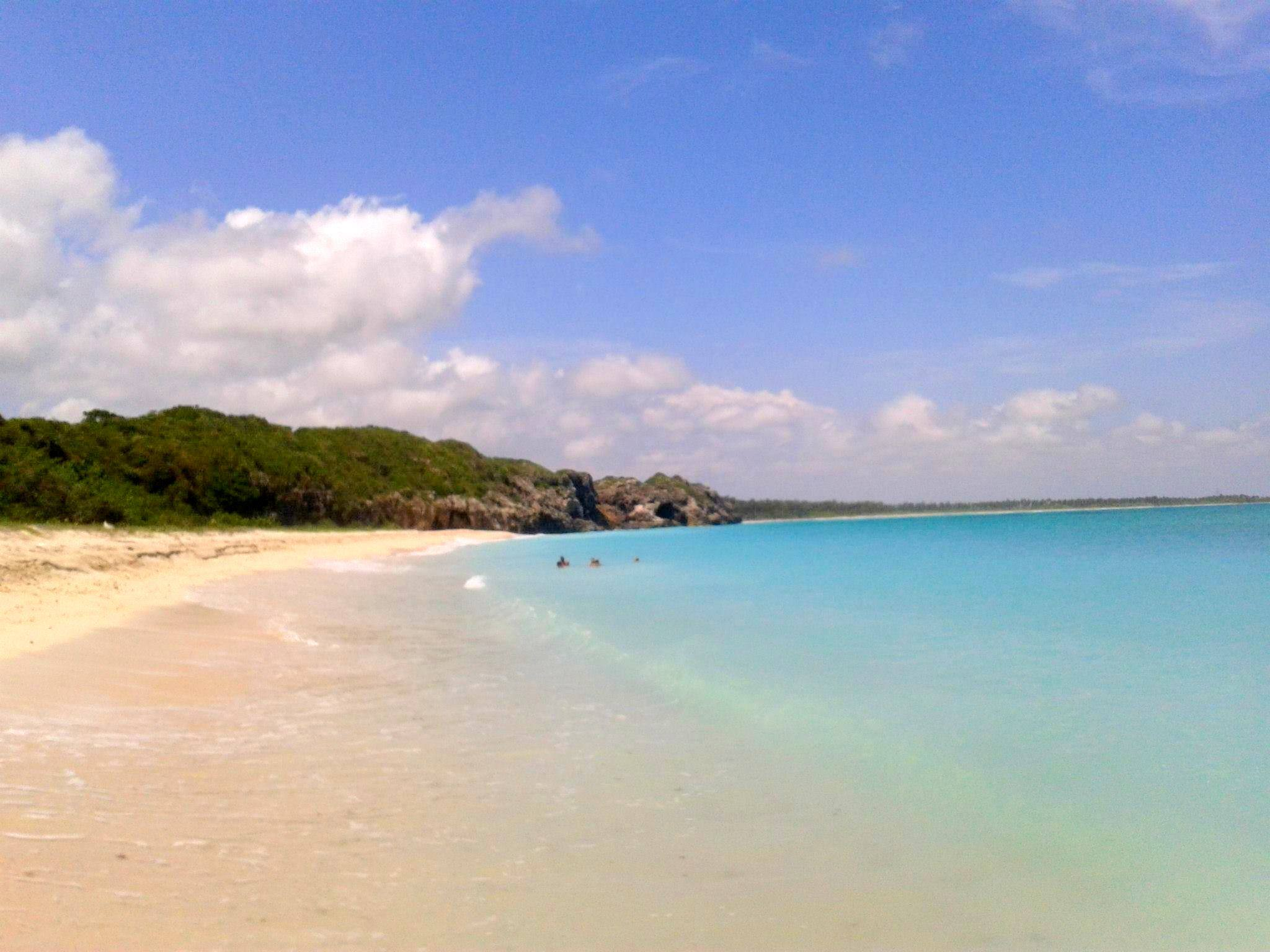
Parque nacional Morrocoy.

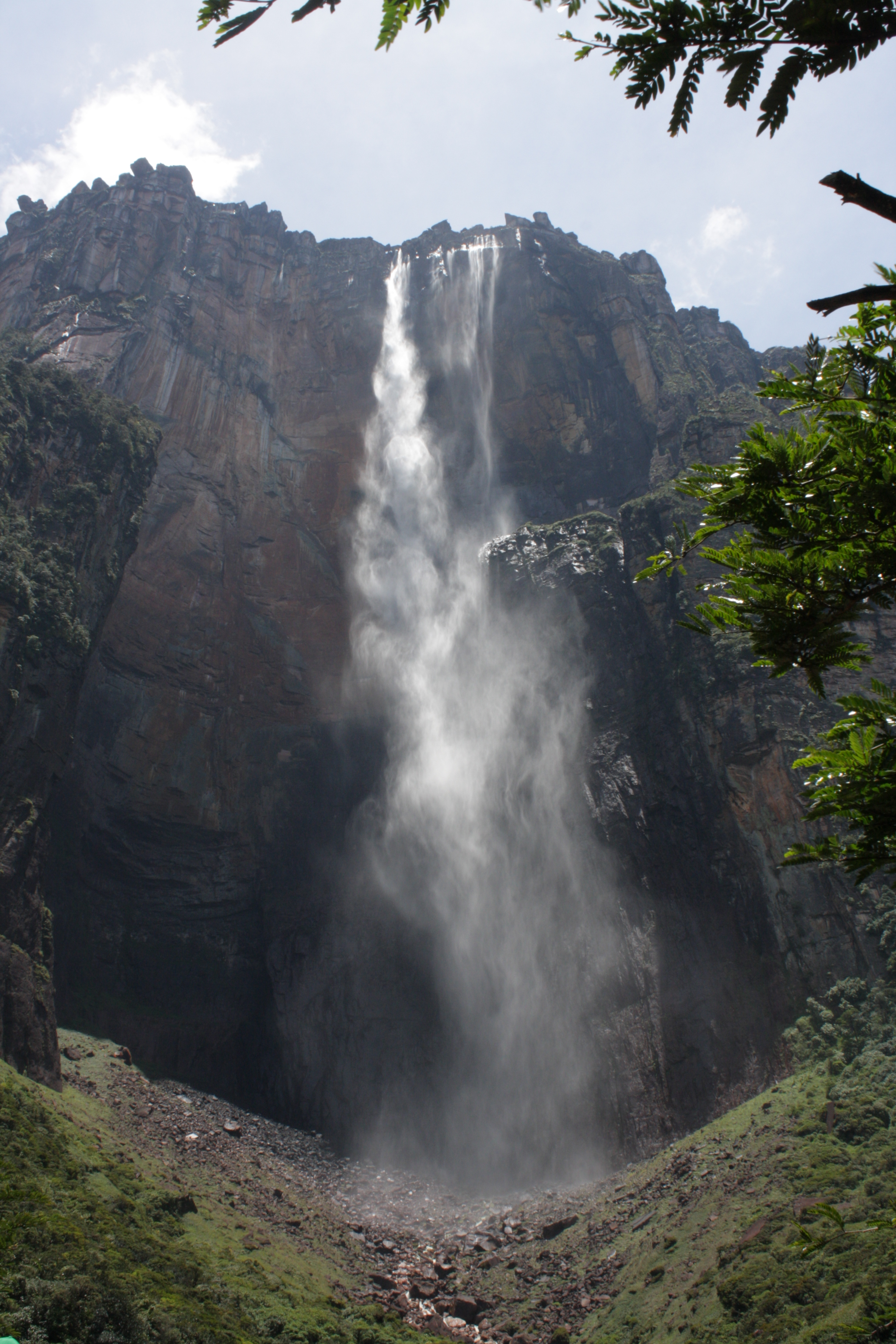
Salto Ángel.

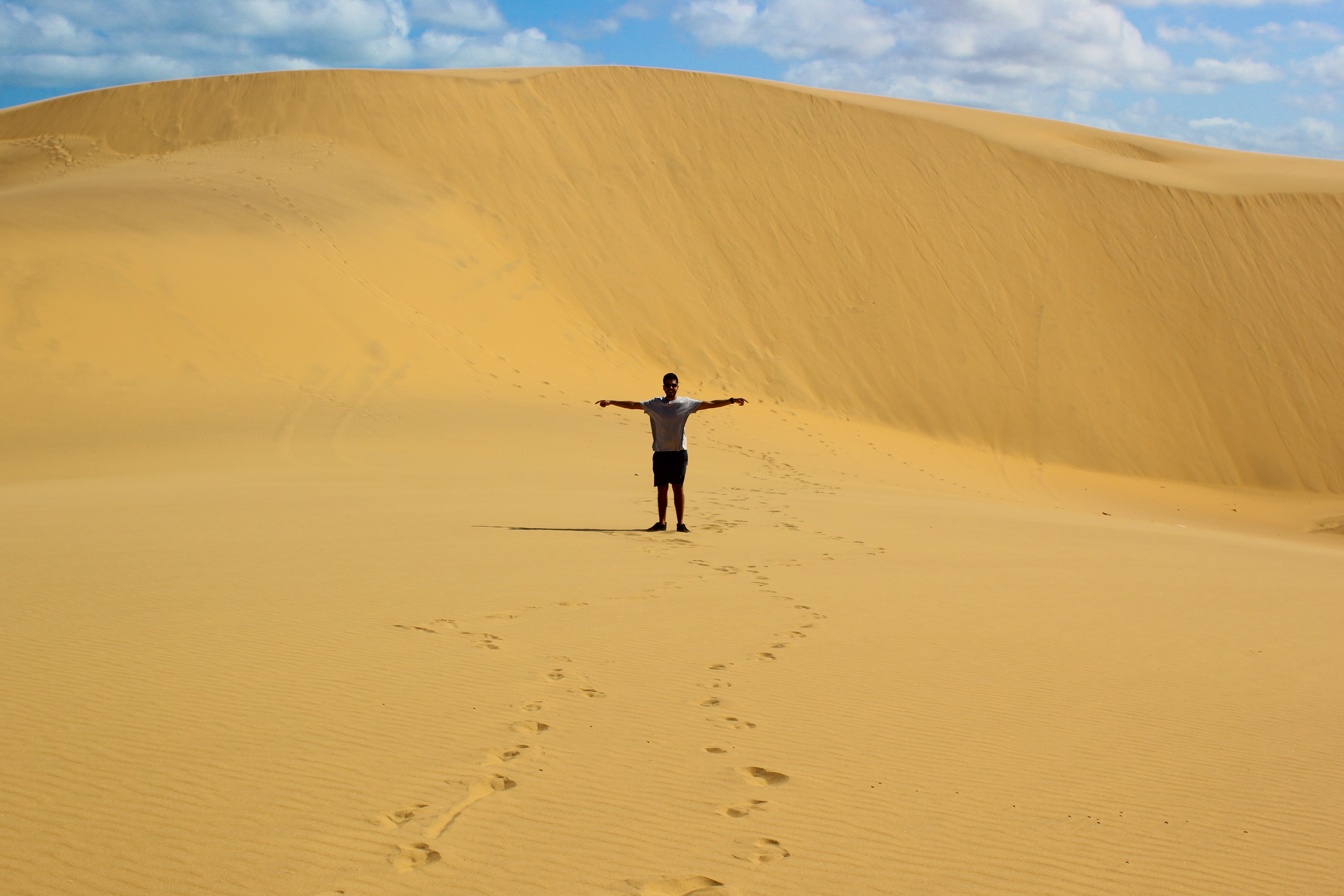
Médanos de Coro.

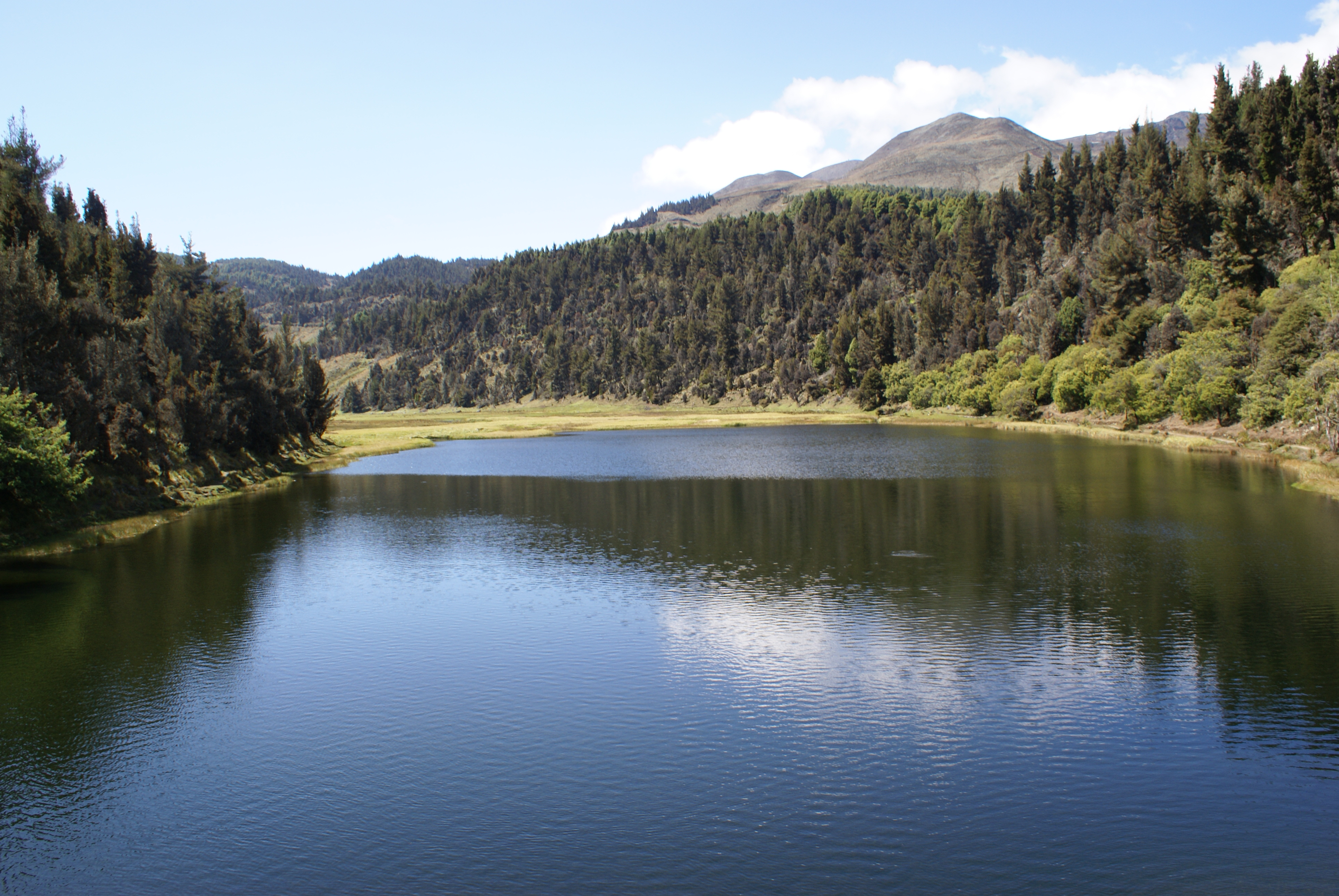
Laguna Victoria, Sierra Nevada de Mérida.

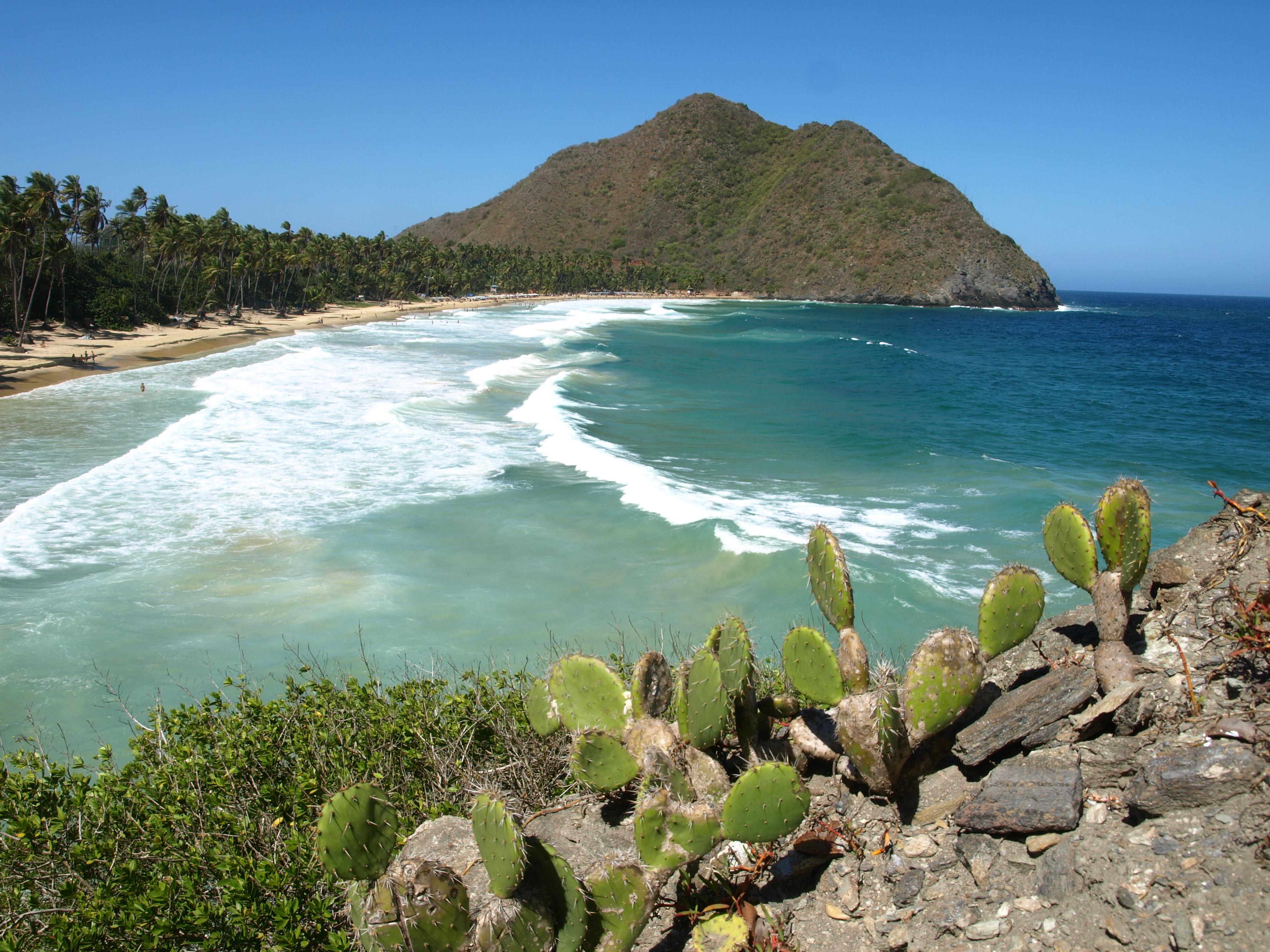
Choroní estado Aragua.

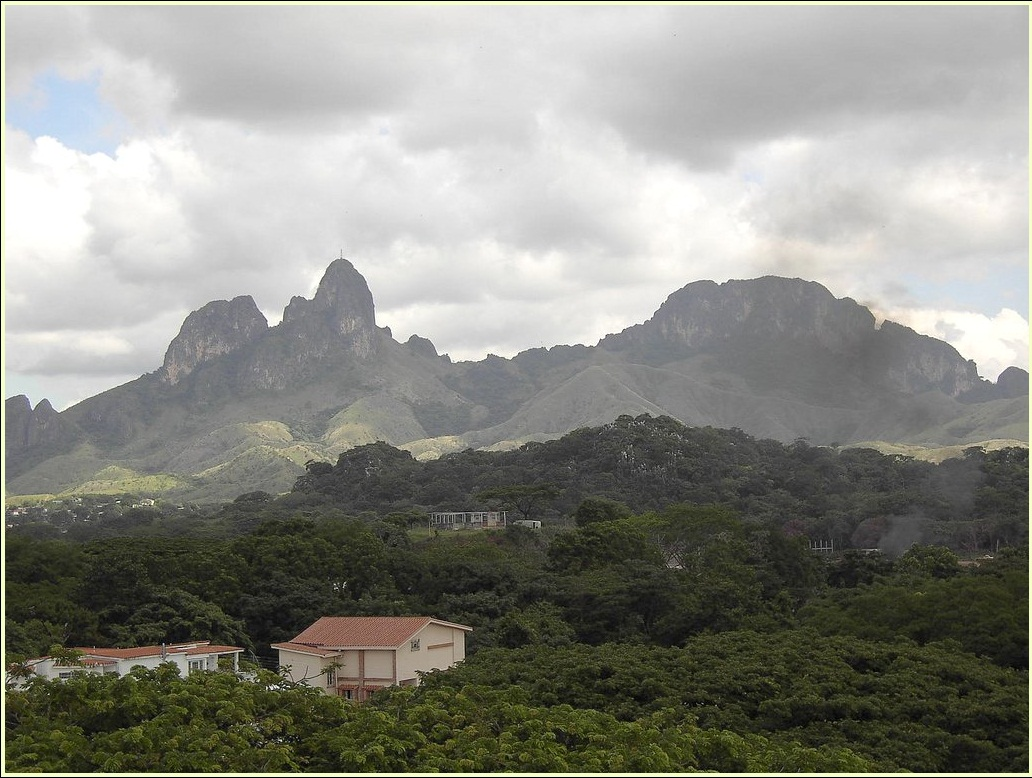
Morros de San Juan, Estado Guárico.

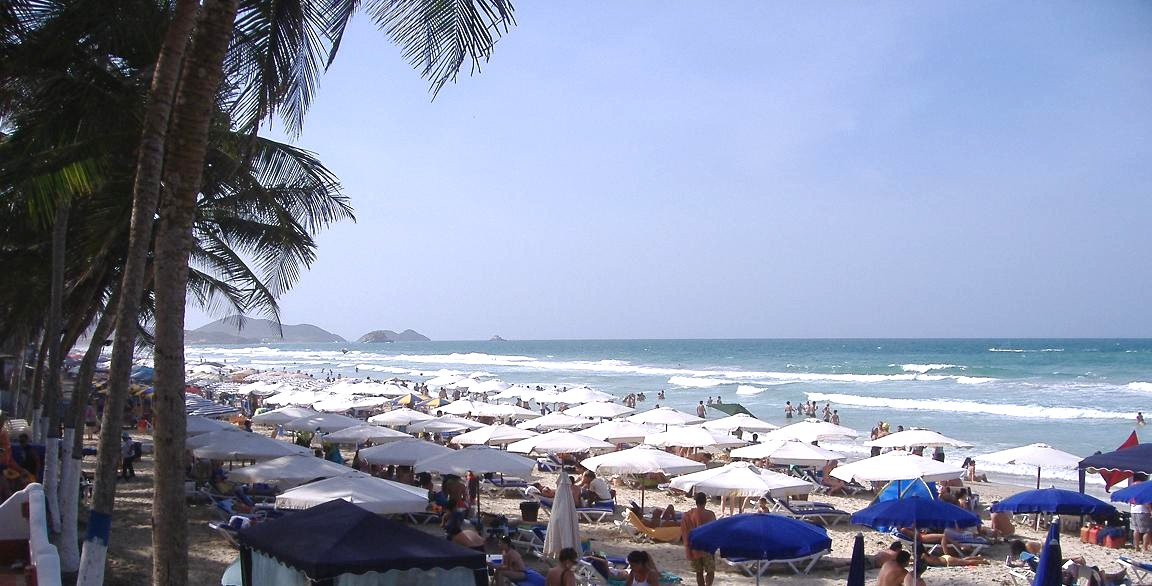
Playa el Agua, Isla de Margarita.

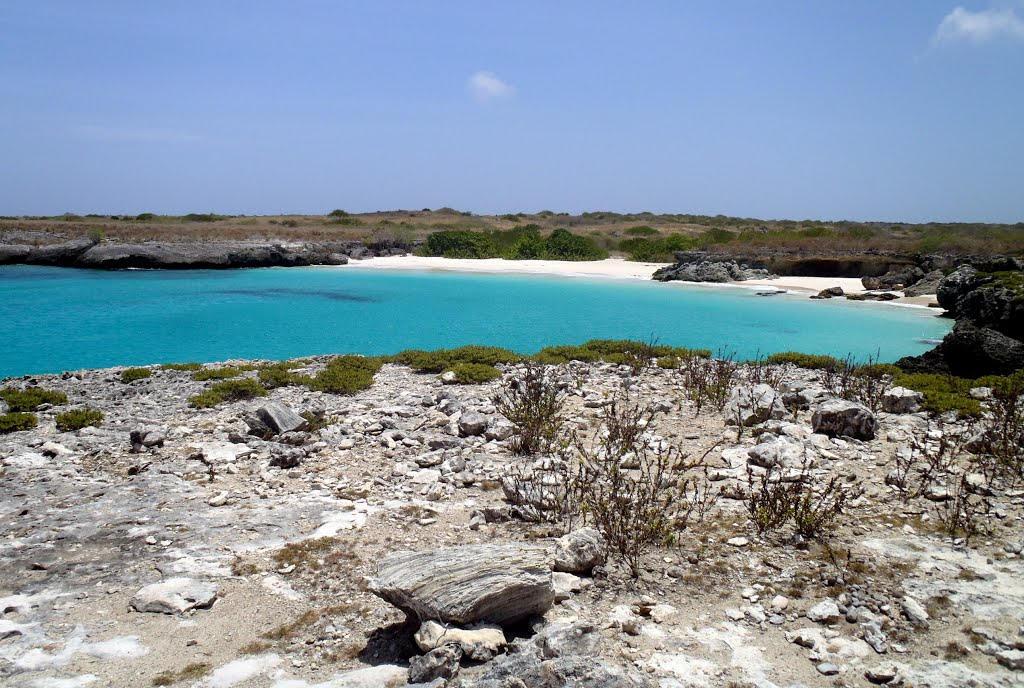
Isla La Blanquilla.

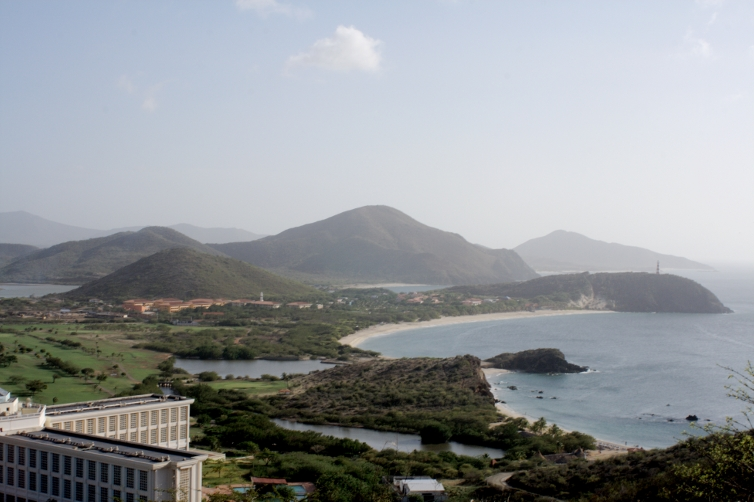
Hotel en la Isla de Margarita.

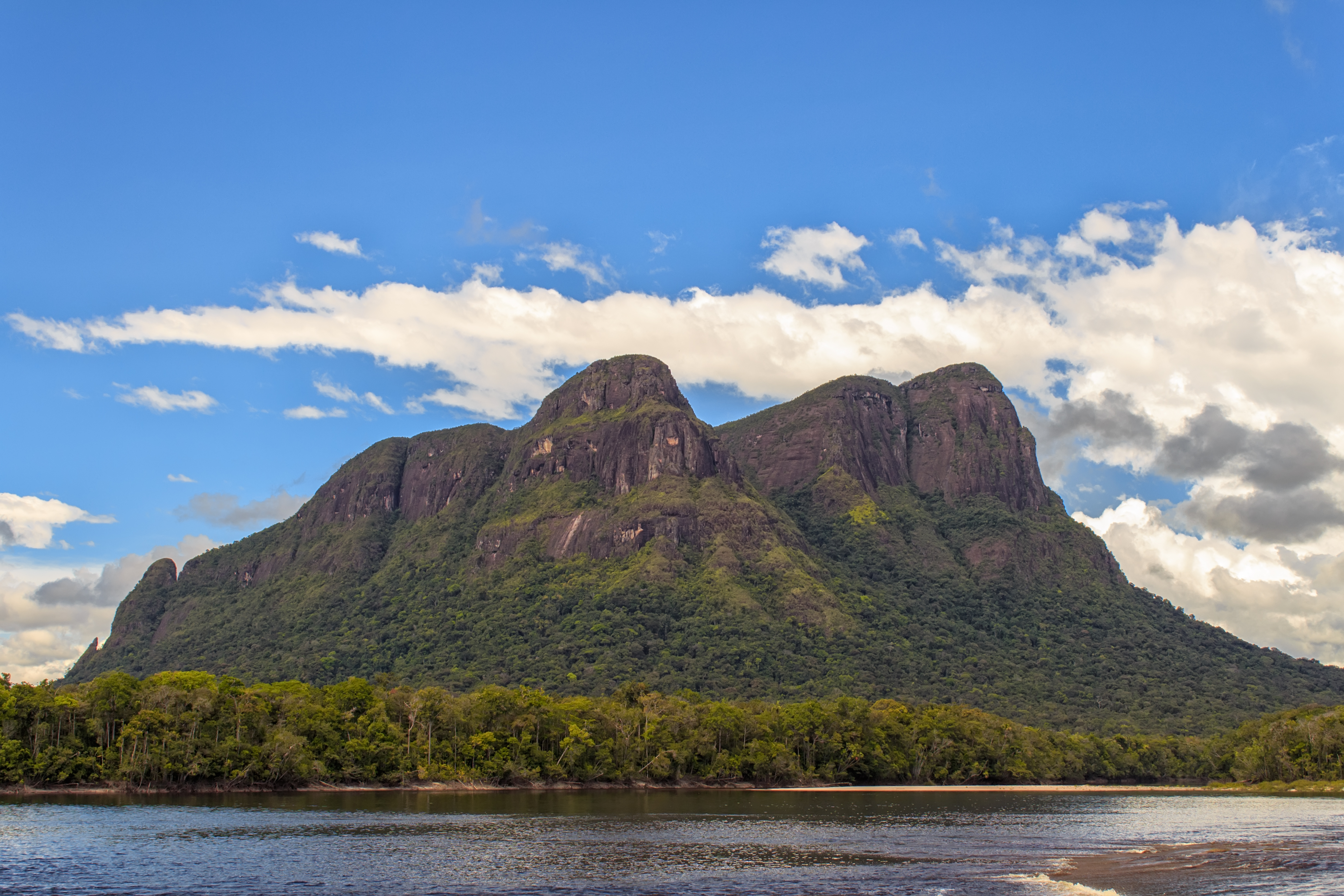
Amazonia venezolana.

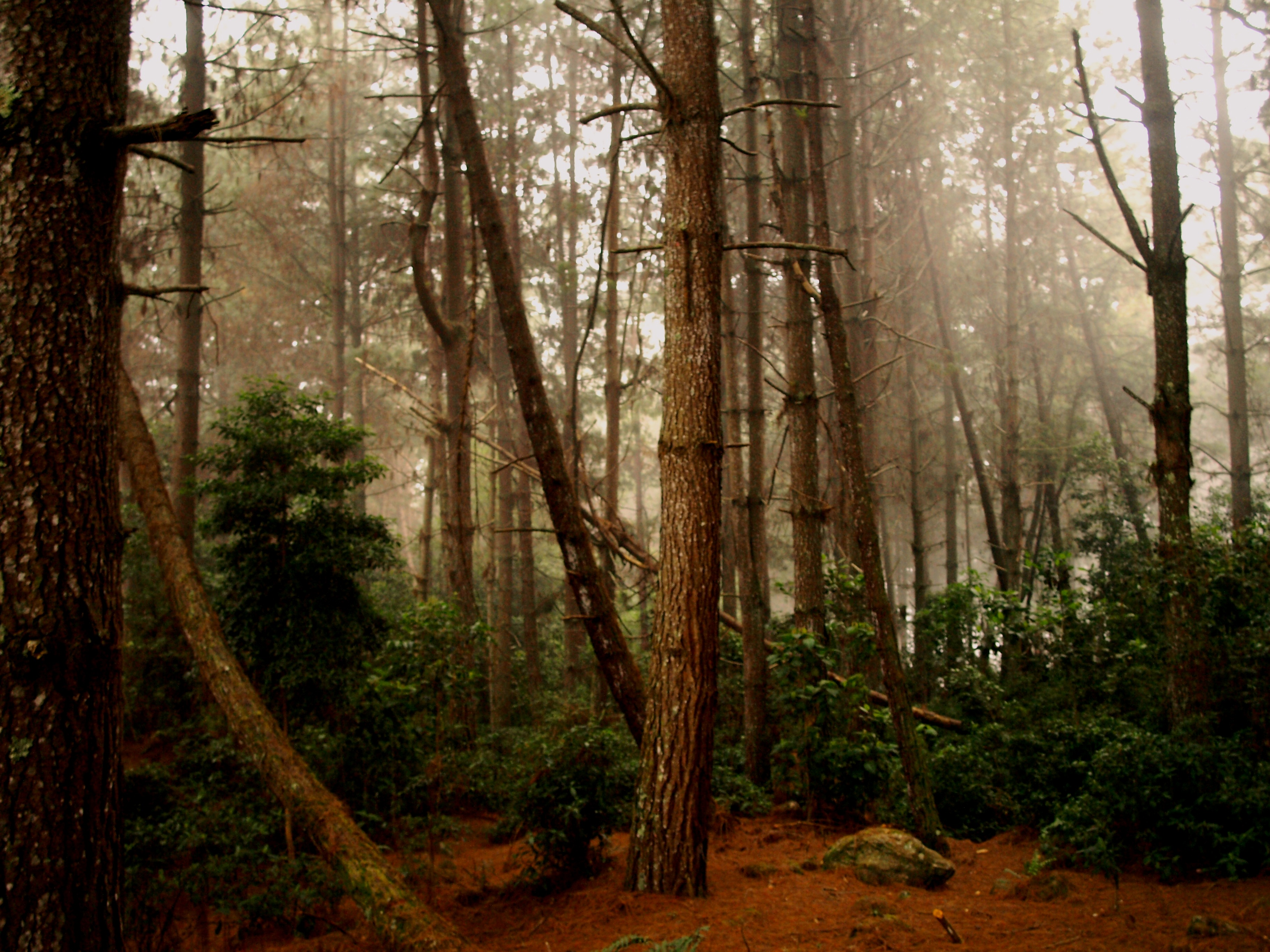
Bosque de El Valle.

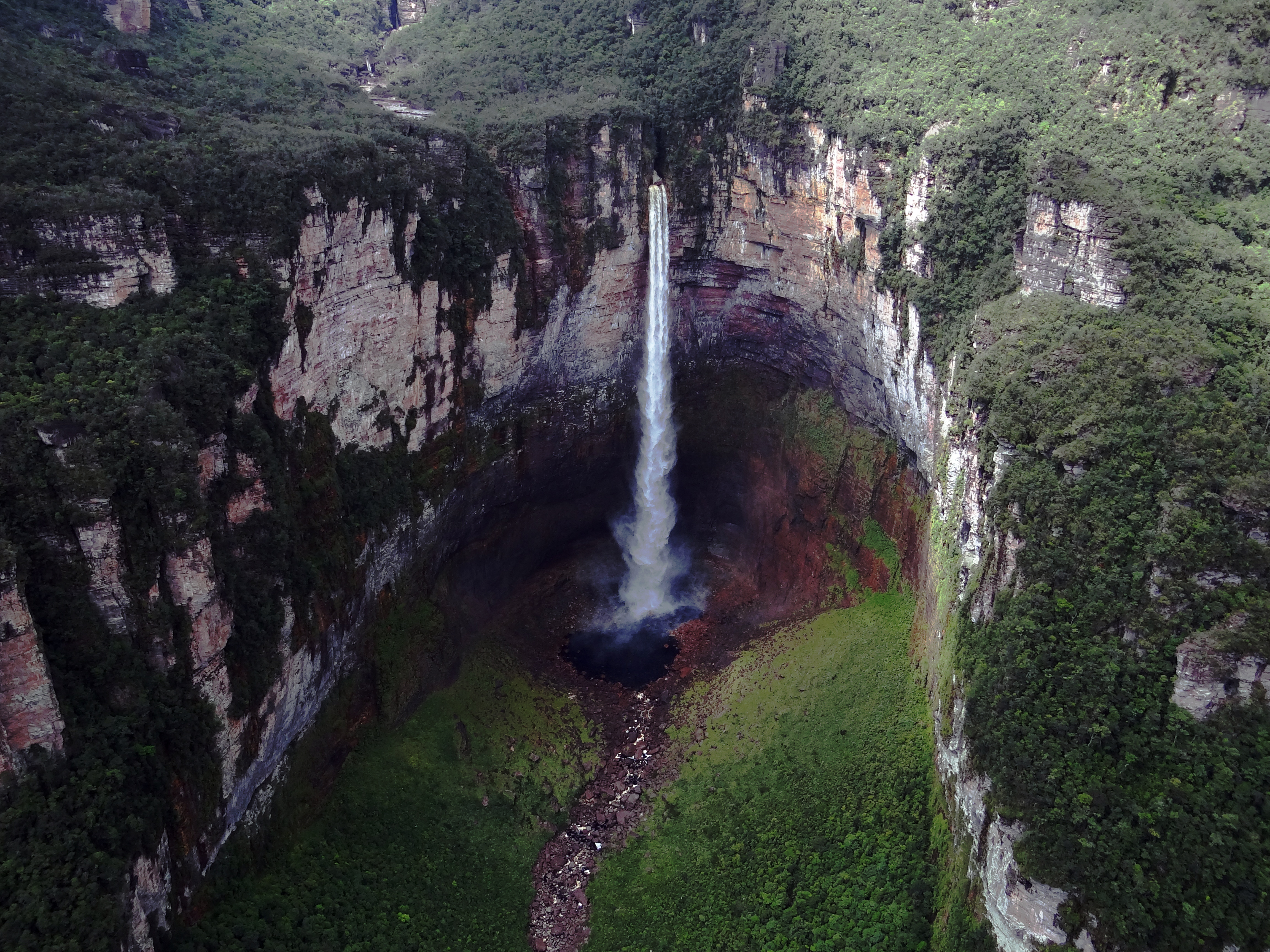
Salto Churún Merú, estado Bolívar.

El turismo en Venezuela se desarrolló considerablemente en las últimas décadas, particularmente por su favorable posición geográfica, la variedad de paisajes, la riqueza de la flora y fauna, las manifestaciones artísticas y el privilegiado clima tropical del país, que permite disfrutar de cada región (especialmente las playas) durante todo el año.

## Principales destinos exóticos de Venezuela

### Parque Nacional Dinira
Se encuentra a tres horas de Barquisimeto en el estado Lara. Una de sus atracciones es una cascada de 98 metros de altura, cuya agua tiene un particular color vino tinto, debido a que materia orgánica (raíces de la Montaña de Nunca Jamás) le dan esta coloración natural. Es el mejor lugar para quien ama la naturaleza, el clima es frío ya que se encuentra al inicio de la cordillera andina-límite con el estado Trujillo.

### Mérida
El estado Mérida, por la hermosura de sus paisajes andinos y su agradable clima, es uno de los principales centros turísticos de Venezuela. Posee una extensa red de hoteles no solamente en su ciudad cuando el 
capital, sino que también a lo largo y ancho del estado. Partiendo de la misma ciudad de Mérida, está el teleférico más largo y alto del mundo, que llega al Pico Espejo de 4.765 m. También es necesario recomendar a recorrer por magníficas carreteras, los páramos merideños, donde se encuentran buenos hoteles y restaurantes. En Ejido hay que visitar la Venezuela de Antier y en Mucuchíes, el pueblito de Los Aleros. Tanto éste, como el anterior, han sido creados para mostrarnos como se vivía en una Venezuela que se nos fue. También se puede ir a visitar el Observatorio Nacional de Llano del Hato. En la ciudad existen varios museos dignos de ser visitados: Museo de Apicultura, de Arte Colonial, de Arte Moderno y el Museo de ese gran merideño que fue Don Mariano Picón Salas y el Jardín Acuario. También en el estado hay aguas termales y entre éstas tenemos que mencionar las de Bailadores Las Tapias y el Parque de la Capellanía. También no se puede dejar de visita la ciudad de Tovar en esta hermosa ciudad andina se encuentra la única plaza de toros con techo en el mundo con una estructura majestuosa y única, esta ciudad ha recibido grandes artistas musicales y grandes toreros a nivel nacional e internacional en las ferias y fiestas en honor a la Virgen de Regla, estas ferias son las más antiguas de Venezuela y las más visitadas por turistas, son celebradas entre los meses de agosto y septiembre, en tovar hay atractivos naturales como el páramo de mariño, las aldeas de san Francisco y el amparo, la galera que presta una vista panorámica a la ciudad, sus bellas montañas, el bosque los pinos, la tirolesa más larga del occidente venezolano y la hermosa laguna Blanca.

### Isla de Margarita
Margarita es uno de los principales destinos turísticos para el disfrute y esparcimiento. Es una isla con una infraestructura moderna, bordeada por playas paradisíacas aptas para deportes extremos, y cuenta con castillos, fortines e iglesias de gran valor cultural.

### Caracas
Caracas es la capital de Venezuela, es una ciudad cosmopolita de talla mundial. En el oeste de la ciudad, en el municipio Libertador, el turismo es importante en lo que respecta al casco histórico de la ciudad, el Teleférico de Caracas, la Ciudad Universitaria de Caracas, los Zoológicos, el Bulevar de Sabana Grande, entre otros.
En el este de la ciudad, sobre todo en los municipios Chacao y Baruta el ambiente de progreso y modernismo es indiscutible, centros comerciales al estilo europeo, hermosas plazas, clubes nocturnos, etc. También el Parque Generalísimo Francisco de Miranda, ubicado en el municipio Sucre es de gran desempeño turístico.
Ya en el extremo sureste de la ciudad se localiza un pequeño pueblo, El Hatillo, que presenta un casco colonial impecable, un ambiente de paz y tranquilidad.
A fin de una mayor actividad turística como factor del desarrollo endógeno, el gobierno nacional ha generado planes socio-culturales de trascendencia internacional como la Feria Internacional de Turismo de Caracas (FITCAR), que se ha venido llevado a cabo anualmente desde el 2005 y que fomenta la actividad turística en el país, demostrando al mundo las maravillas culturales, turísticas, tradicionales, musicales y culinarias de Venezuela.

### Los RoquesyMorrocoy
El Archipiélago de Los Roques está formado por un conjunto de islas y cayos que constituyen uno de los principales atractivos turísticos del país. Con exóticas playas cristalinas, Morrocoy es un parque, formado por pequeños cayos muy cercanos a tierra firme, que han crecido aceleradamente como uno de los más grandes atractivos turísticos del Caribe.

### Canaima
El parque nacional Canaima se extiende sobre 30.000 km² hasta la frontera con Guyana y Brasil, por su tamaño es considerado el sexto parque nacional más grande del mundo. Cerca de 65 % del parque está ocupado por mesetas de roca llamadas tepuyes. Estos constituyen un medio biológico único, presentando también un gran interés geológico. Sus acantilados escarpados y sus caídas de agua (incluyendo el Salto Ángel, que es la caída de agua más elevada del mundo, a 1.002 m) forman paisajes espectaculares.

## Patrimonio de la humanidad
- Coro: Coro es la ciudad más antigua de Venezuela, pues fue la primera ciudad venezolana en ser fundada en el año 1527, la ciudad fue declarada Patrimonio de la Humanidad el 9 de diciembre de 1993 por la Unesco en la asamblea realizada en la ciudad colombiana de Cartagena de Indias. Coro tiene una interesante historia, inclusive fue la primera capital federal de Venezuela. En 2005 se decretó emergencia patrimonial y ha sido incluida en la lista de Patrimonios de la Humanidad en Peligro, esto debido al descuido gubernamental y a la intensidad de las lluvias acaecidas en los últimos años. En la actualidad el gobierno nacional emprende inversiones dirigidas a preservar su rica arquitectura.

- Parque nacional Canaima: Es un parque nacional ubicado en el Estado Bolívar, Venezuela. Fue instaurado el 12 de junio de 1962 y declarado Patrimonio de la Humanidad por la UNESCO en el año 1994.

- Ciudad Universitaria de Caracas: Es el campus principal de la Universidad Central de Venezuela. Fue declarada Patrimonio de la Humanidad por la UNESCO en el año 2000. Es una verdadera casa de estudios, diseñada por el maestro Carlos Raúl Villanueva, la Ciudad Universitaria es todo una obra de arte con arquitecturas contemporáneas y una serie de esculturas, murales, pinturas y demás artes plásticas distribuidas en todo el campus de la universidad.

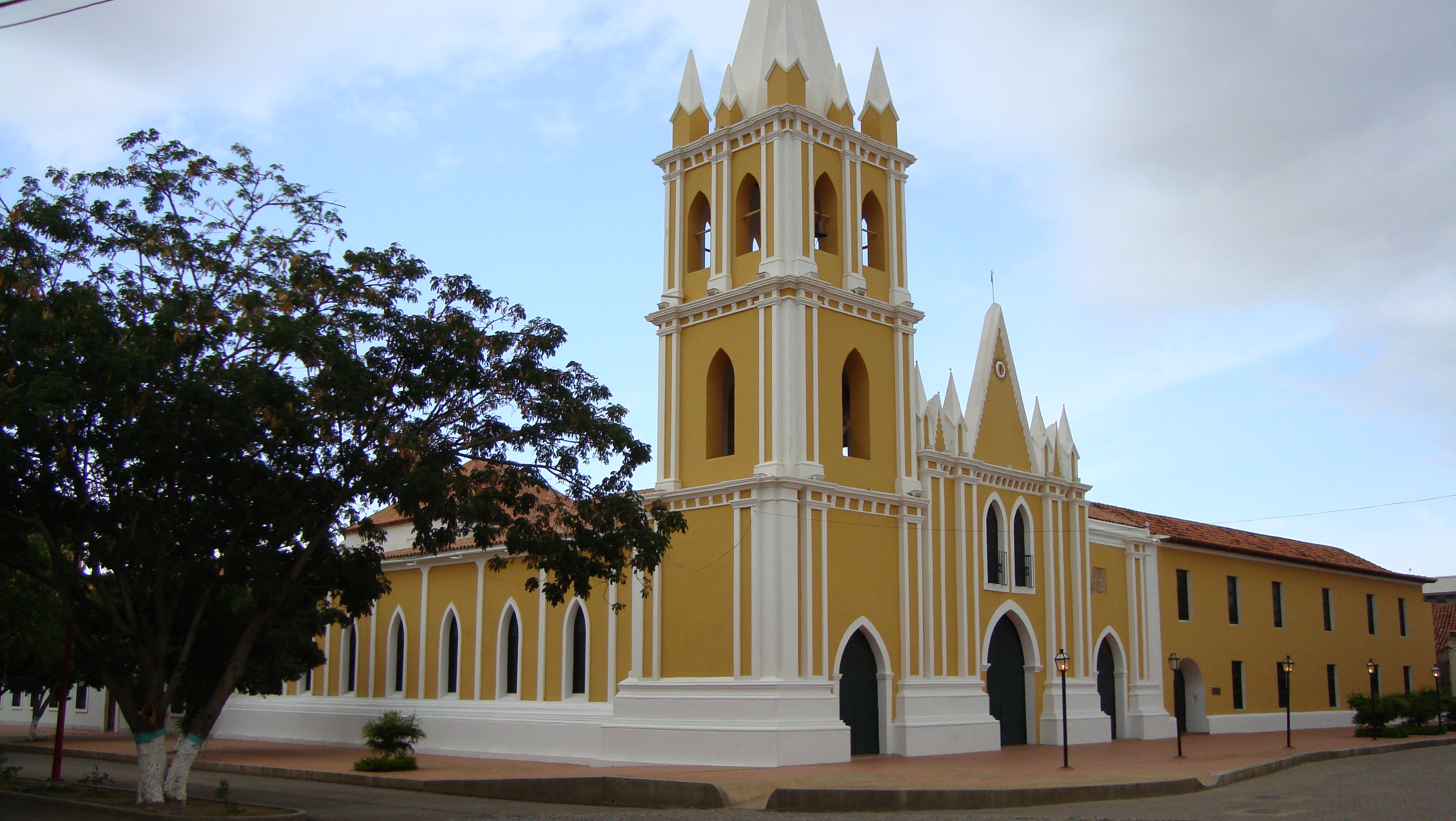
Coro
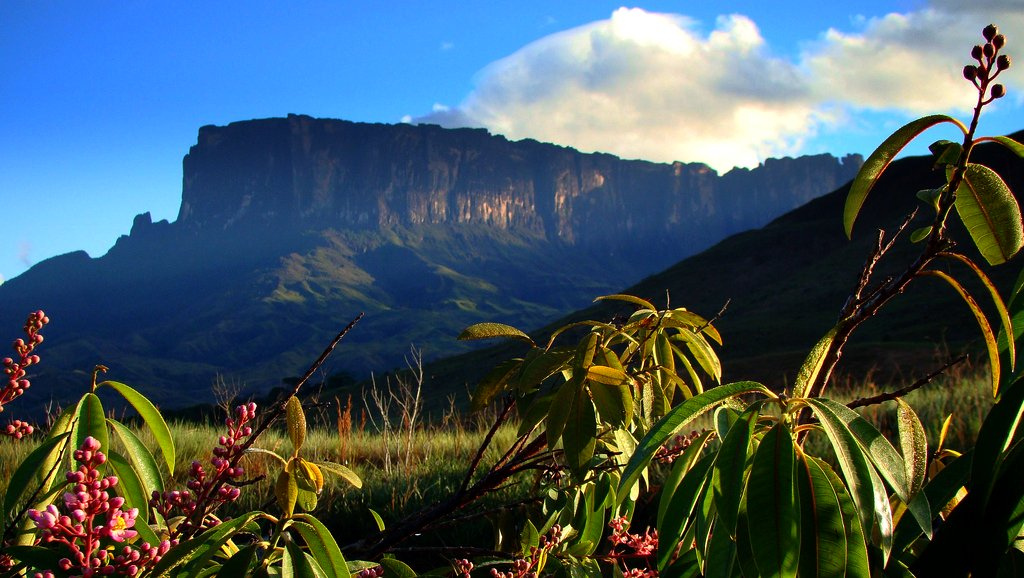
Canaima
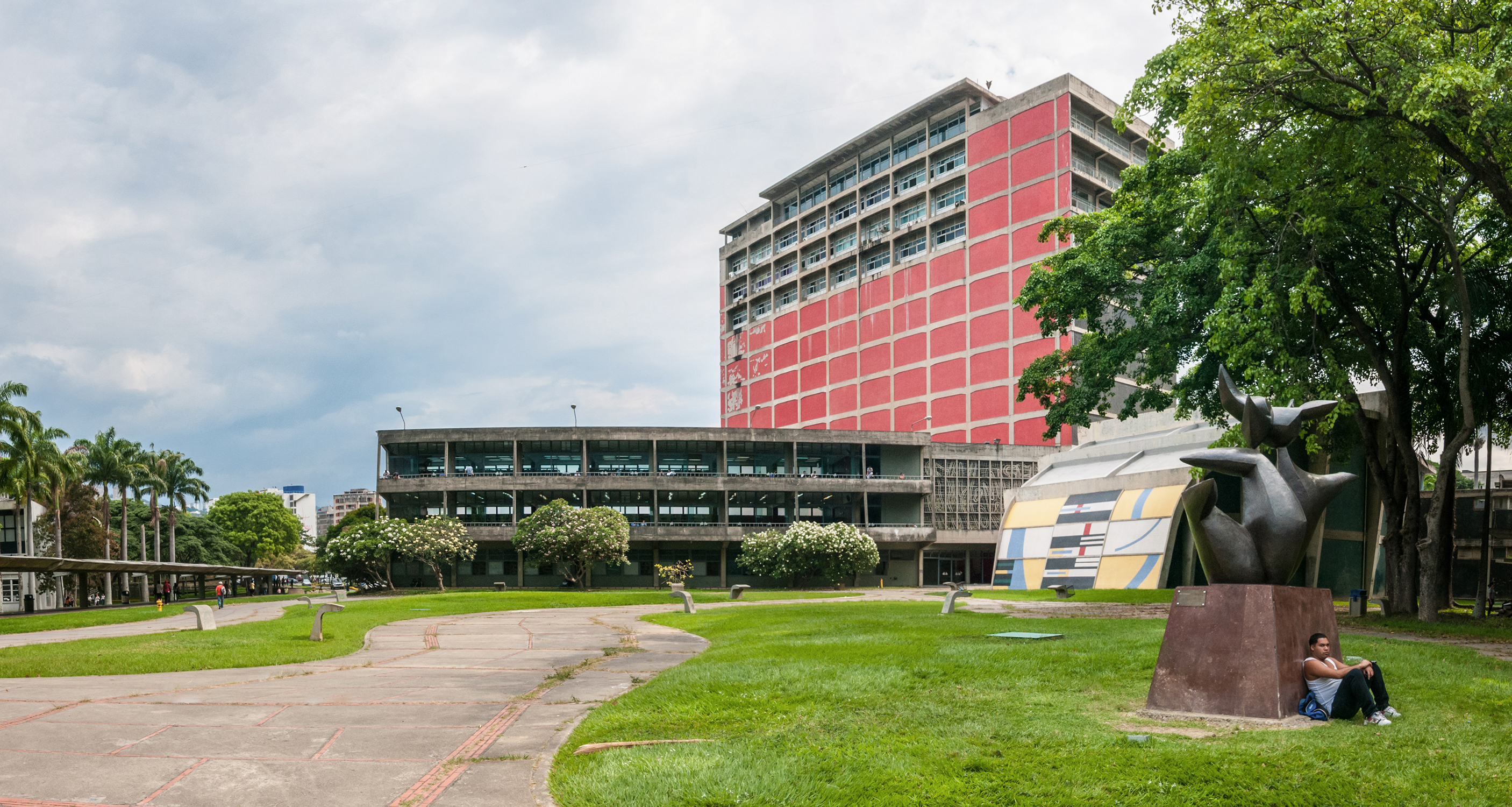
Ciudad Universitaria de Caracas

### Patrimonio Cultural Inmaterial de la Humanidad
- Diablos Danzantes de Venezuela: Los diablos danzantes de Corpus Christi refiere a un conjunto de manifestaciones religiosas populares de Venezuela celebradas en día de Corpus Christi en diversas regiones por distintas agrupaciones que en conjunto conforman cofradías que celebran la presencia de Cristo en el Santísimo Sacramento de la eucaristía1 de acuerdo con la doctrina del catolicismo. En general se refiere a 11 cofradías que agrupan a más de 5 mil personas, entre las cuales la más reconocida es la de los diablos danzantes de Yare. Estas manifestaciones fueron reconocidas por UNESCO como Patrimonio Cultural Inmaterial de la Humanidad en 2012.

- La Parranda de San Pedro de Guarenas y Guatire: La Parranda de San Pedro es una festividad popular y religiosa que se celebra cada 29 de junio en las ciudades de Guatire y Guarenas del Estado Miranda, Venezuela. Tiene su origen en la Época Colonial. Consiste en unos parranderos, vestidos con levita y pumpá (uno de ellos lleva la imagen del santo, otro lleva una bandera amarilla y roja) y acompañados por Cuatro y Maracas. La percusión se logra con unos pedazos de cuero de animal amarrados a los pies a manera de sandalias (llamadas cotizas). También van acompañados por dos niños impúberes, vestidos con un traje rojo y amarillo (parecido a los arlequines), que se conocen como "tucusitos". El personaje más llamativo es un hombre vestido de mujer que carga una muñeca de trapo. Este personaje se llama "María Ignacia" y la muñeca "Rosa Ignacia". Los dos tucusitos hacen las veces de sus otros dos hijos. Todos llevan la cara pintada de negro con betún o lo que ellos llaman "negro humo". La festividad fue proclamada Patrimonio Cultural Inmaterial de la Humanidad por la UNESCO el 5 de diciembre de 2013.

- La tradición oral mapoyo y sus referentes simbólicos en el territorio ancestral: La tradición oral de los mapoyos engloba el corpus de relatos que constituyen la memoria colectiva de este pueblo. Esta tradición está indisolublemente vinculada a un determinado número de sitios emplazados en la Guayana venezolana, a lo largo del río Orinoco, que constituyen los puntos de referencia simbólicos del territorio ancestral de este pueblo. Los depositarios de esta tradición oral narran los relatos en el transcurso de sus actividades cotidianas. El espacio simbólico resultante de esta interacción se ha convertido en el elemento de referencia de una historia viva que vincula a los mapoyos con su pasado y su territorio. La tradición oral se refiere a la estructura social, los conocimientos, la cosmogonía y los episodios que han hecho de los mapoyos participantes legítimos en el nacimiento de la República de Venezuela. Actualmente, los principales depositarios de las tradiciones orales y de su simbolismo son los miembros más ancianos de la comunidad. Sin embargo, hay varios factores que ponen en peligro la transmisión a las nuevas generaciones: la emigración de los jóvenes mapoyos que esperan conseguir mejores oportunidades en el plano educativo y económico; la expansión de las industrias mineras; y la influencia del sistema público de educación formal en los jóvenes mapoyos escolarizados que no fomenta el uso de su lengua materna. La cultura Mapoyo fue proclamada Patrimonio Cultural Inmaterial de la Humanidad por la UNESCO el 25 de noviembre de 2014.

- Conocimientos y técnicas tradicionales vinculadas al cultivo y procesamiento de la curagua: Los conocimientos y técnicas tradicionales vinculados al cultivo y procesamiento de la curagua abarcan un conjunto complejo de prácticas relacionadas con las maneras de cultivar esta planta y extraer de ella sus fibras blancas, caracterizadas por su solidez, resistencia y suavidad. Esas fibras se hilan para confeccionar toda una serie de objetos artesanales, entre los que destacan las hamacas, que se han convertido en el emblema característico de la región de Aguasay. Tradicionalmente son los hombres los que se dedican a la extracción y procesamiento de las fibras de la curagua, debido a la fuerza física que exigen esas tareas. Las mujeres, por su parte, se encargan del tejido y la fabricación de productos artesanales. Las prácticas de cultivo, procesamiento y confección de artesanías tienen un papel importante en la configuración de la identidad de las comunidades del municipio de Aguasay. Actúan como mecanismo de cohesión social que transciende las barreras étnicas, socioculturales y de género. También fomentan diversas formas de cooperación dentro de las diferentes comunidades y familias, así como entre ellas. Las mujeres asumen un importante protagonismo en las estructuras comunitarias y familiares, tanto en lo que respecta al trabajo creativo como en lo referente a la generación de ingresos. Los conocimientos y técnicas se transmiten de generación en generación en el seno de las familias, principalmente por medio de la tradición oral, la observación y la imitación.

- Carnaval de El Callao: El Carnaval de El Callao es el más famoso de Venezuela por lo que ha sido reconocido, como evento de Interés Turístico Regional y declarado por el Instituto de Patrimonio Cultural de Venezuela como evento de Interés Turístico Nacional en marzo de 1998 y el 1 de diciembre de 2016 fue declarado Patrimonio Cultural Inmaterial de la Humanidad por la Unesco.

- Cantos de trabajo de Los Llanos de Colombia y Venezuela: Son parte de los que en los llanos de Colombia y Venezuela se denominan cantos de trabajo, los mismos están asociados a una labor específica y sirven para aliviar el pesar causado por el esfuerzo o para facilitar una tarea en específico.

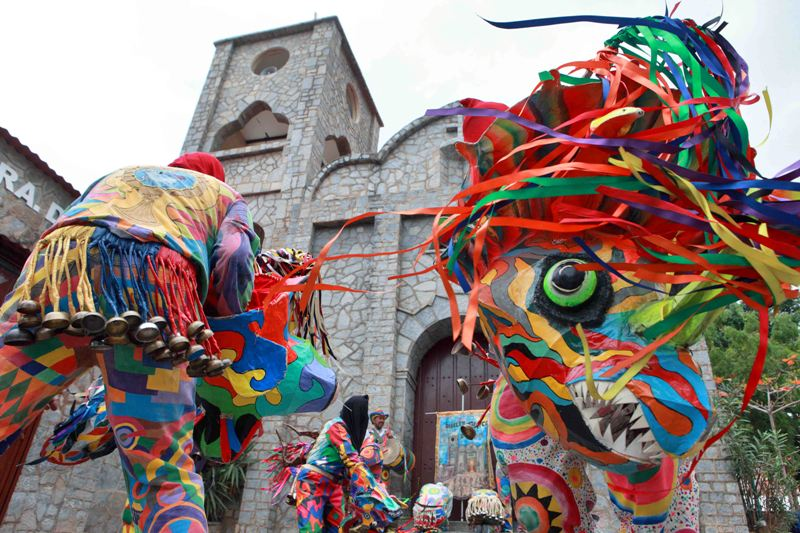
Diablos Danzantes de Venezuela
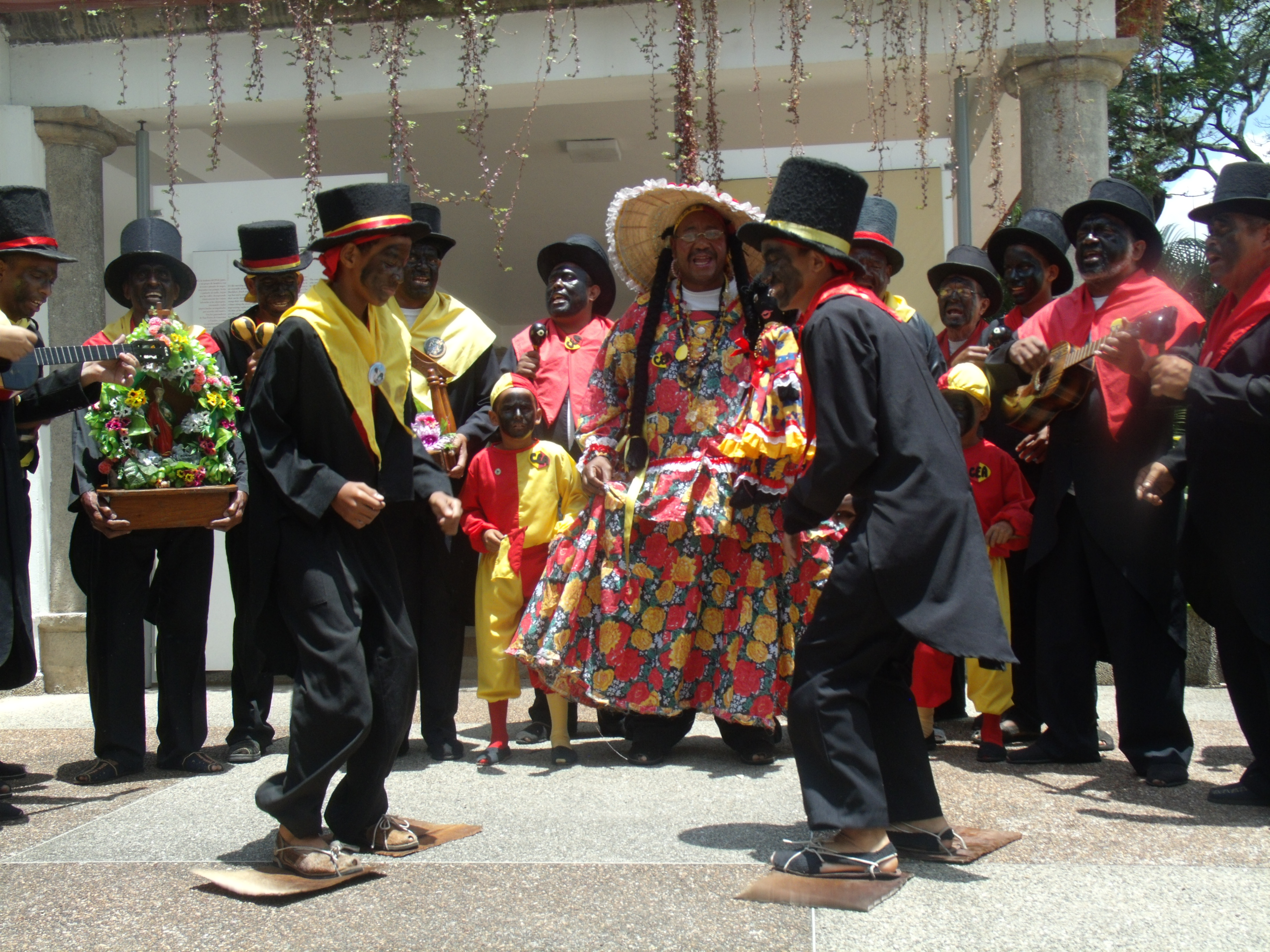
La Parranda de San Pedro
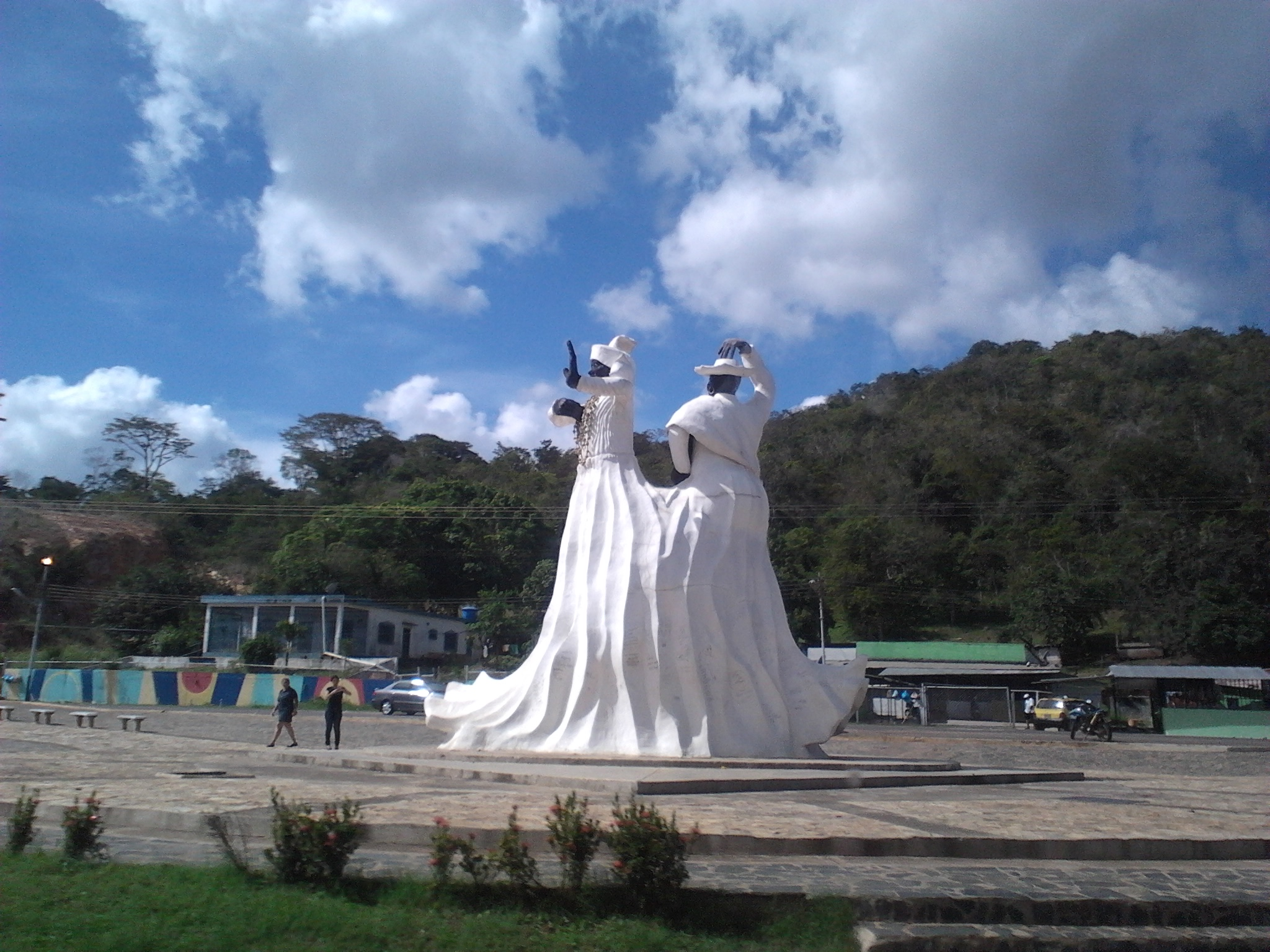
Carnaval de El Callao

## Otros destinos turísticos

### Playas
Venezuela cuenta con numerosas playas de aguas tranquilas y para deportes extremos. Además de los ya mencionados, los sitios más famosos por su belleza son:

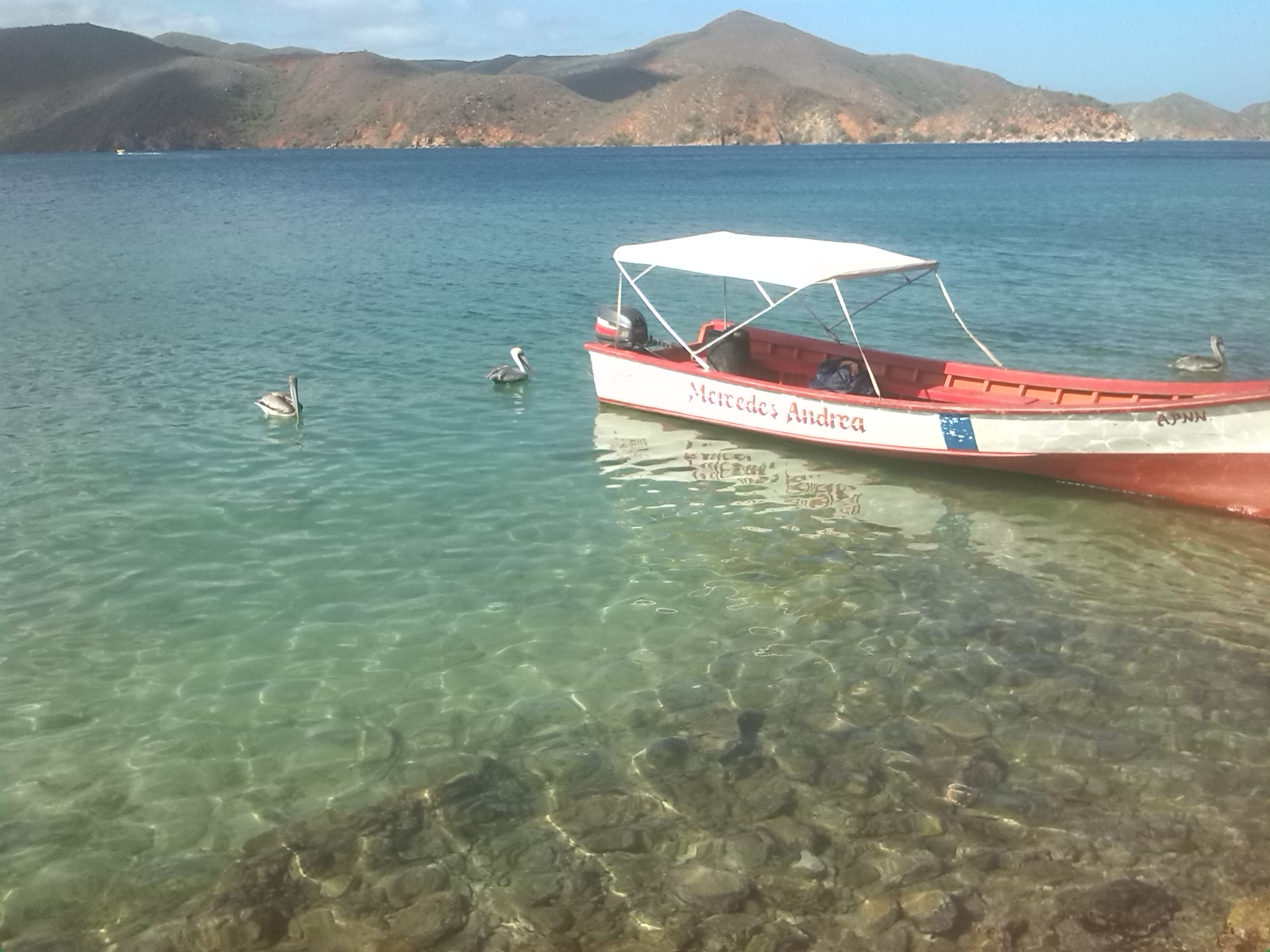
Mochima
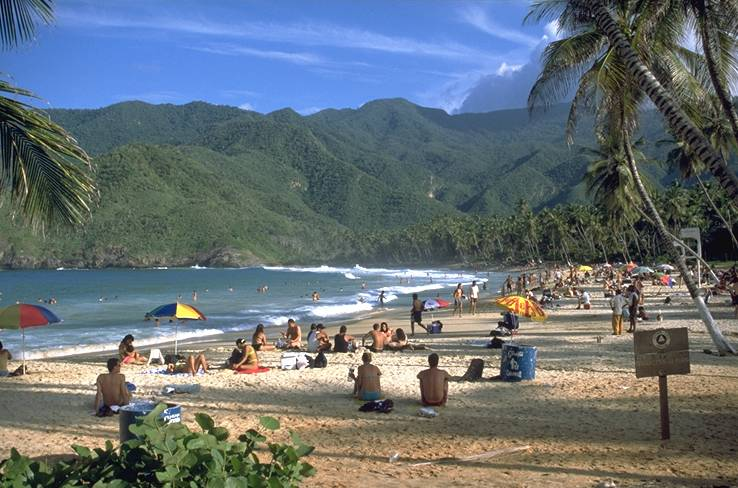
Choroní
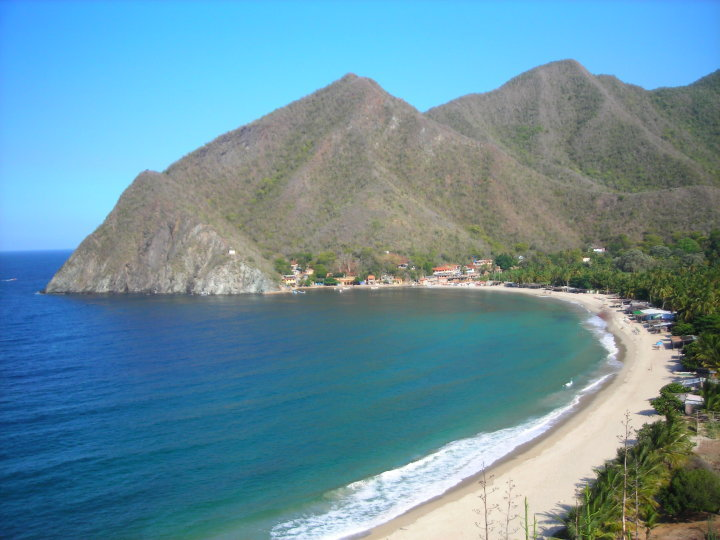
Chuao

- La Guaira
- Macuto
- Naiguatá
- Río Caribe
- Cumaná
- Carúpano
- Playa El Agua
- Playa El Yaque
- Osma
- Oritapo
- Todasana
- Choroní y Chuao
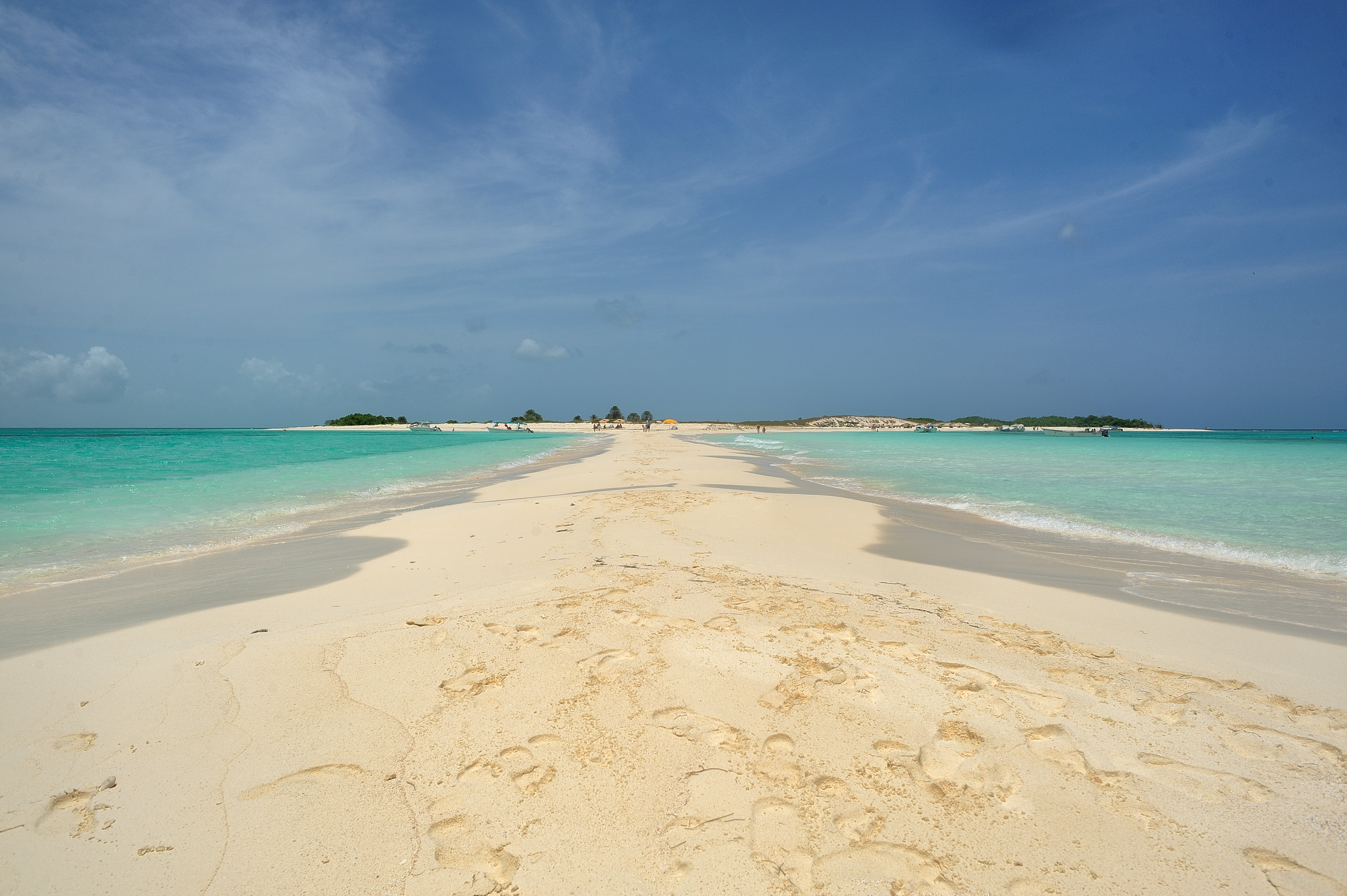
Archipiélago de Los Roques
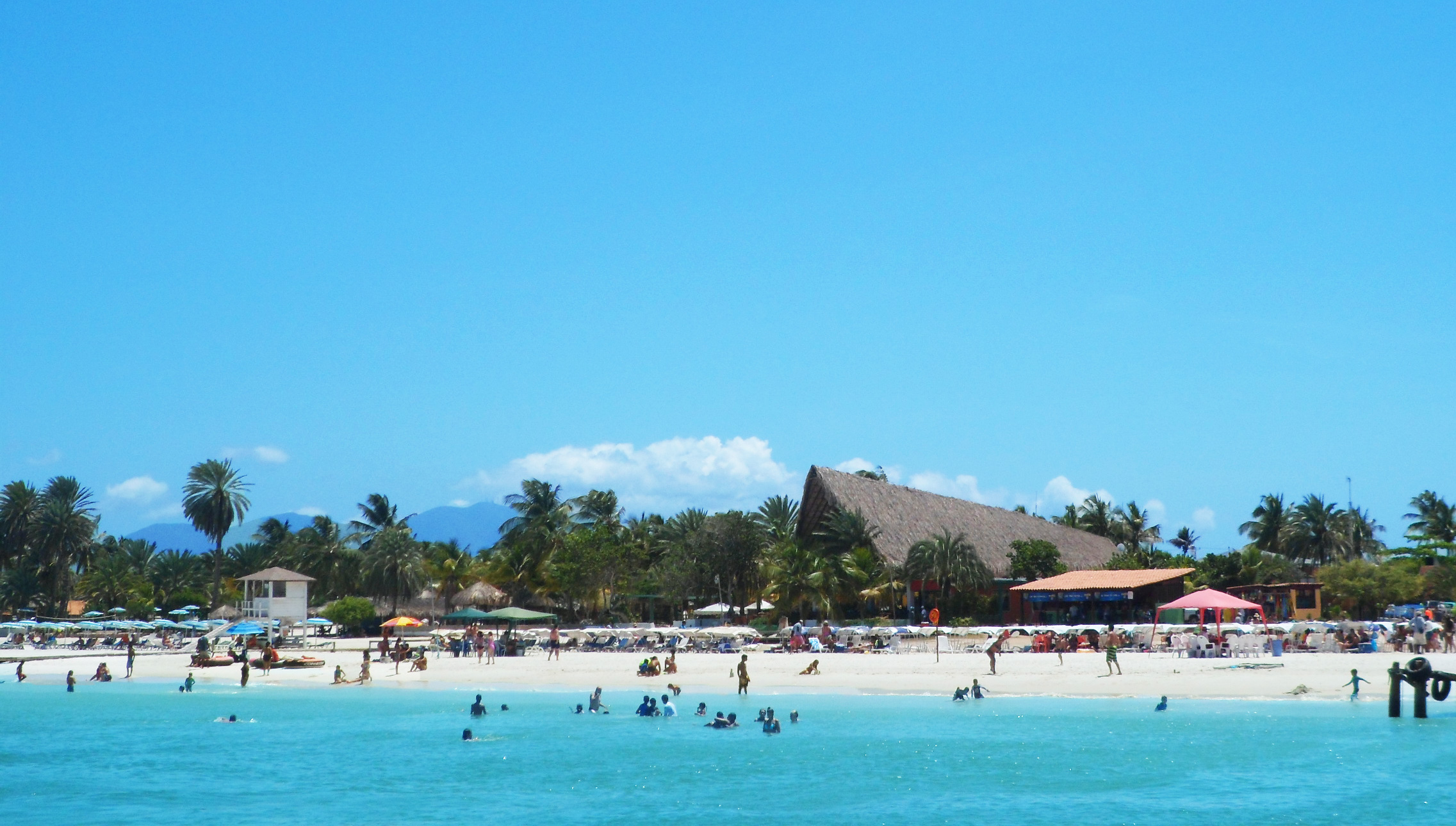
Isla de Coche
- Puerto Maya
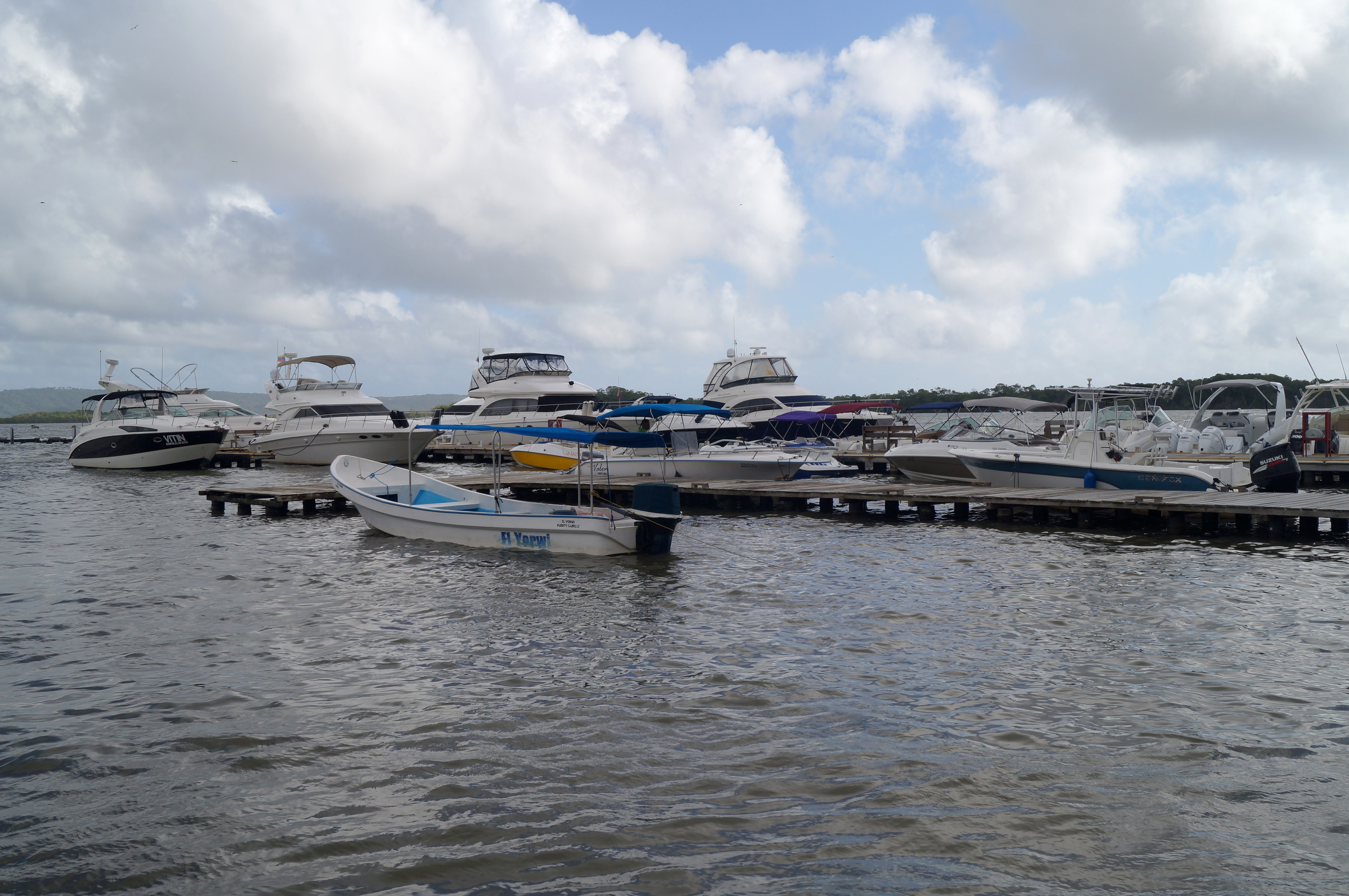
Tucacas
- Punta Tucacas
- Chichiriviche
- Puerto Cumarebo
- La Vela de Coro
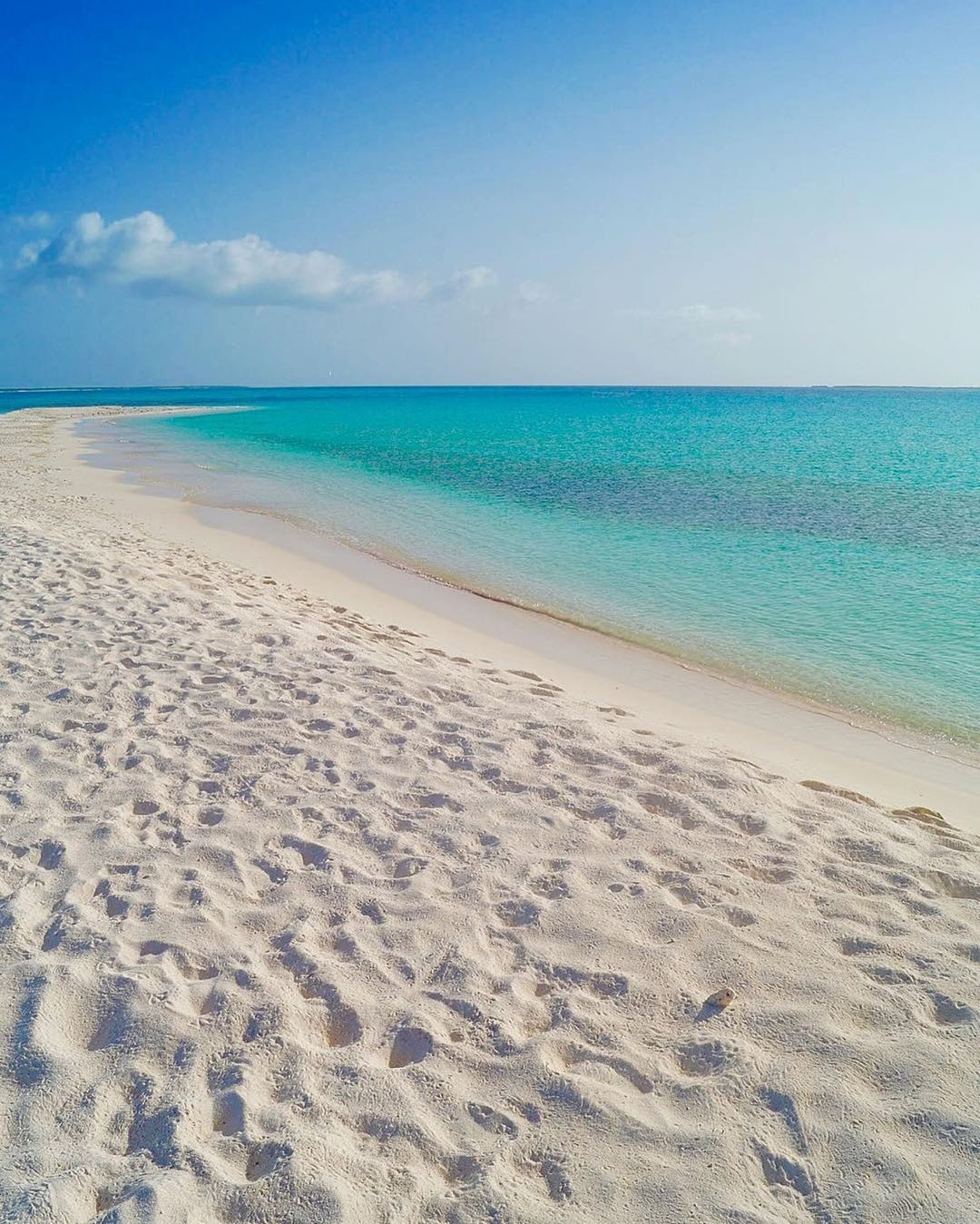
Isla La Tortuga
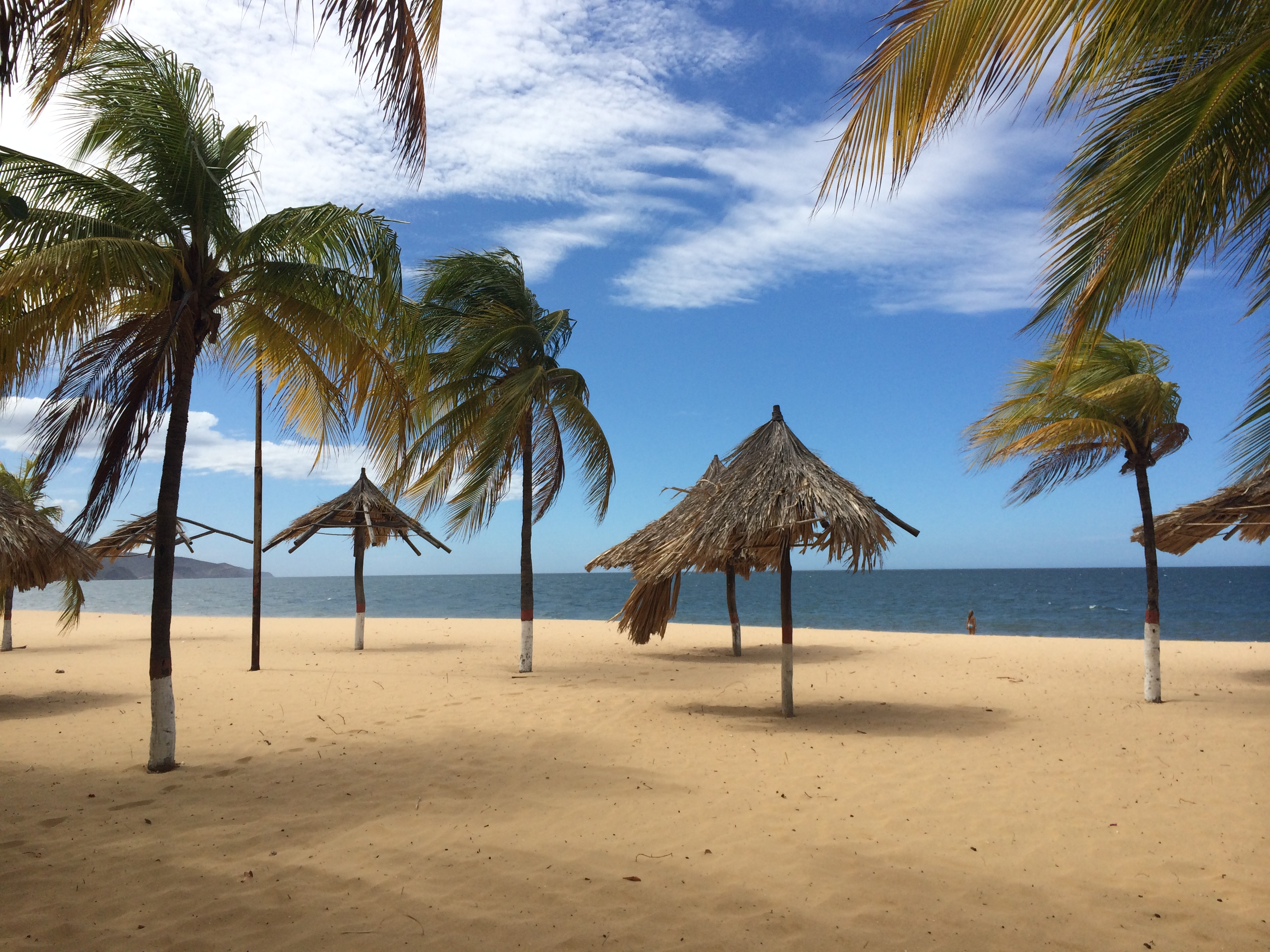
Cumanagoto
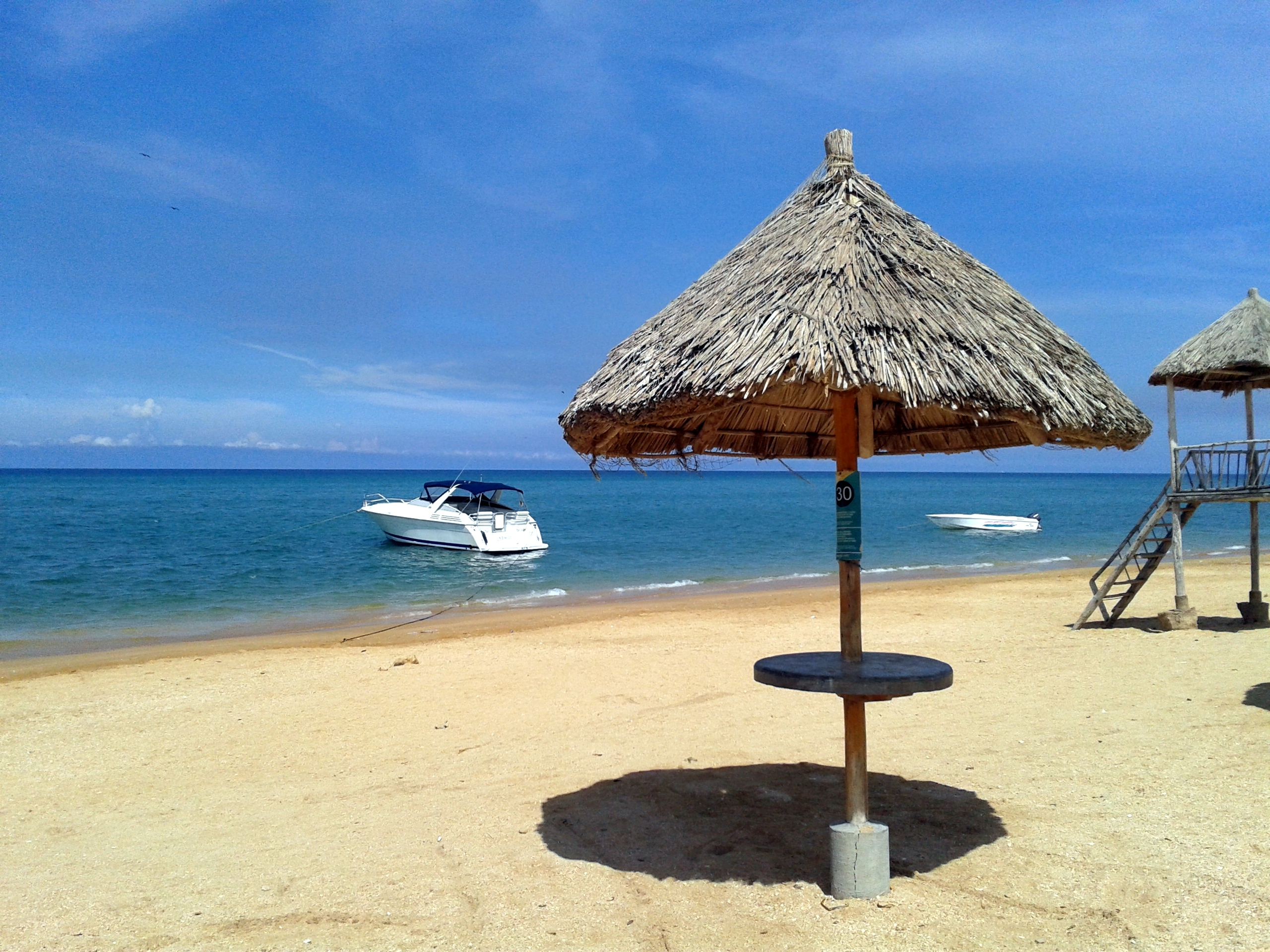
Paraguaná
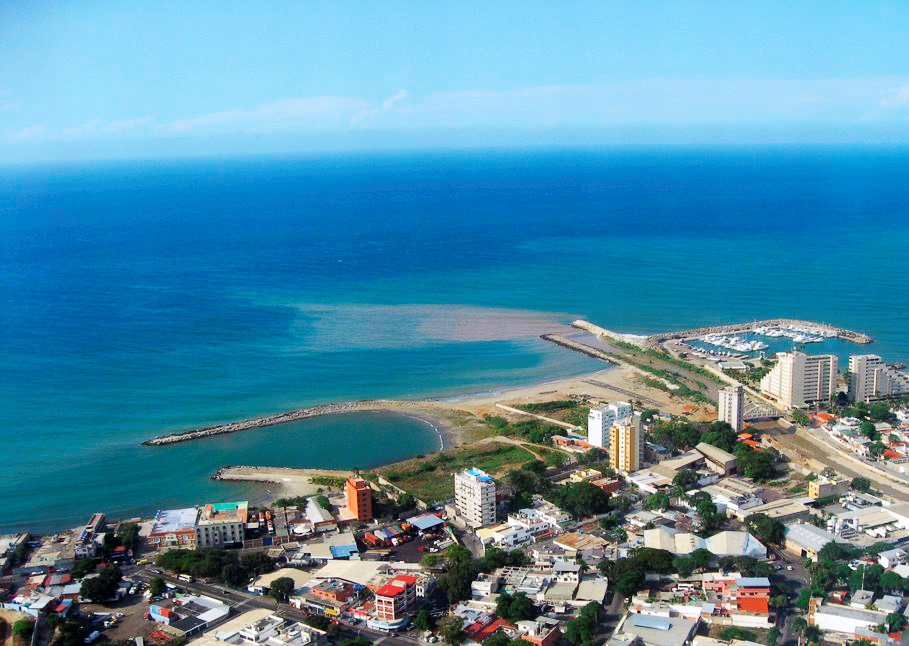
Catia La Mar
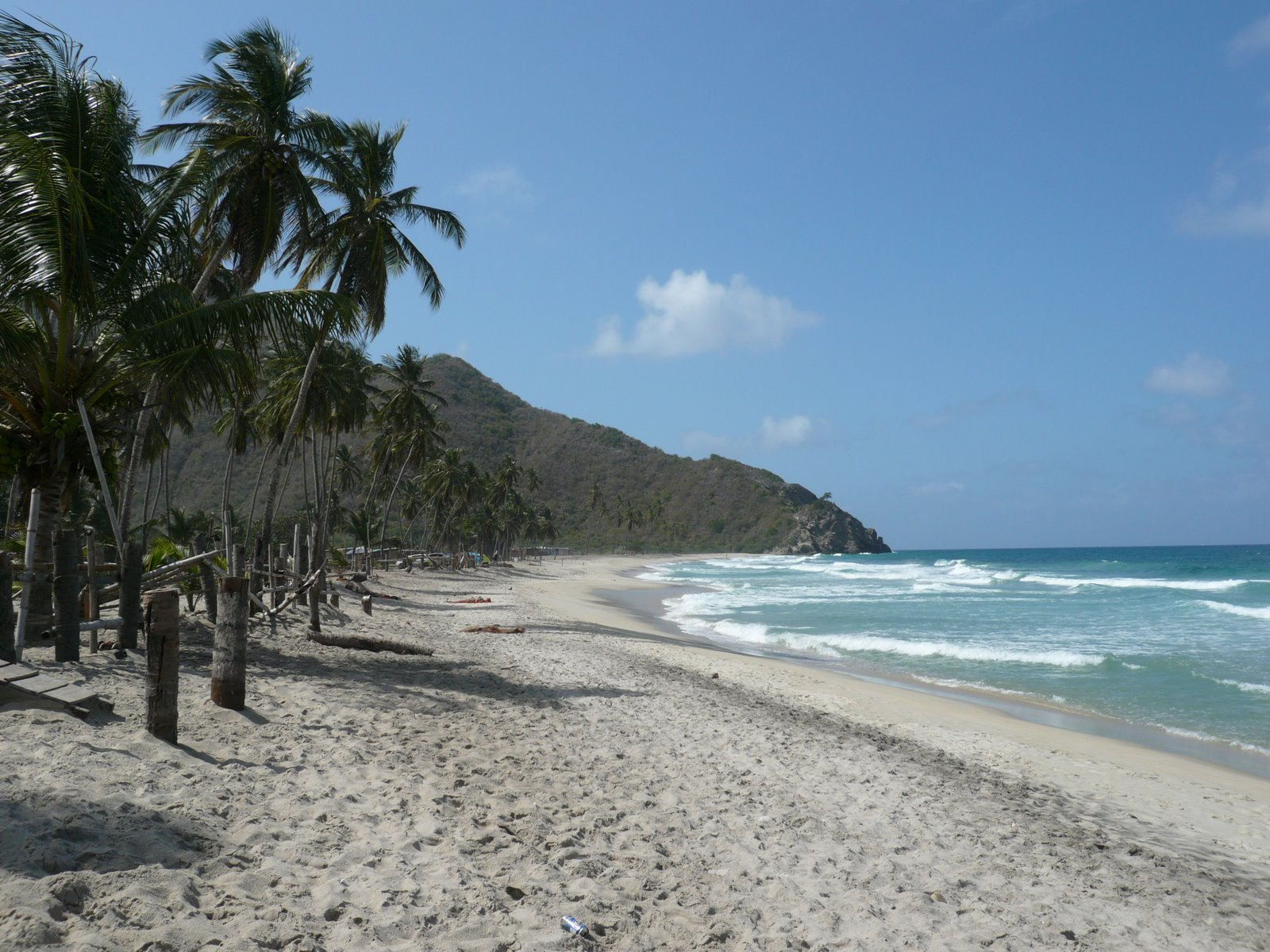
Cuyagua
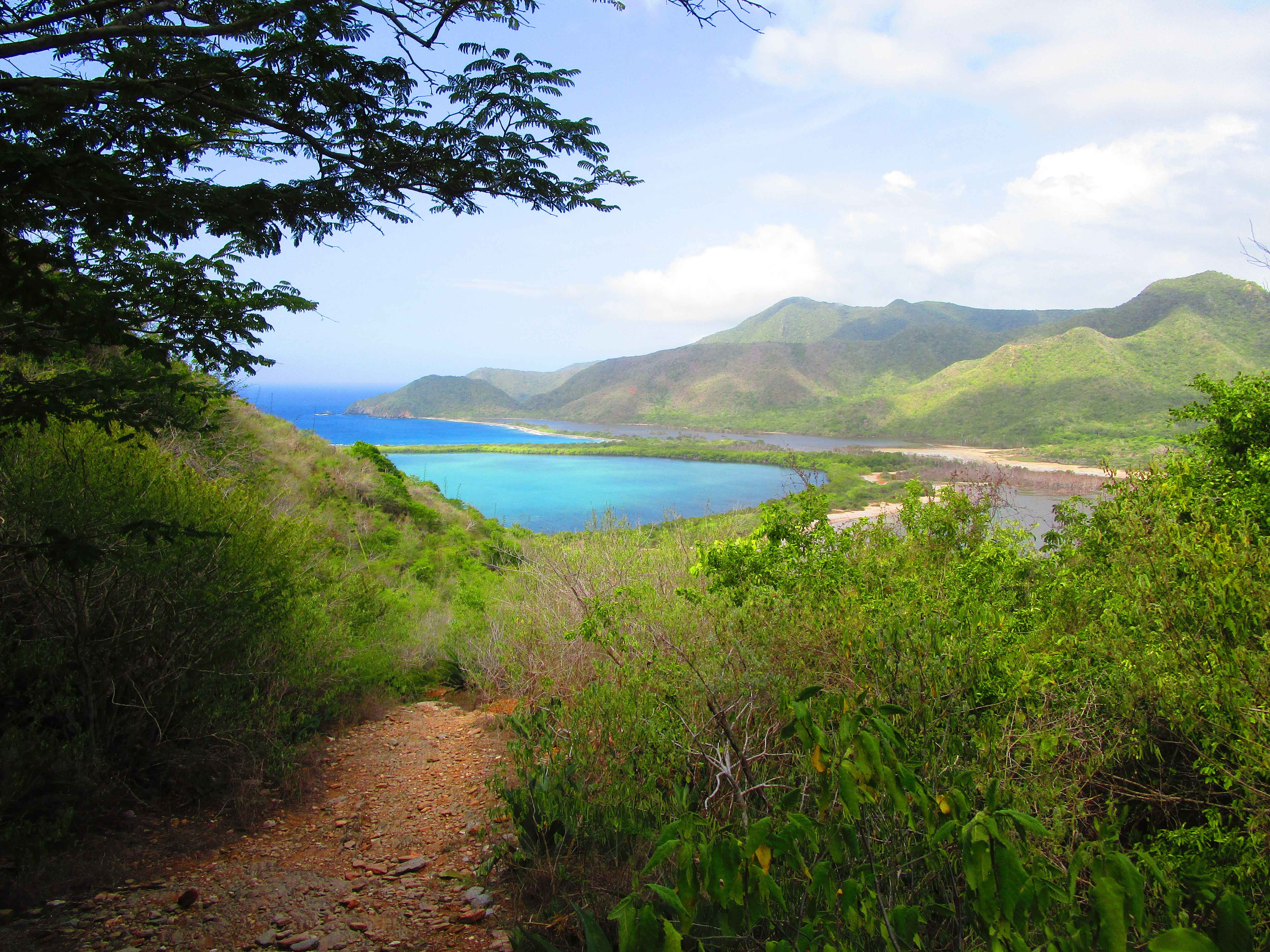
Yapascua

- Puerto Cabello
- Ocumare de la Costa
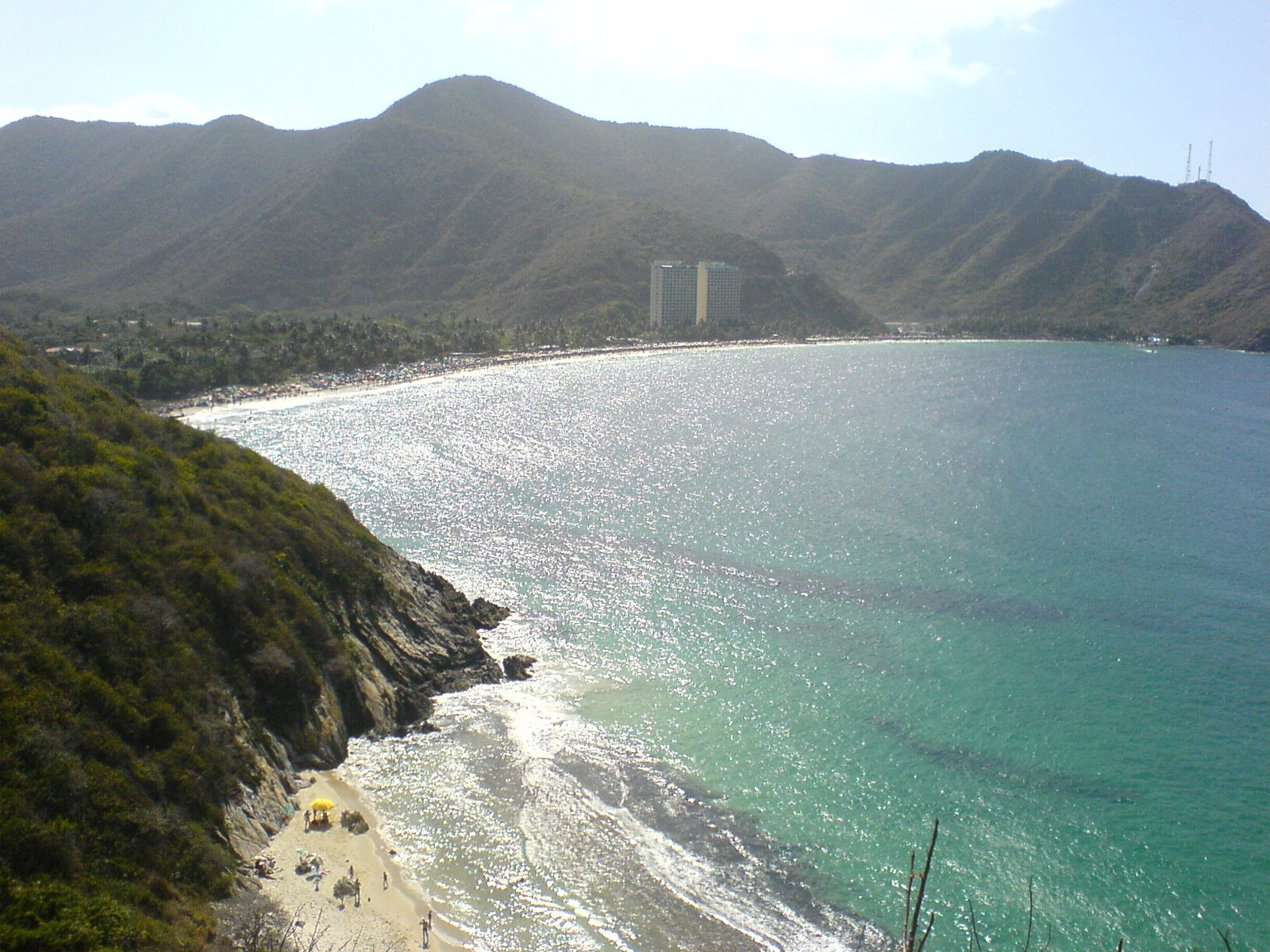
Bahía de Cata
- Ensenada de Tuja
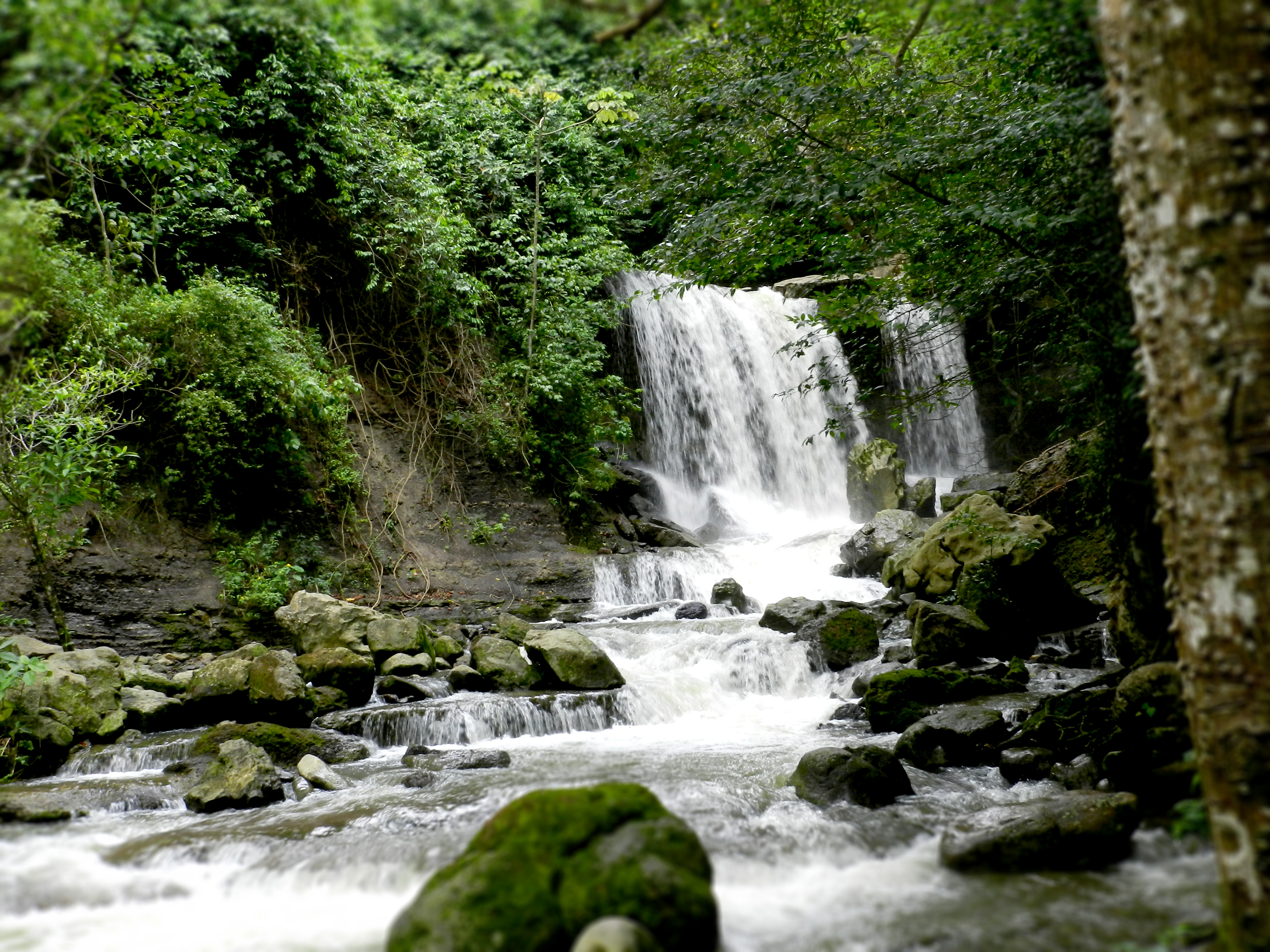
San Luis
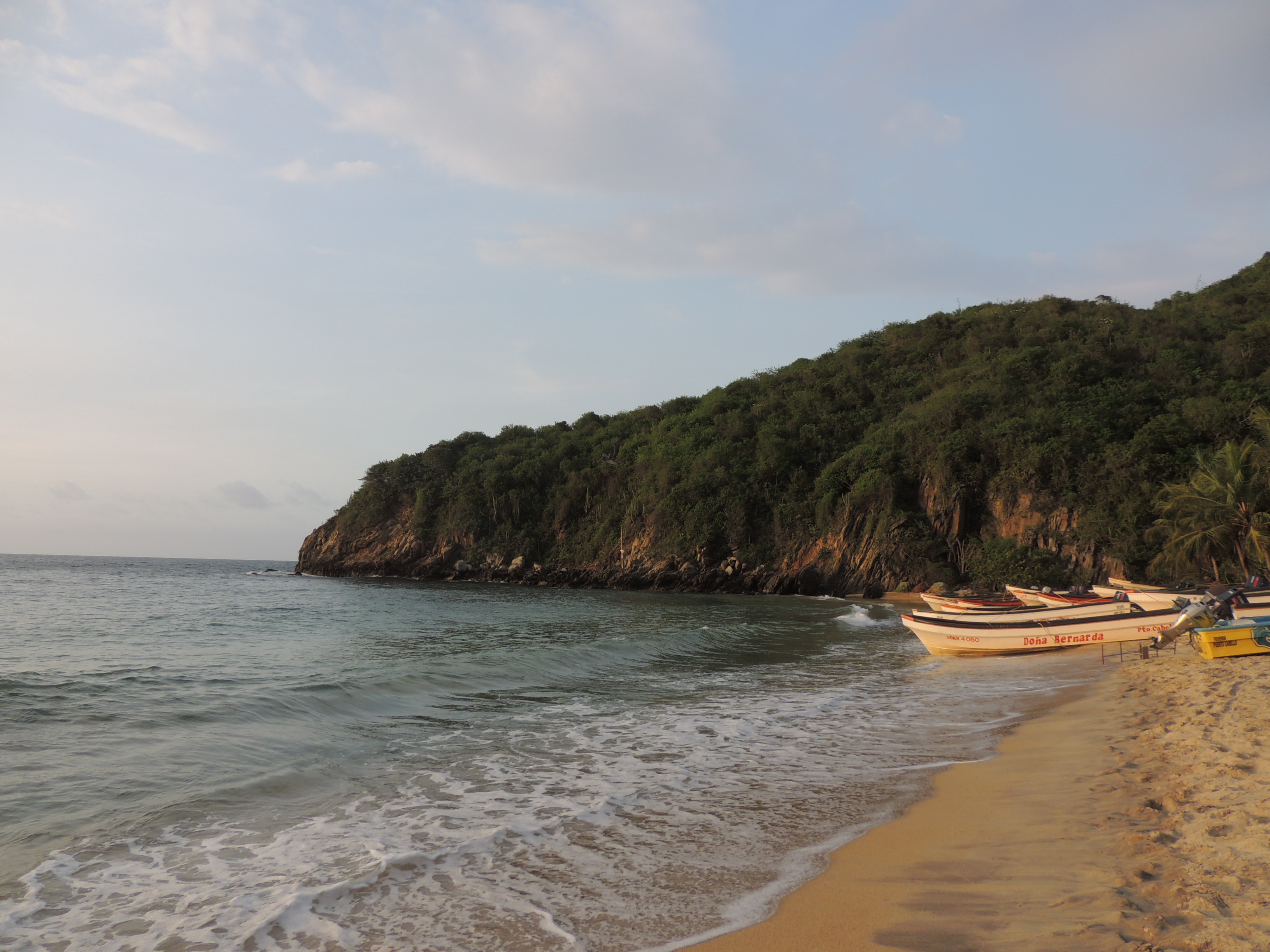
Puerto Maya

- Playa El Americano
- Bahía de Patanemo
- Palmarito
- Punta Juan Andrés
- La Ciénaga de Ocumare
- Ruta del Cacao
- Rio Chico (Venezuela)
- Tacarigua de la Laguna

- Playa Punta Arenas

- Mochima
- Choroní
- Chuao
- Archipiélago de Los Roques
- Isla de Coche
- Tucacas
- Isla La Tortuga
- Cumanagoto
- Paraguaná
- Catia La Mar
- Cuyagua
- Yapascua
- Bahía de Cata
- San Luis
- Puerto Maya

### Selva y Sabana
Al Sur de Venezuela en los estados Bolívar, Amazonas y Delta Amacuro comienza la Selva Amazónica, la selva tropical más grande y la mayor reserva natural del mundo. Esta zona del país tiene un gran valor turístico, pues allí se encuentra el Salto Ángel, considerada la caída de agua más alta del mundo; la sabana, los ríos, la selva y los tepuyes, forman un punto de turismo ecológico que aún no ha sido realmente explotado, hace falta que el gobierno nacional promueva más planes para convertir a esta tierra venezolana en un punto esencial para el ecoturismo de esta parte del mundo. 
Sin embargo, la afluencia de turistas internacionales en Canaima y la Gran Sabana es alta y ha venido creciendo progresivamente, algunas de las atracciones en la selva y sabana de Venezuela son:

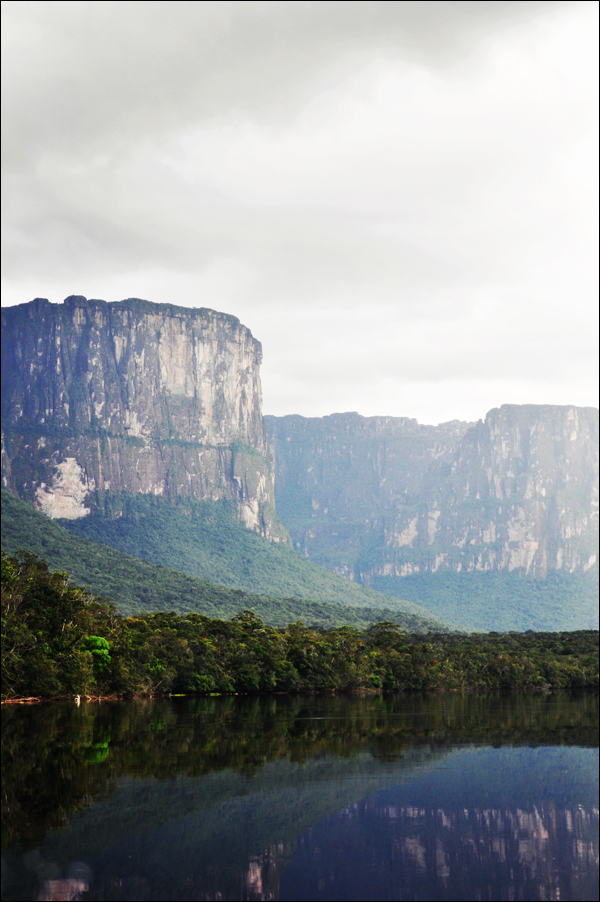
Canaima
La Gran Sabana
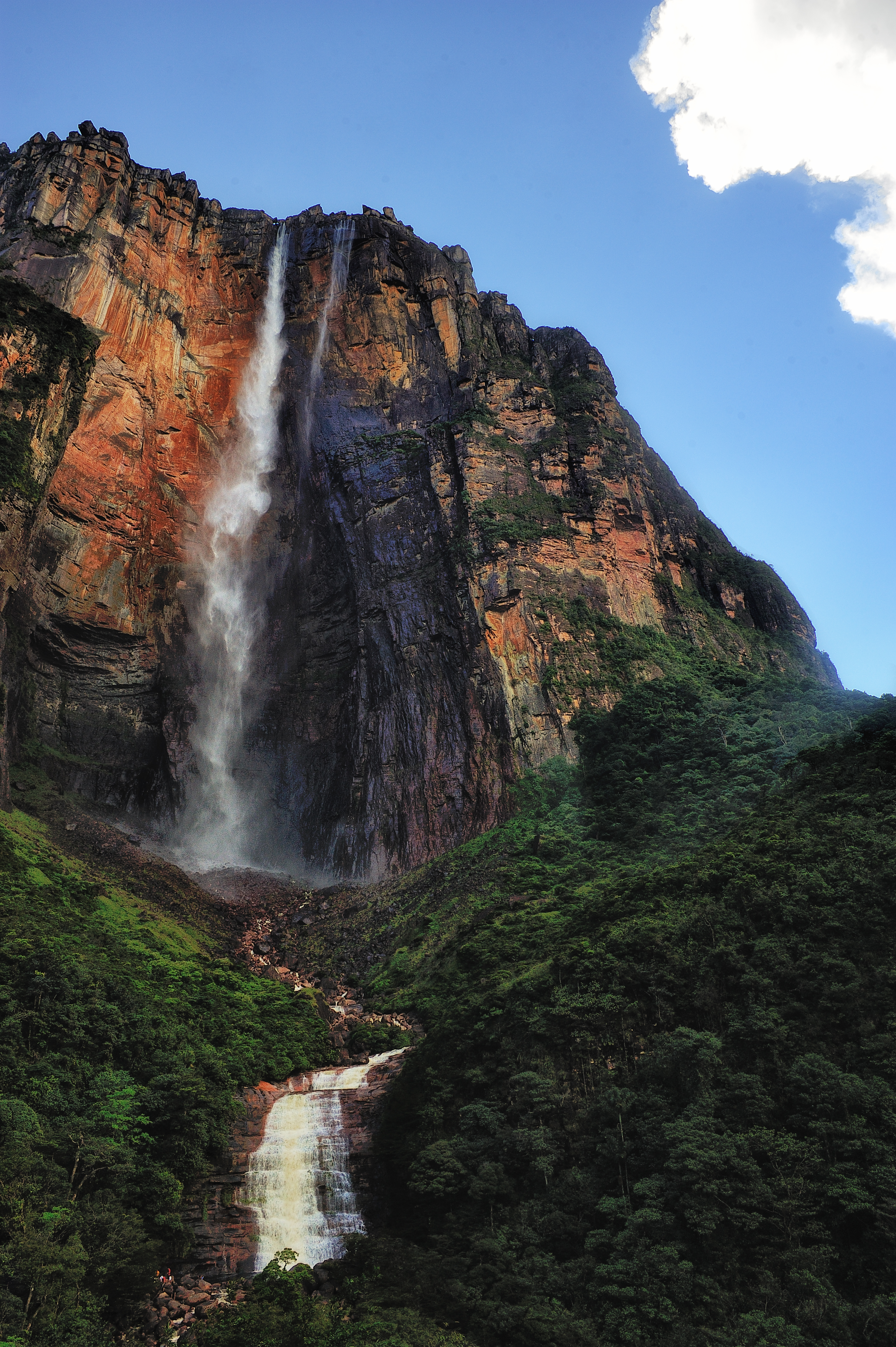
Salto Ángel
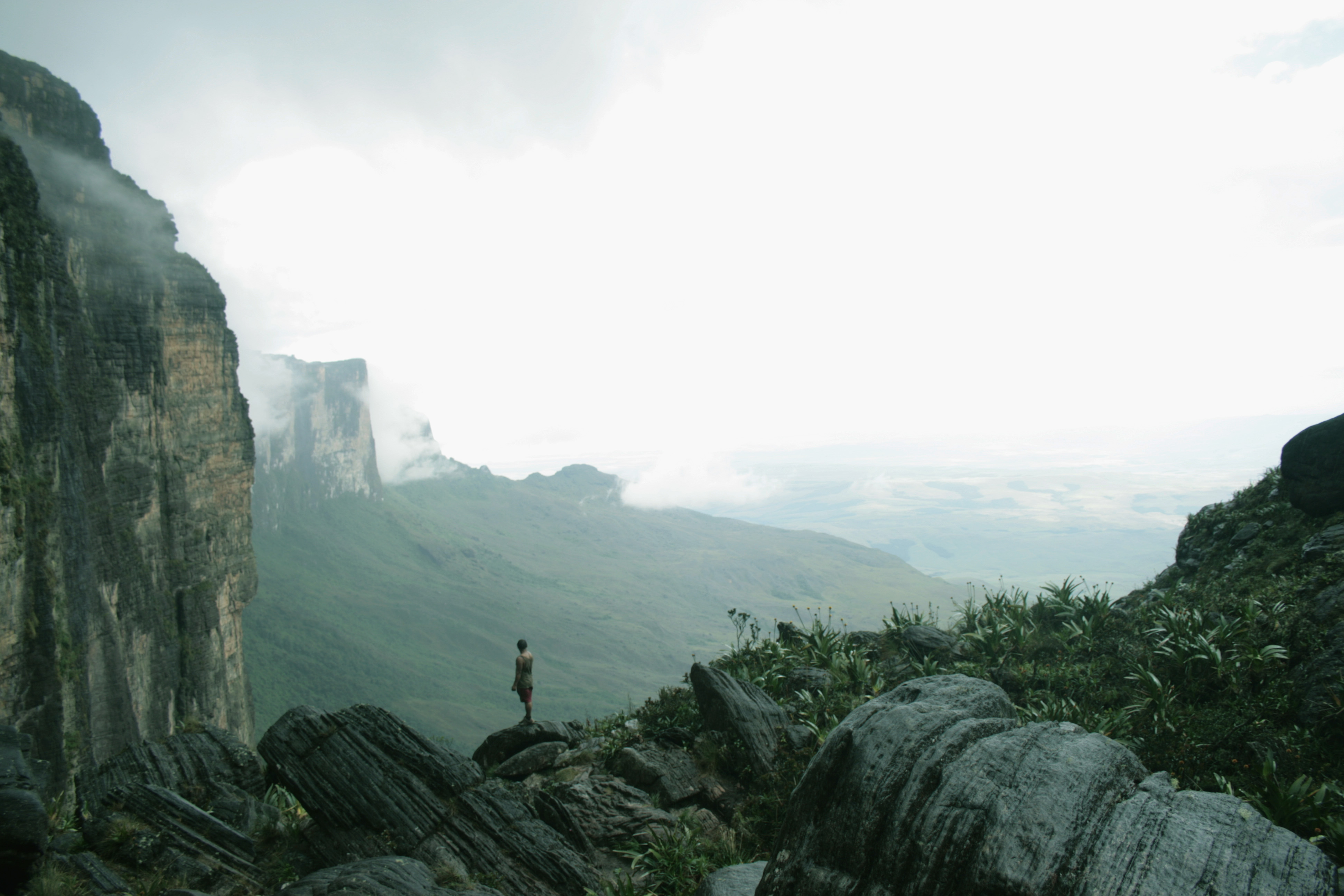
Monte Roraima
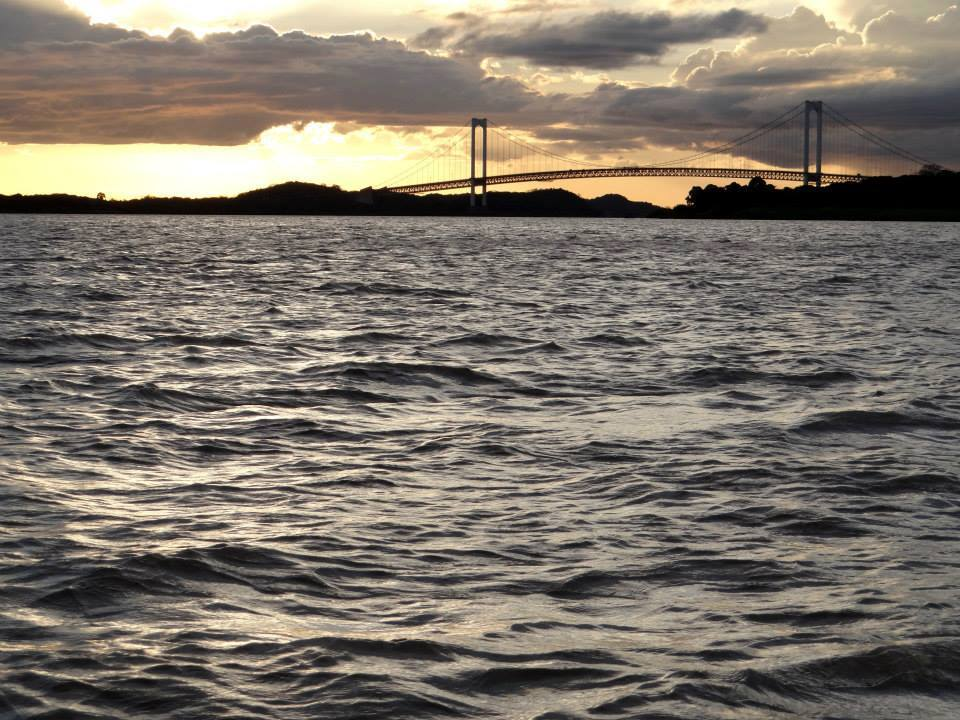
Río Orinoco
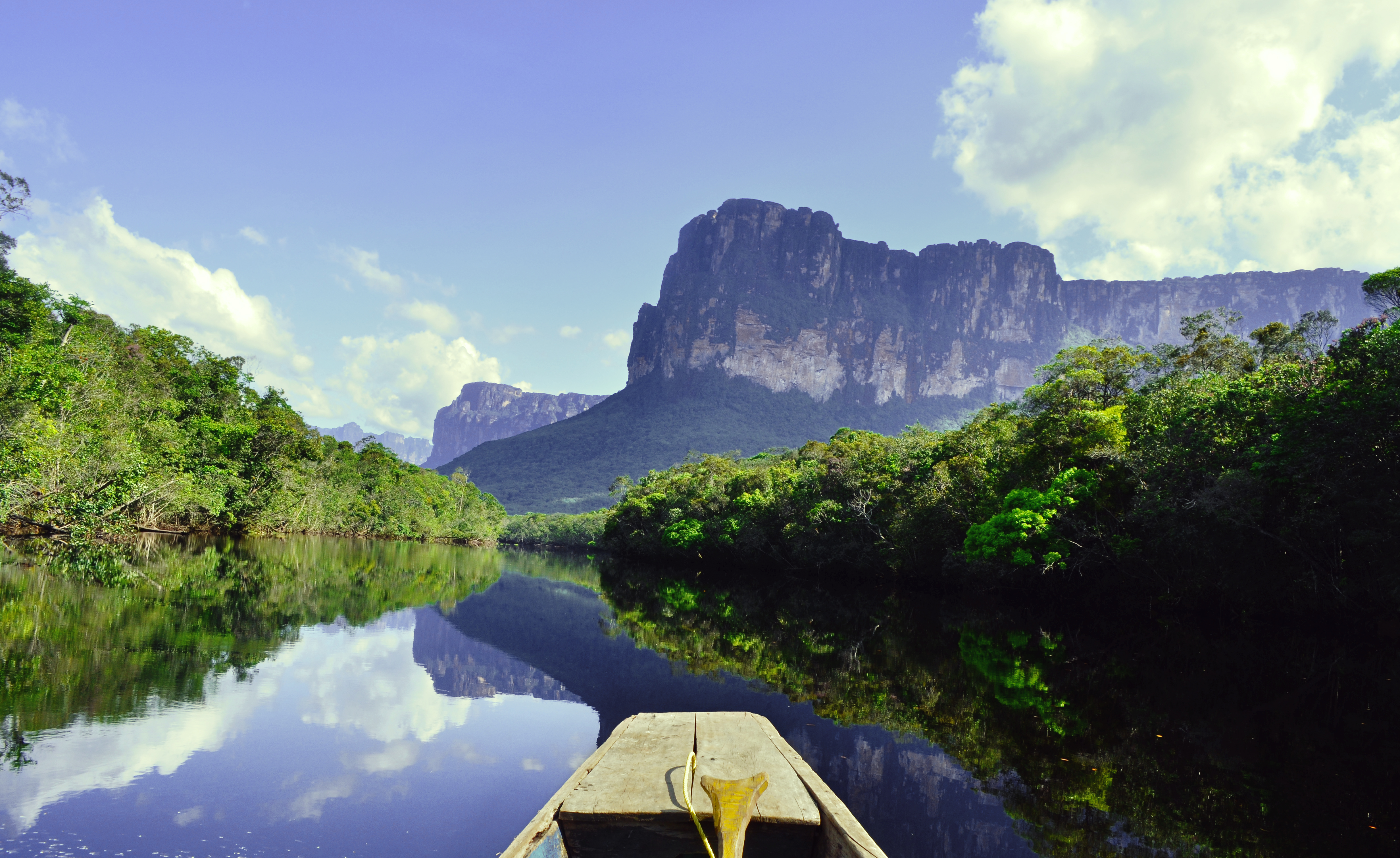
Auyantepuy
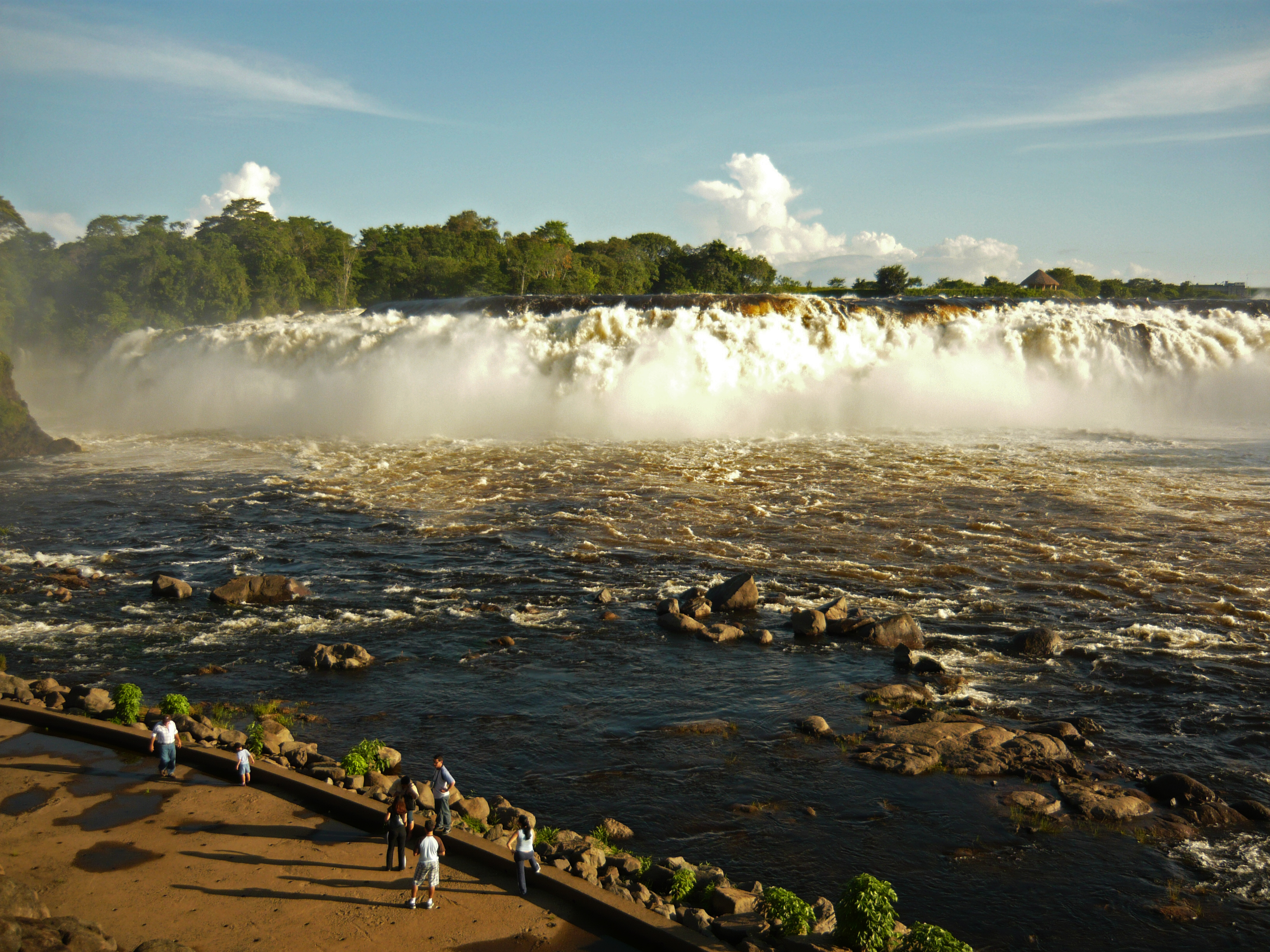
Parque La Llovizna, una caída de agua del Río Caroní

- Río Caroní
- Río Negro
- El Abismo
- Salto El Sapo
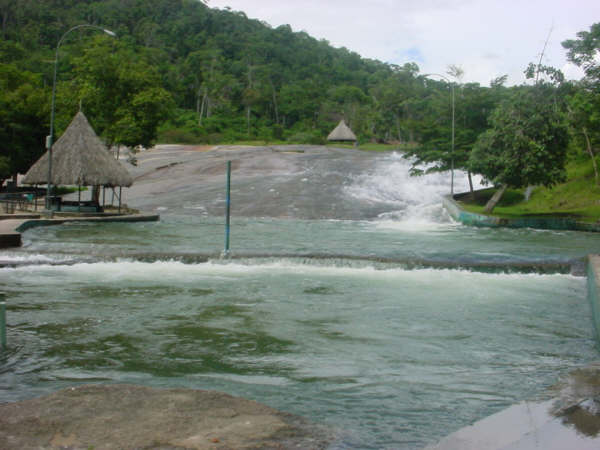
Tobogán de la Selva
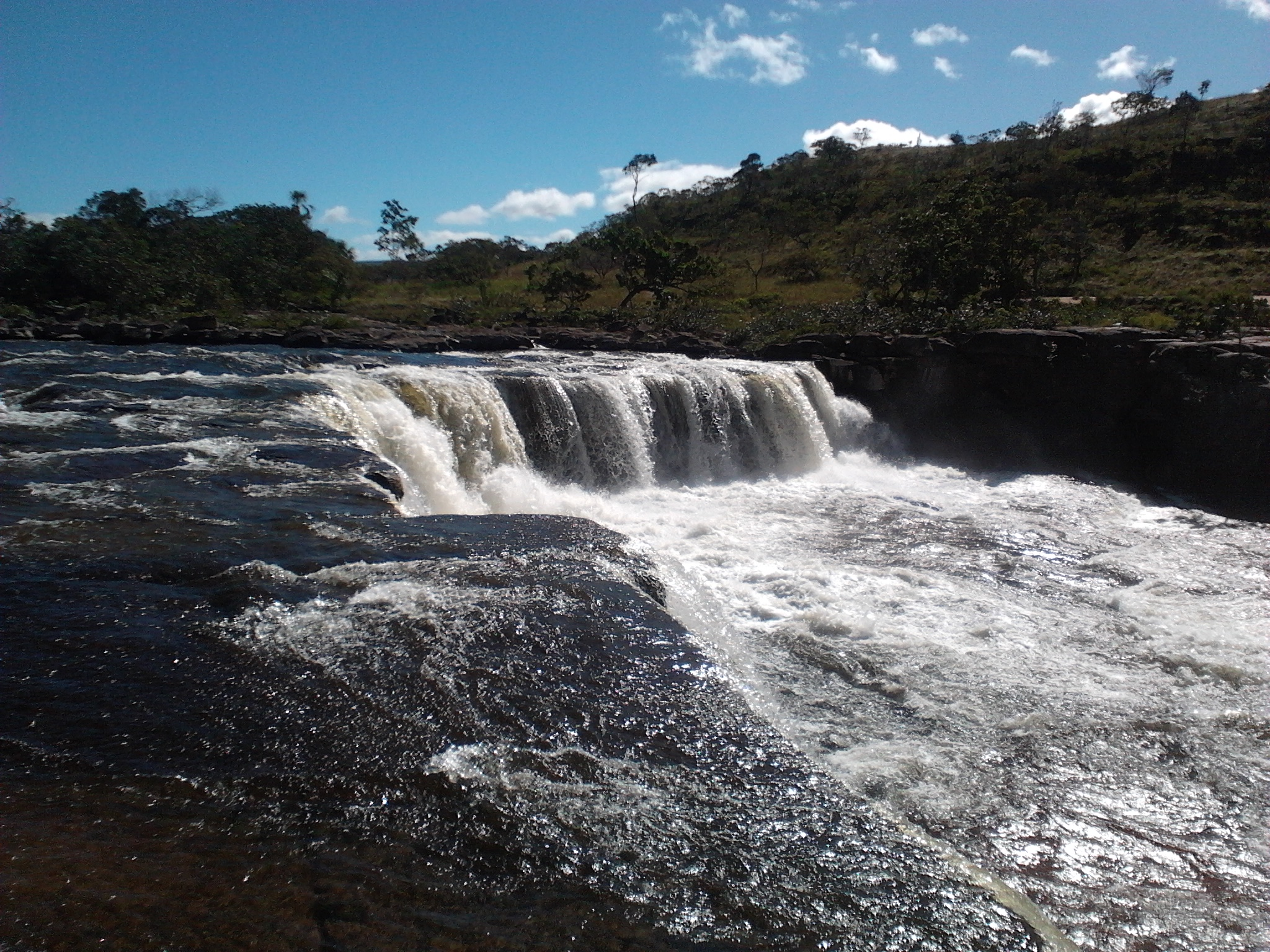
Cortinas del Yuruaní, Gran Sabana
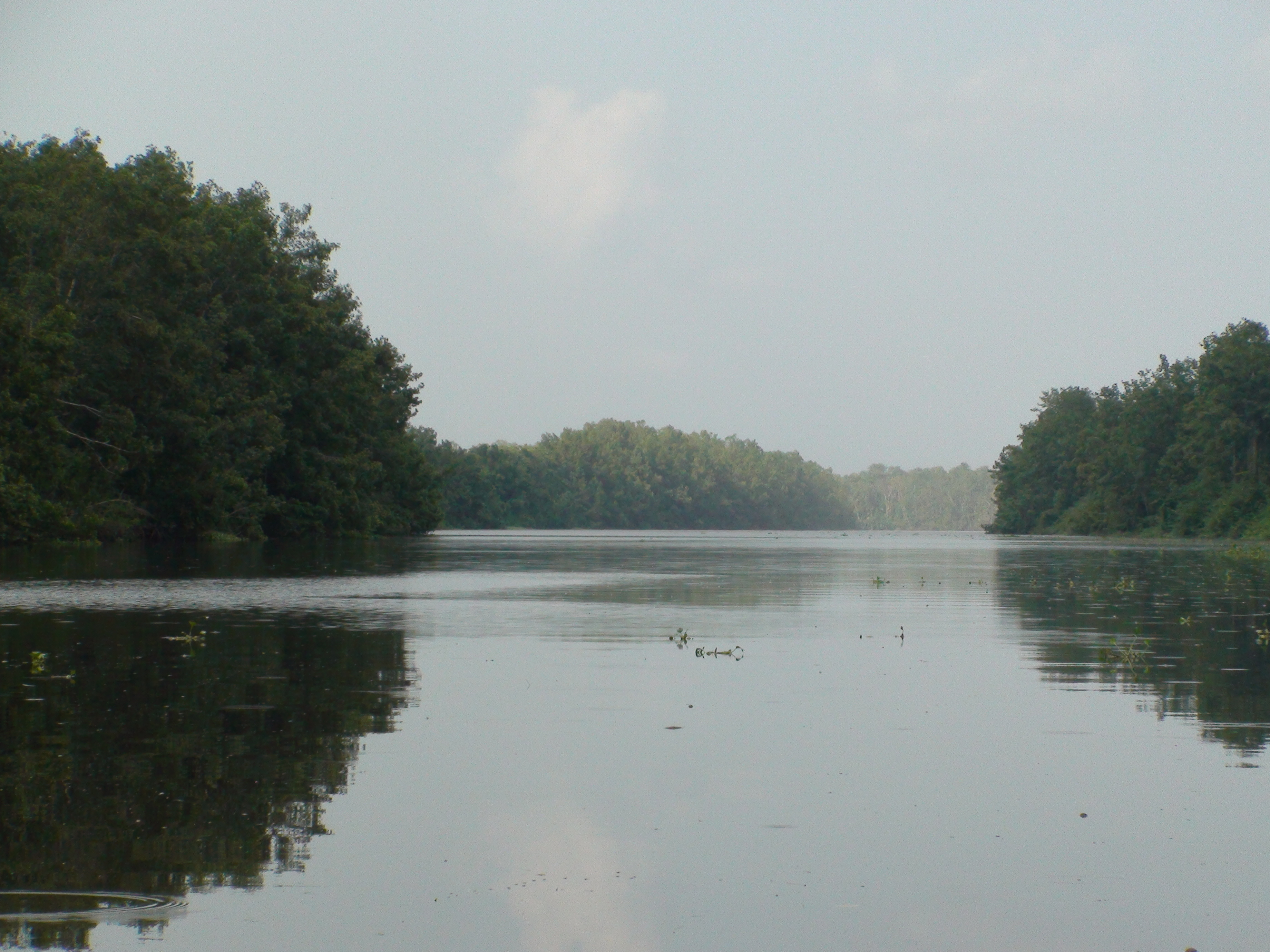
Delta del Orinoco, Delta Amacuro
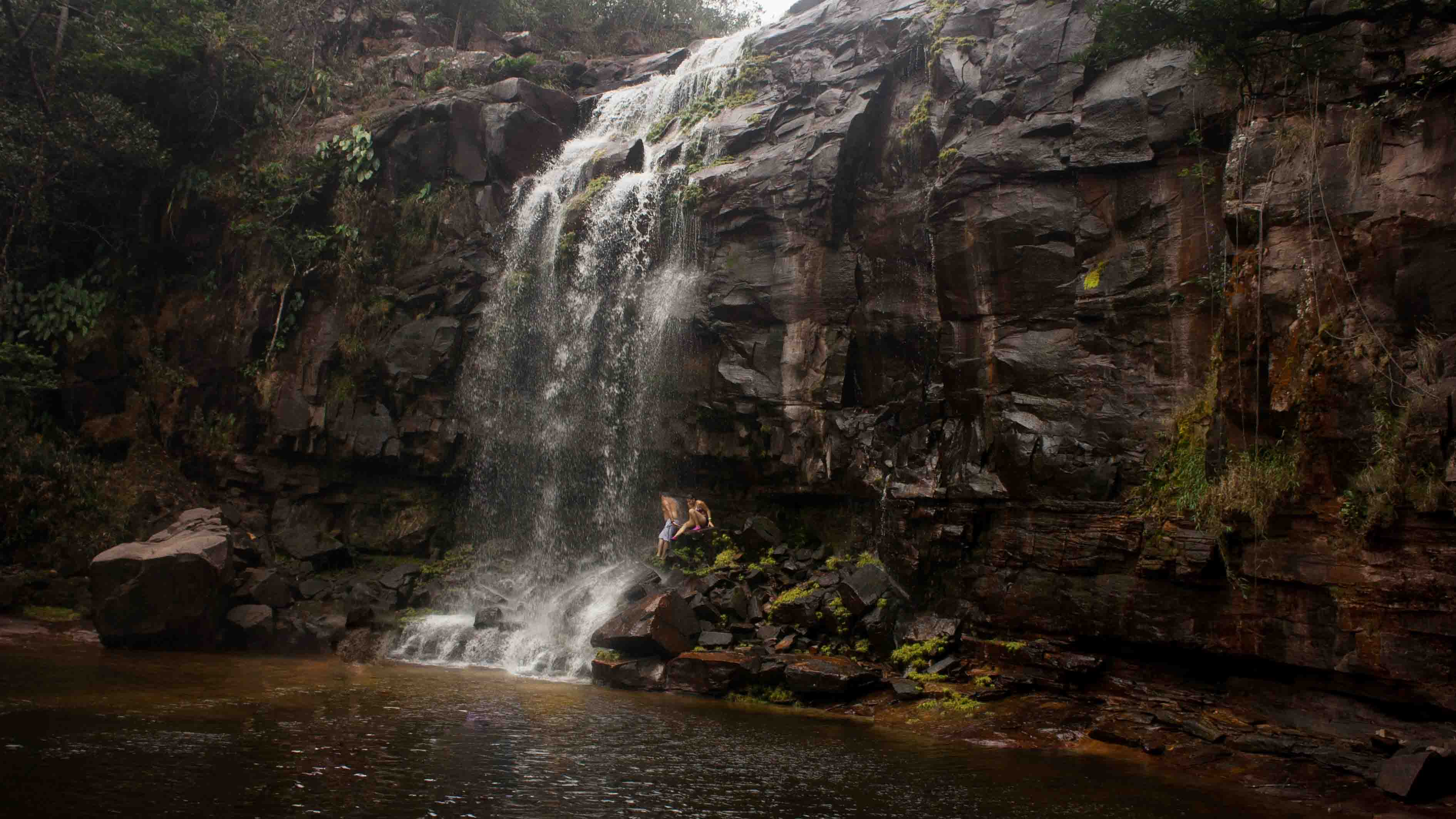
Cascada en la Gran Sabana
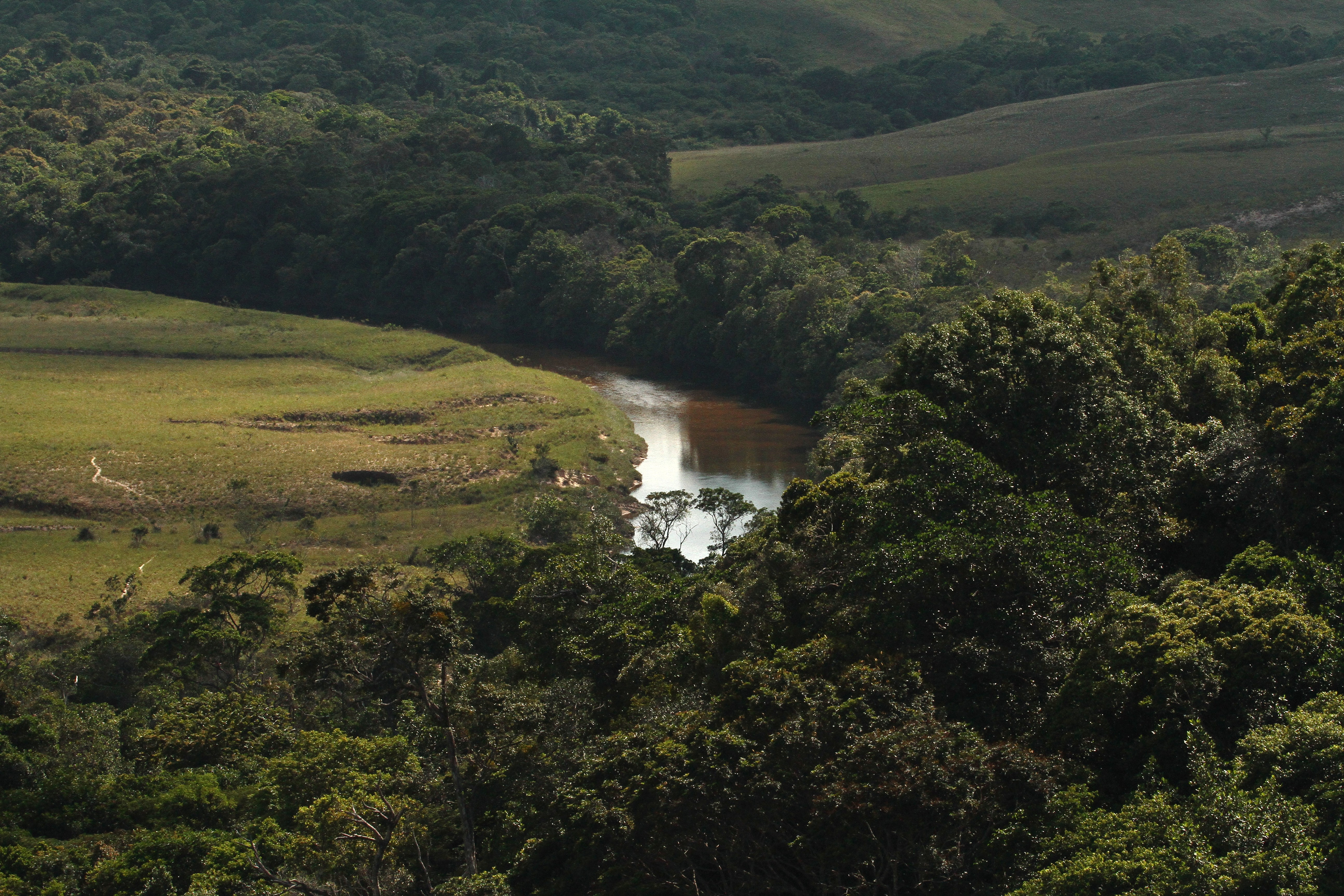
Vegetación en la Gran Sabana

- Canaima
- La Gran Sabana
- Salto Ángel
- Monte Roraima
- Río Orinoco
- Auyantepuy
- Parque La Llovizna, una caída de agua del Río Caroní
- Tobogán de la Selva
- Cortinas del Yuruaní, Gran Sabana
- Delta del Orinoco, Delta Amacuro
- Cascada en la Gran Sabana
- Vegetación en la Gran Sabana

### Montaña
Aunque en Venezuela predominan las llanuras y las temperaturas tropicales, también cuenta con un sistema montañoso de gran atractivo turístico, En Venezuela comienza la Cordillera de Los Andes, el estado Mérida es en el que predomina la vegetación de páramo, las temperaturas bajas, los picos colmados de nieves, los glaciares y las altas montañas de Los Andes venezolanos. Algunos de las atracciones montañosas venezolanas son:
- Sierra Nevada
- Pico Bolívar
- Teleférico de Mérida
- Pico Espejo
- Pico Humboldt
- Sierra La Culata
- Páramos del Batallón y La Negra
- Cerro El Ávila
- Teleférico de Caracas
- Chorro San Miguel
- Laguna de Mucubají
- Entre otros páramos andinos, localizados en los estados Mérida, Trujillo y Táchira:
  - Cascada del Vino en el parque nacional Dinira
  - Monumento a la Virgen de la Paz
  - Monumento Natural Meseta la Galera

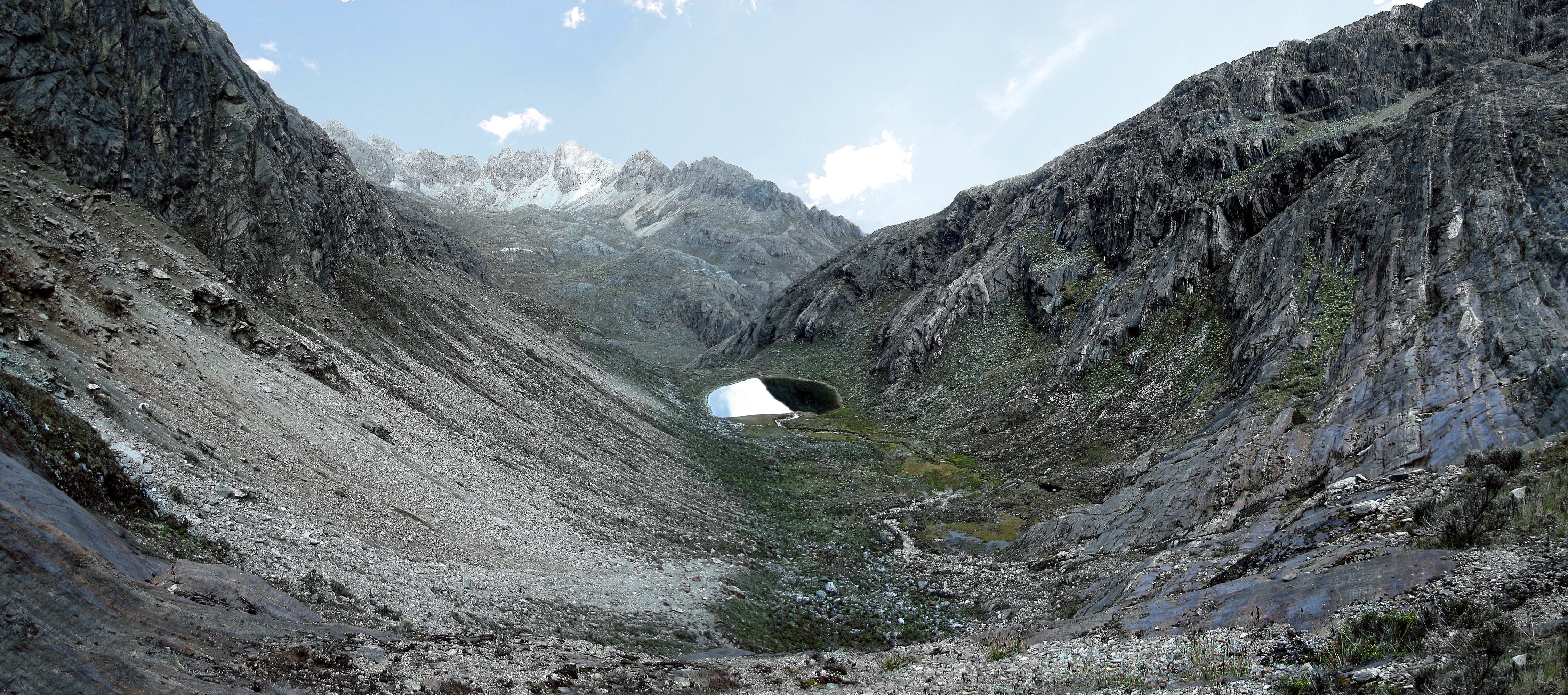
Sierra Nevada
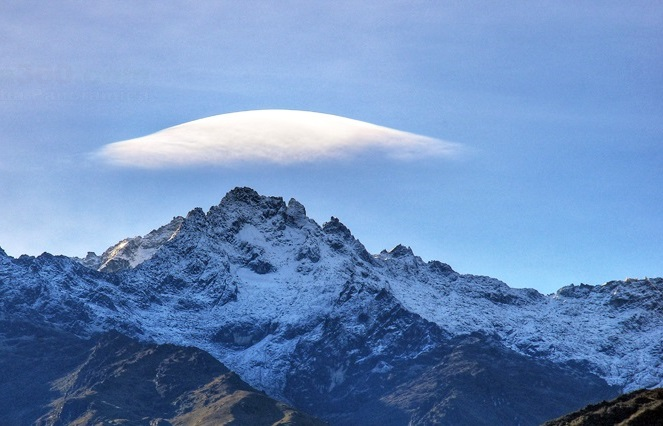
Pico Bolívar
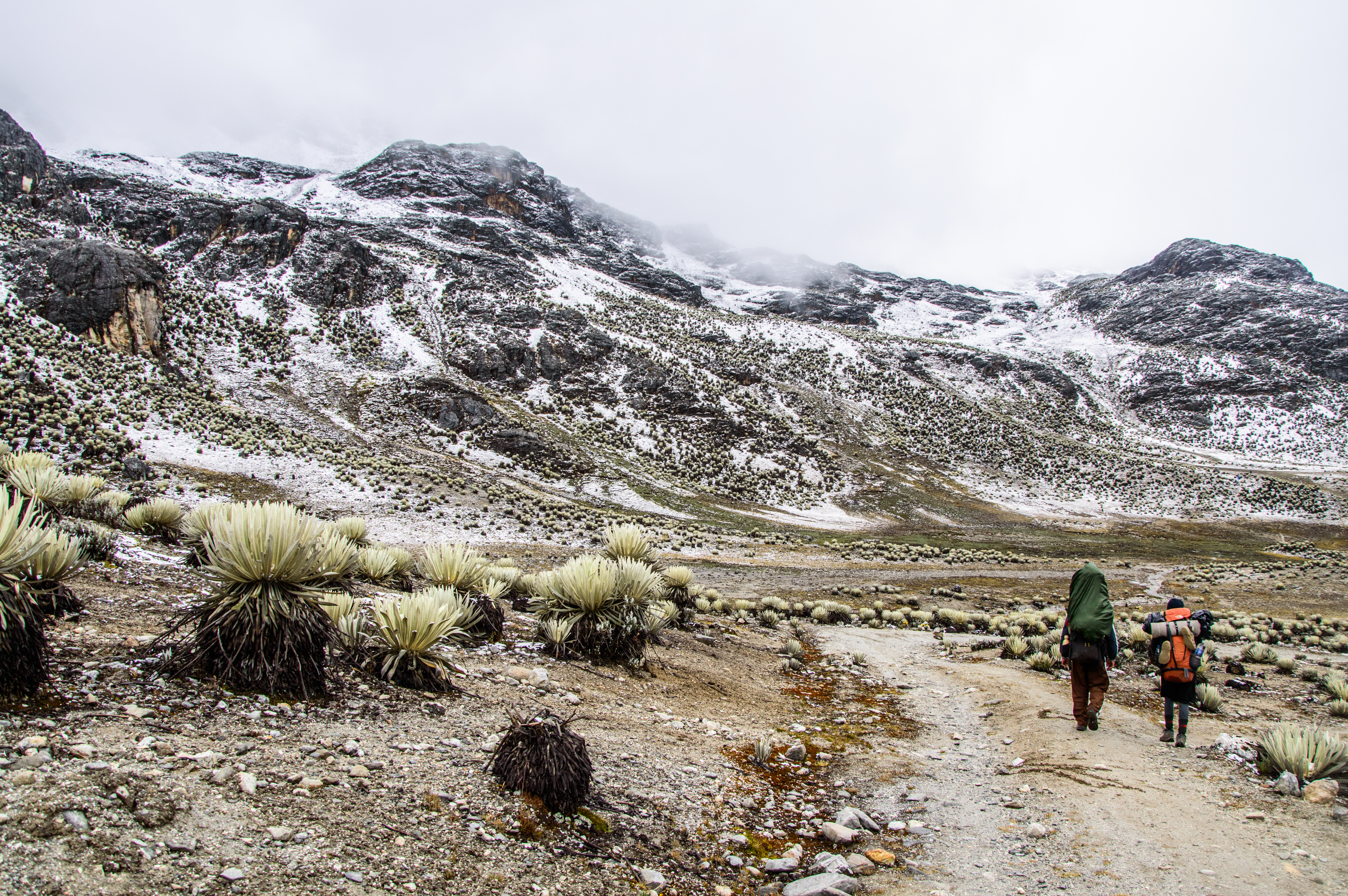
Valle Mifafí
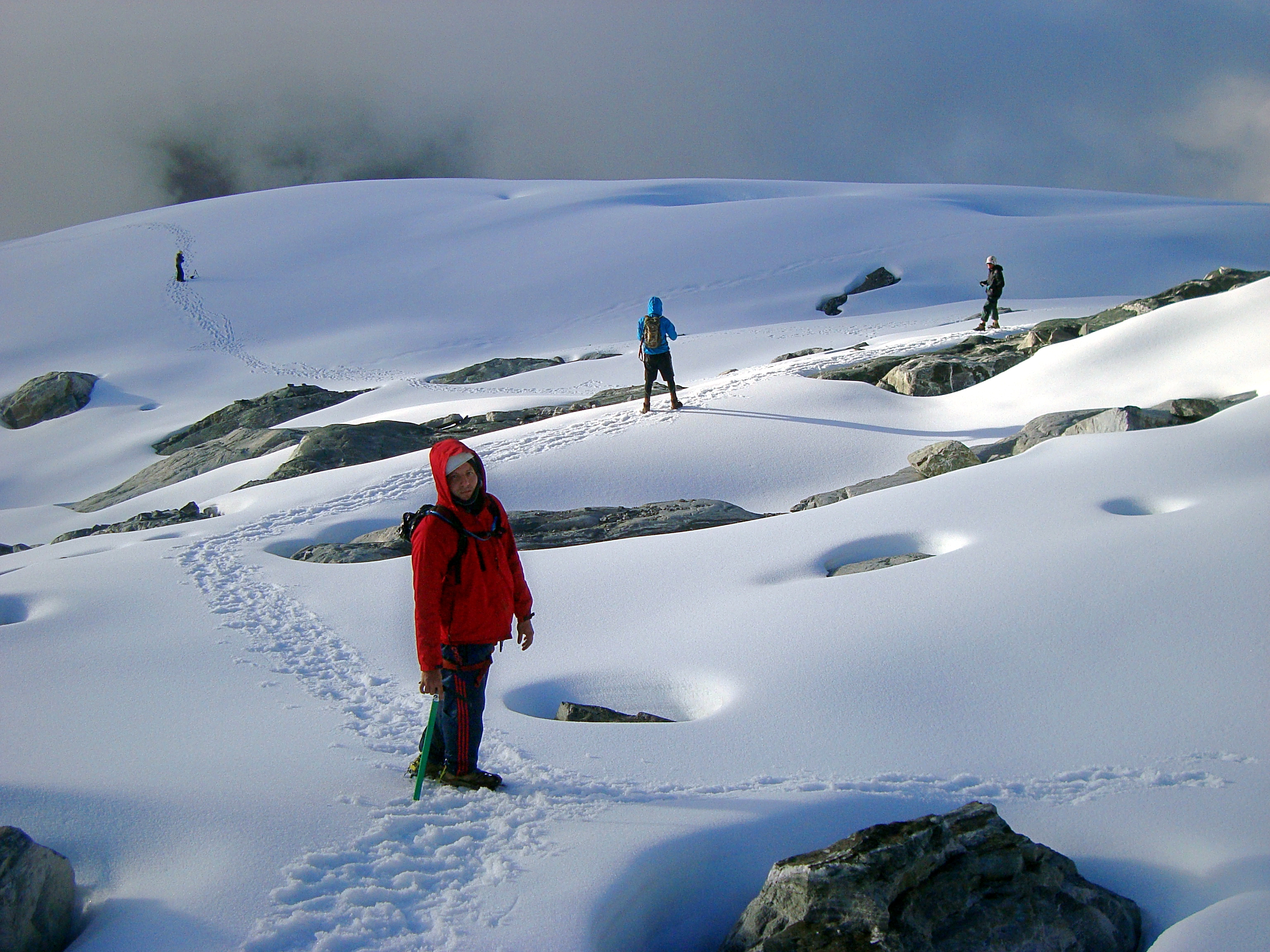
Pico Humboldt
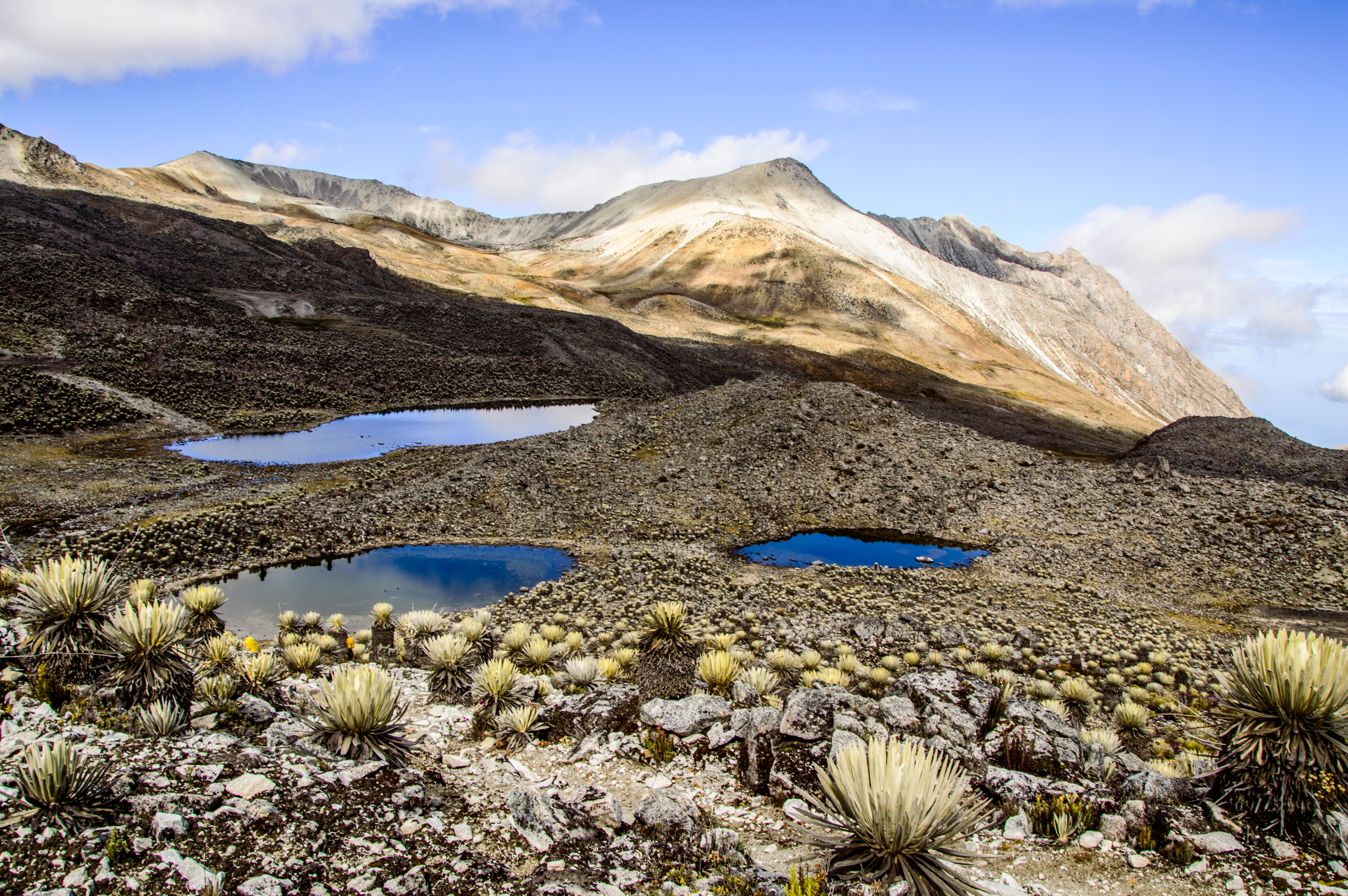
Sierra de La Culata
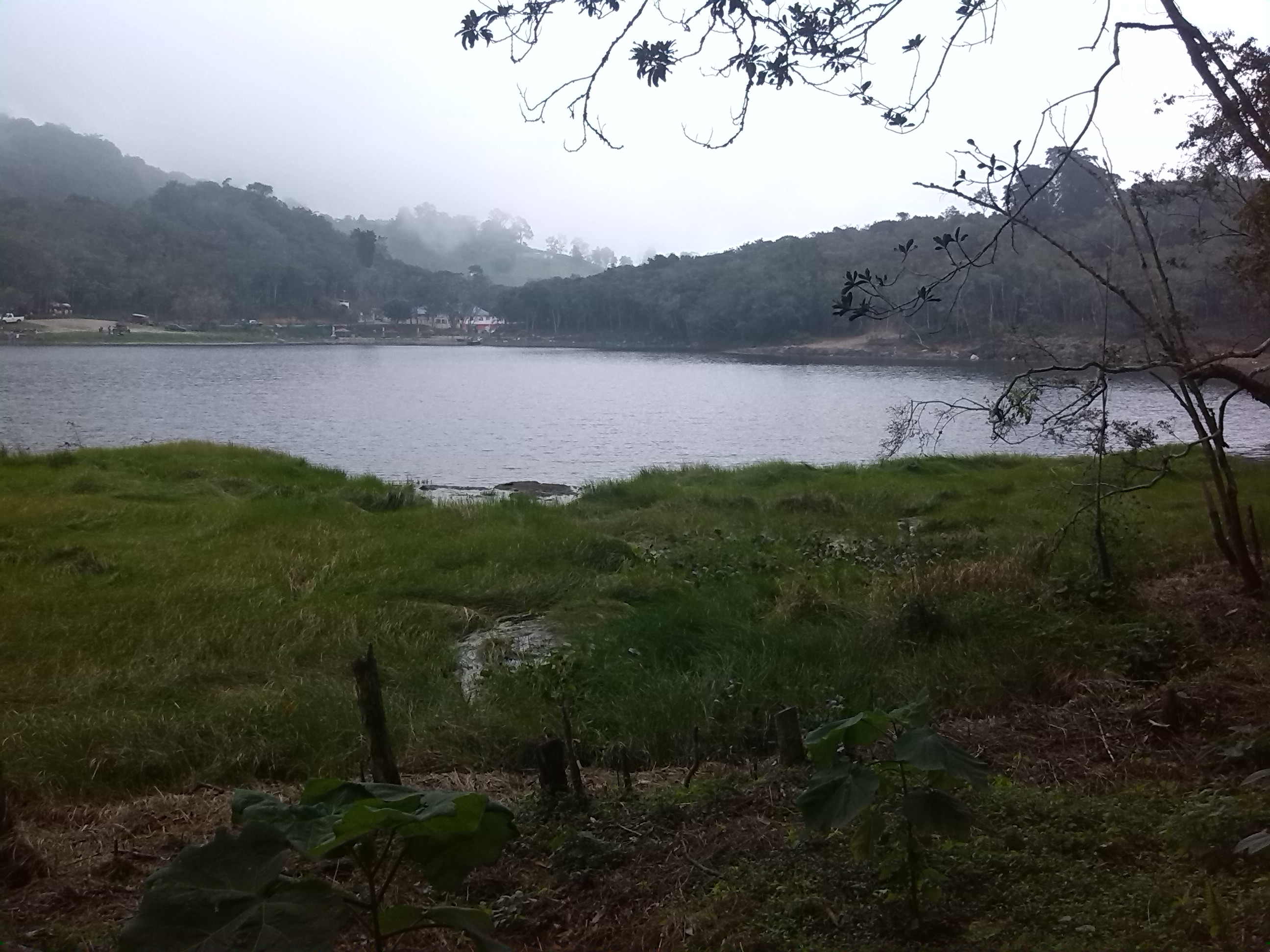
Páramos del Batallón y La Negra
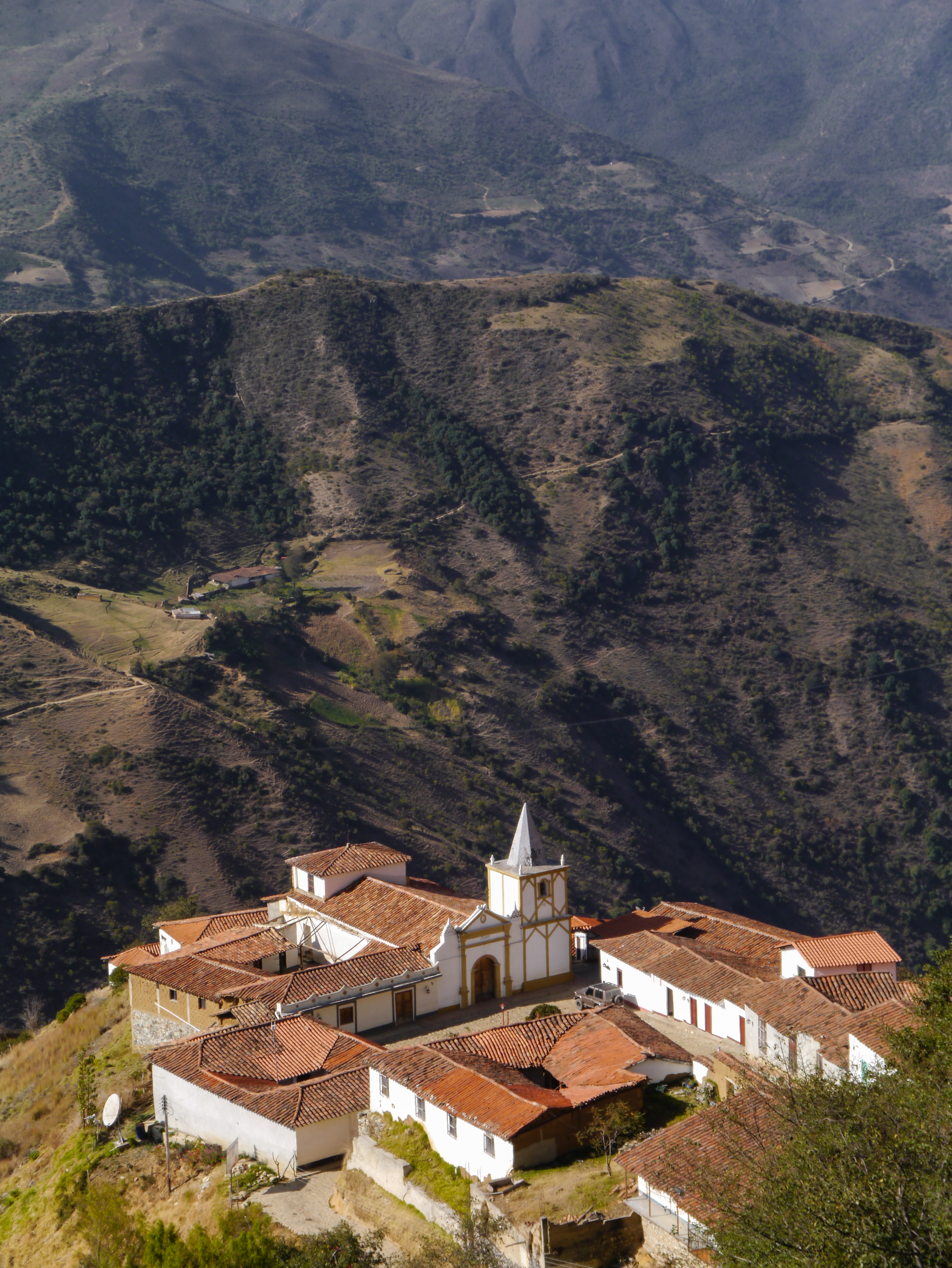
Los Nevados, estado Mérida
Cerro El Ávila
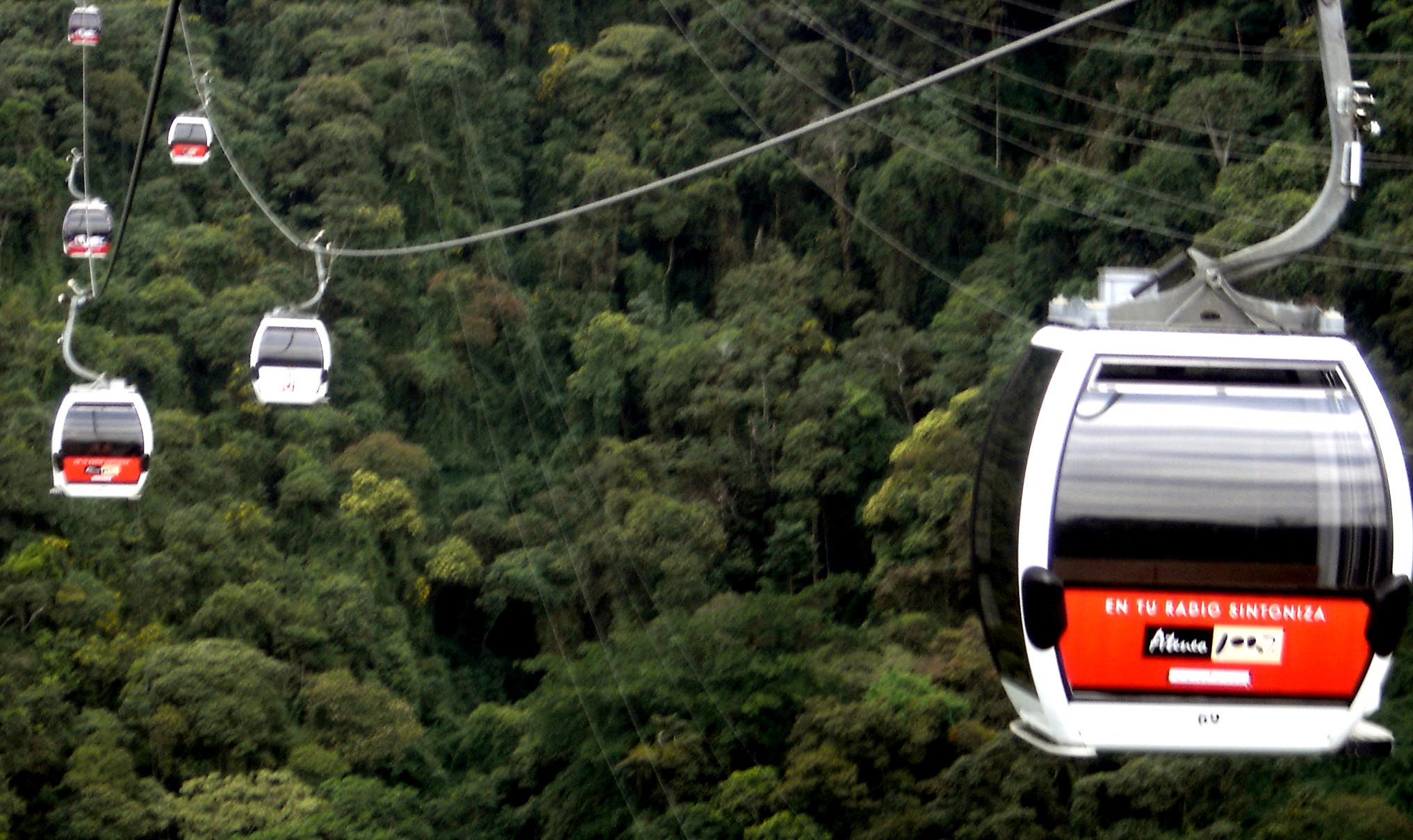
Teleférico de Caracas
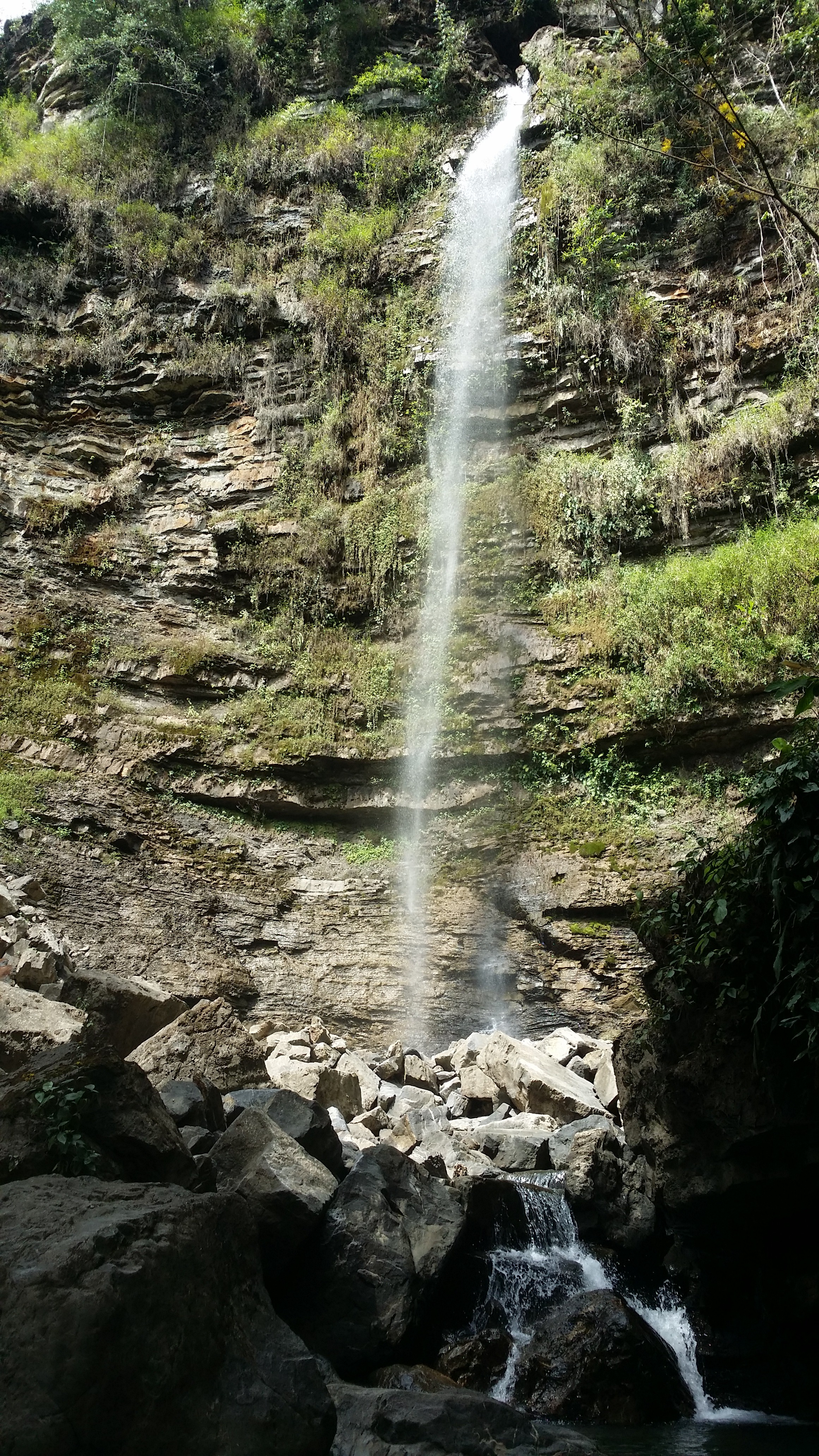
Chorro San Miguel
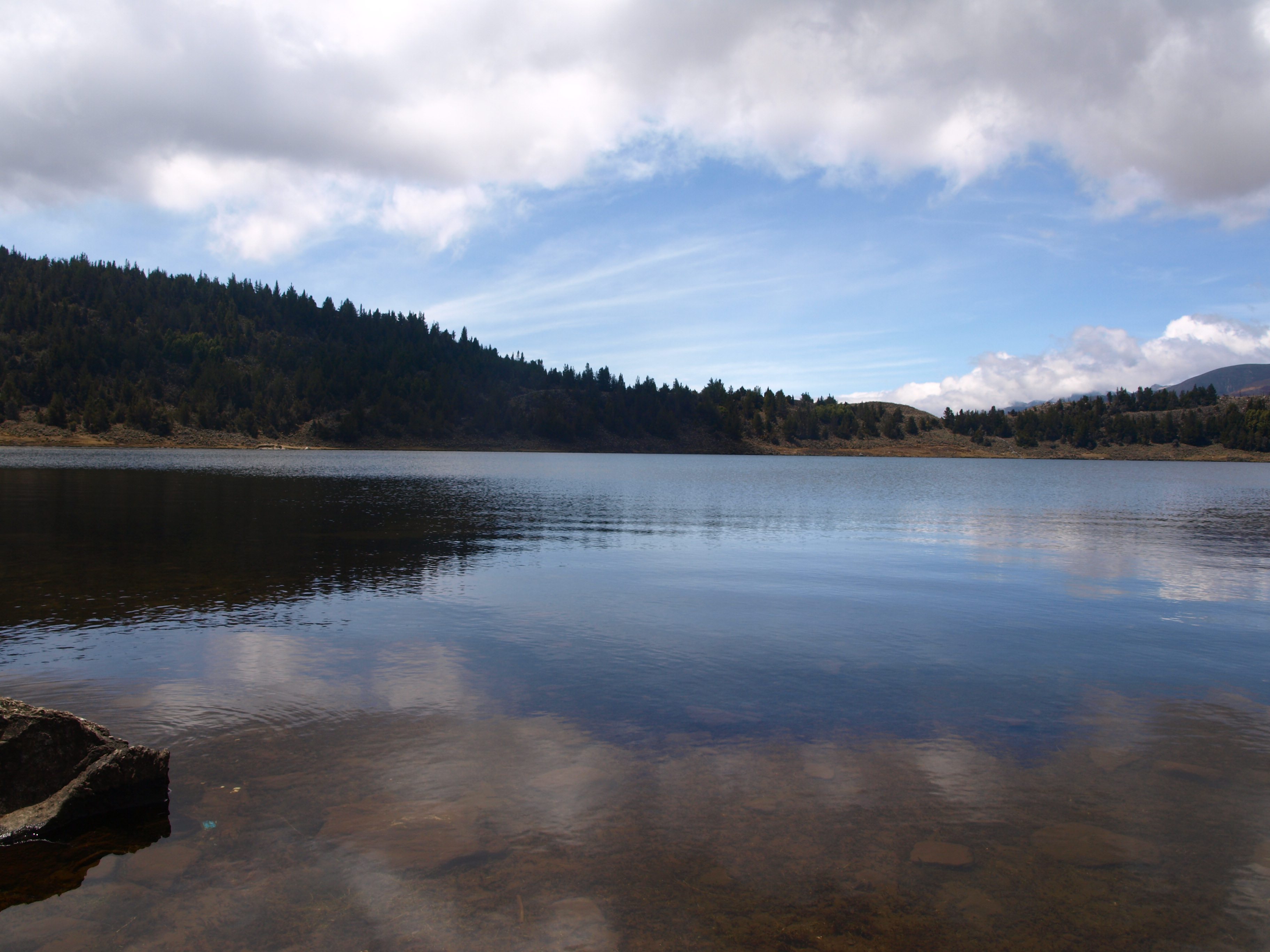
Laguna de Mucubají
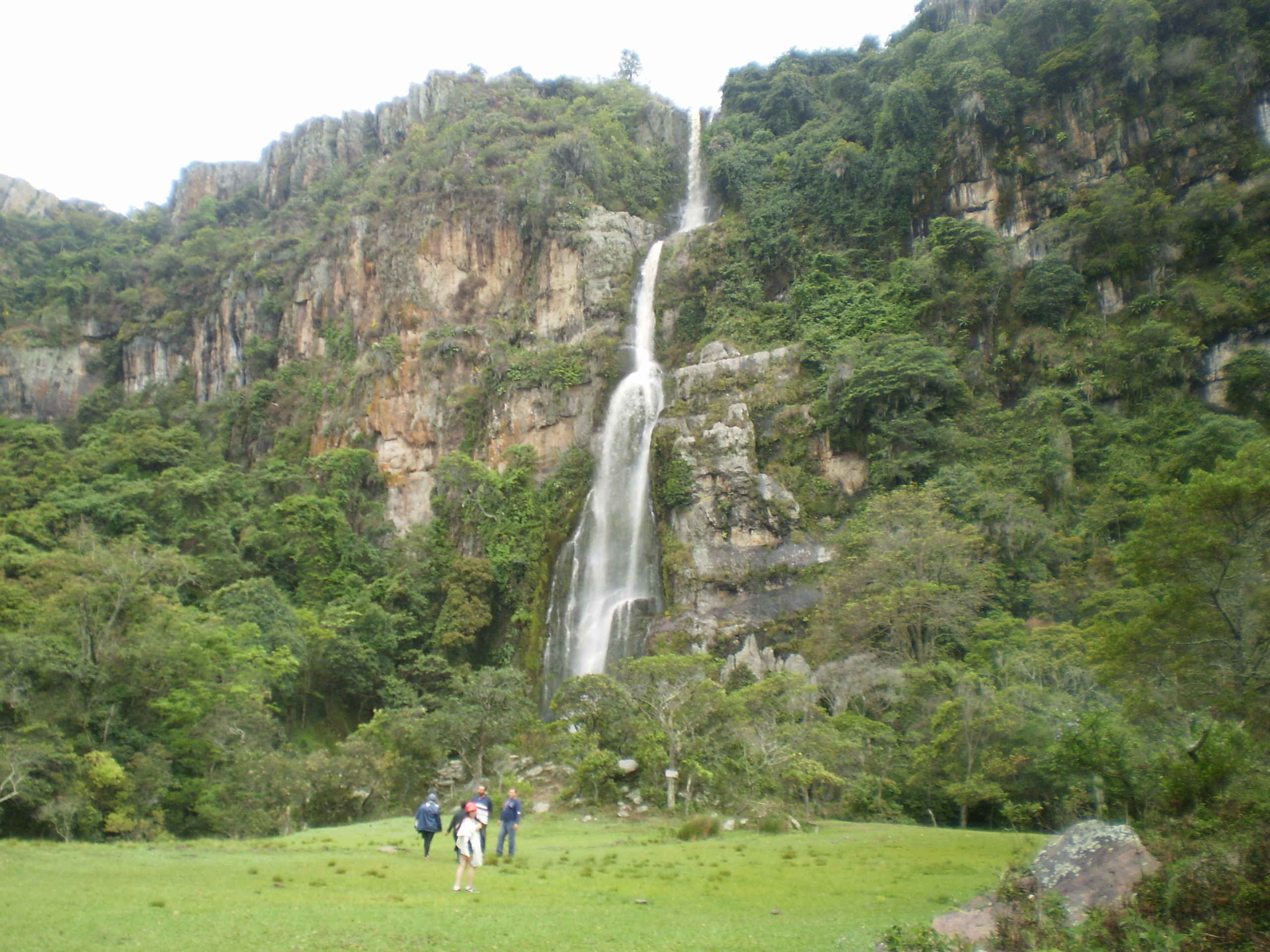
Cascada de Vino
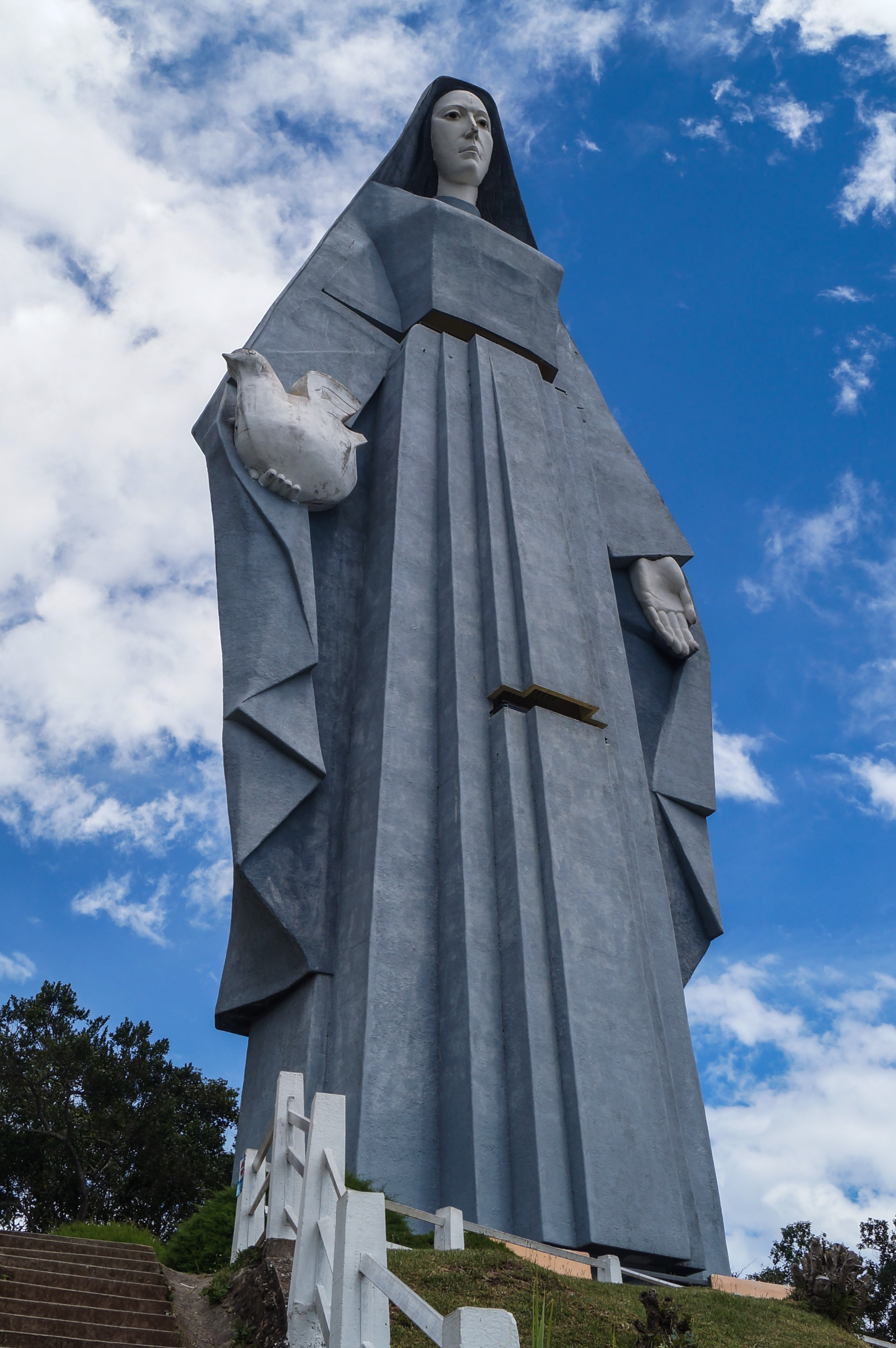
Monumento Virgen de la Paz

### Llanos

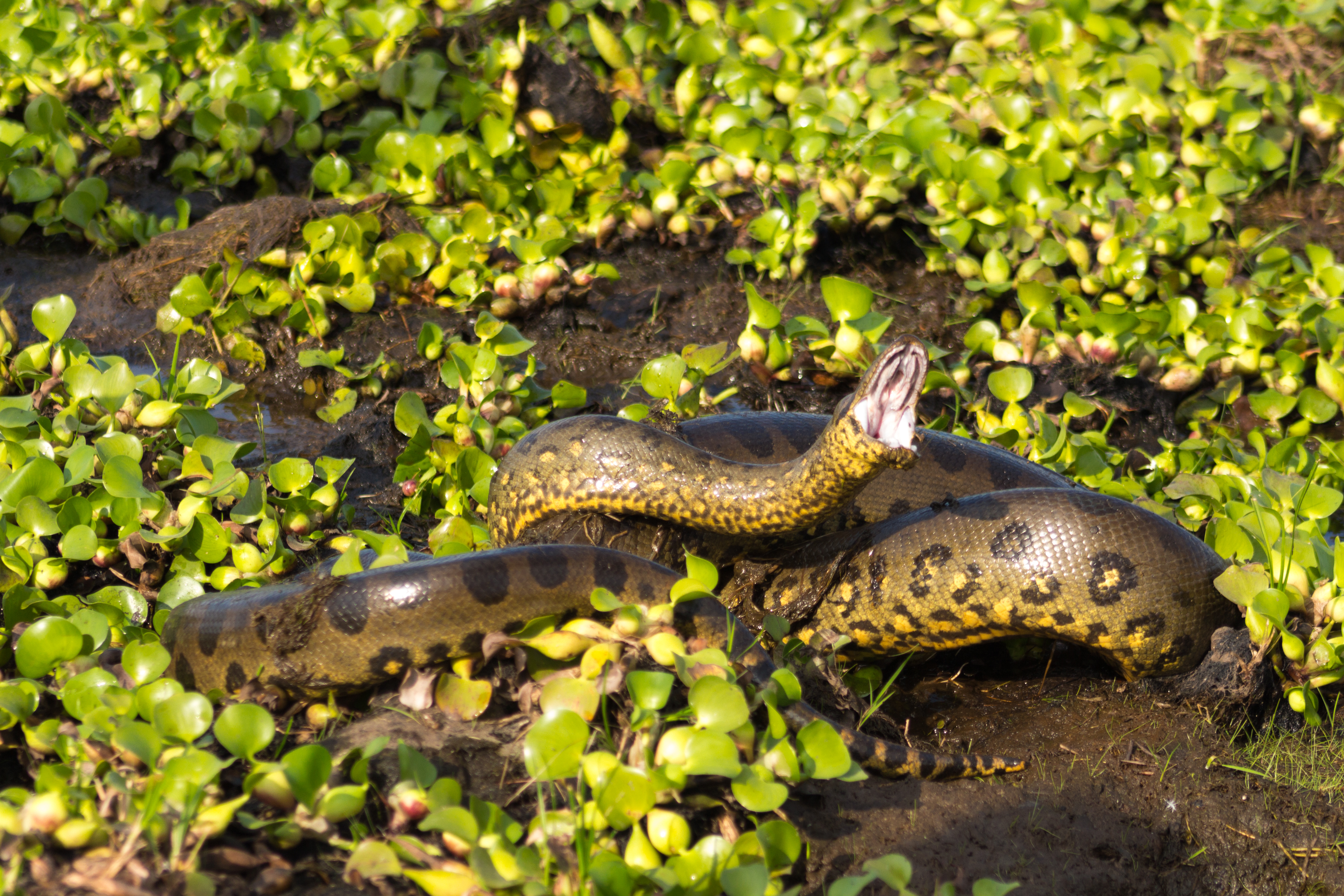
Anaconda (Eunectes murinus). en el Hato El Cedral, Apure

Los llanos es la región de Venezuela, con escasas elevaciones, predominan las mesas, cerros, lomas, pastizales y lagunas, el clima es cálido y tiene una recepción turística media, pero es un importante sitio para el turismo rural, abarca la mayor parte de los estados Apure, Barinas, Cojedes, Portuguesa, Guárico, Estado Anzoátegui, Monagas y Delta Amacuro en estas llanuras rurales se combinan la flora, la fauna, y lo típico de la cultura autóctona de Venezuela. Las mayores elevaciones montañosas de esta región venezolana se consiguen en San Juan de los Morros. En la region existen multitud de haciendas coloniales y hatos entre los que destacan lugares como el Hato El Cedral o el Hato El Frio, importantes por su diversidad de fauna y flora.

### Otros
- Médanos de Coro
- Cueva del Guácharo
- Planeta Zoo
- Hundición de Yay
- Parque de Recreación Embalse Cumaripa
- Parque de la Exótica Flora Tropical

### Ciudades

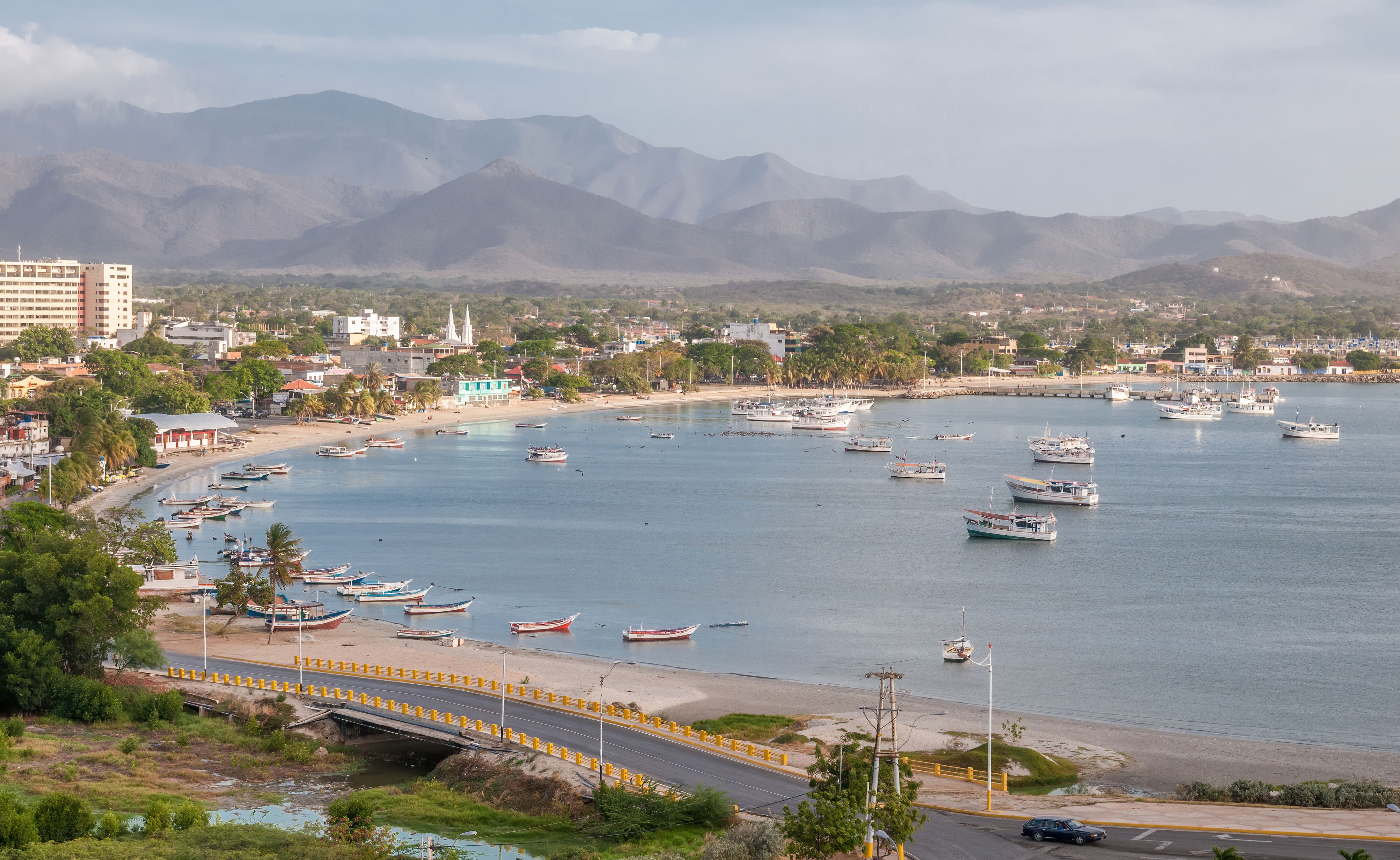
Juan Griego.

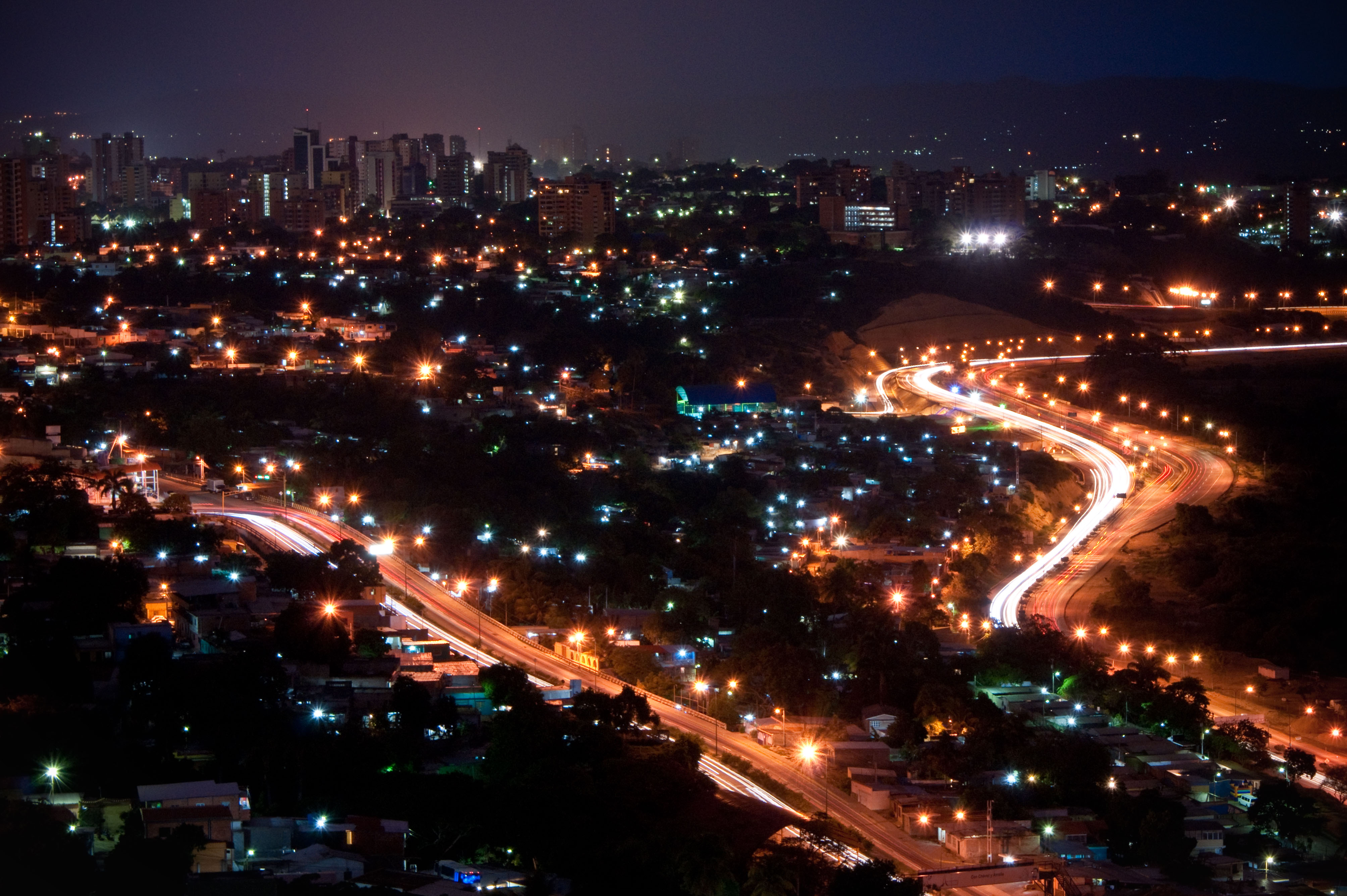
Barquisimeto.

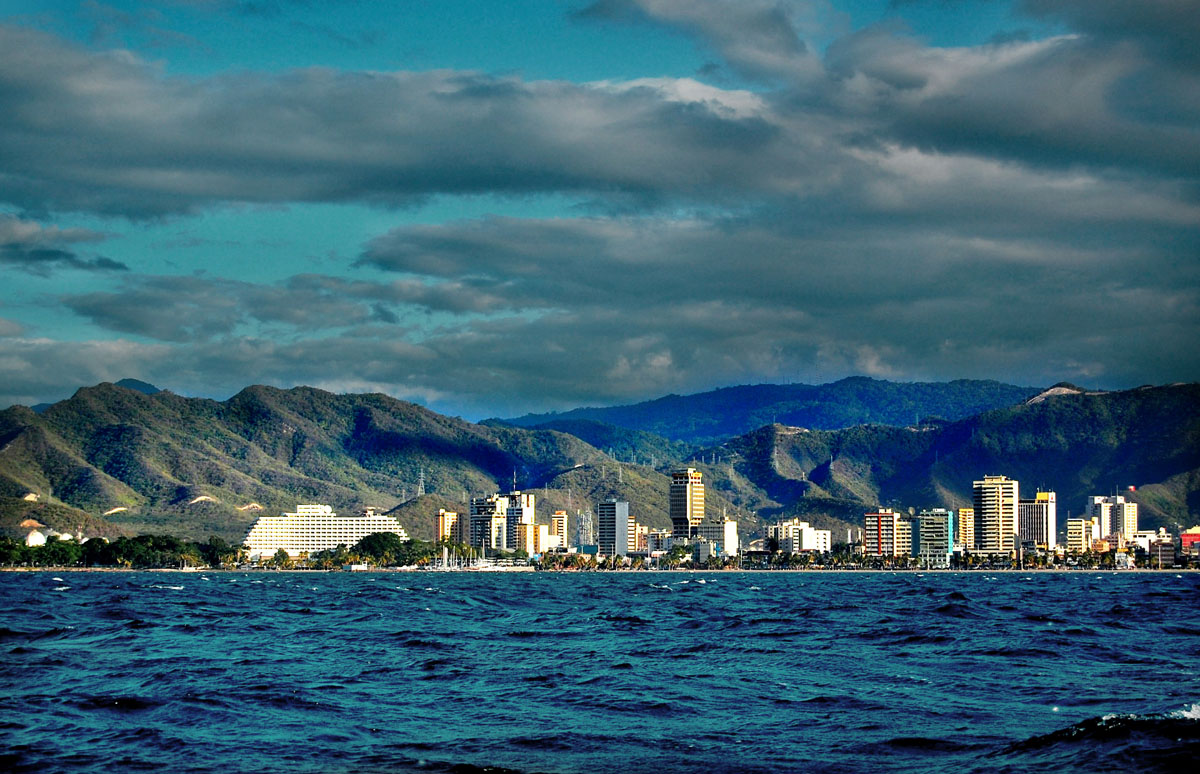
Puerto La Cruz.

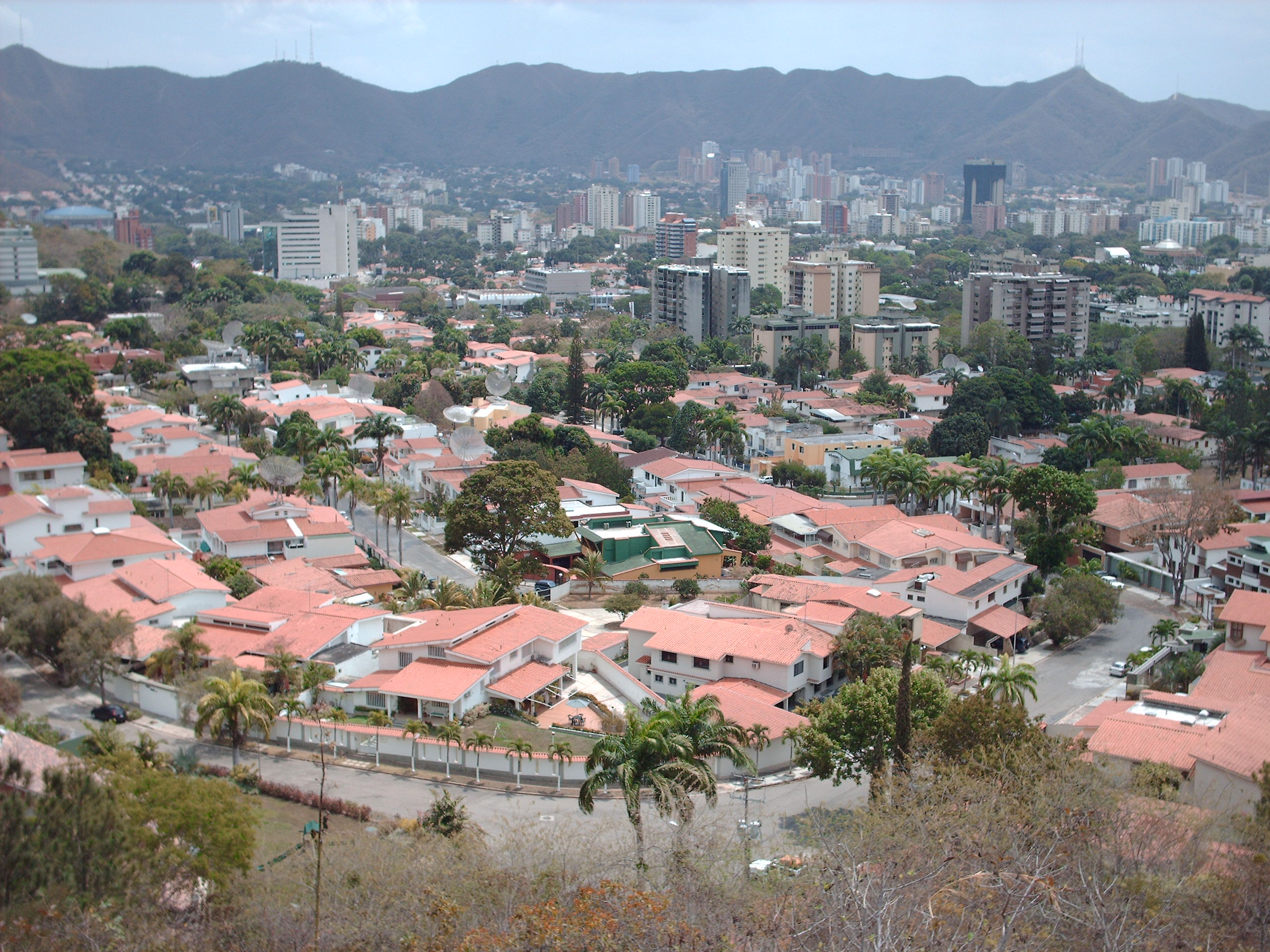
Valencia.

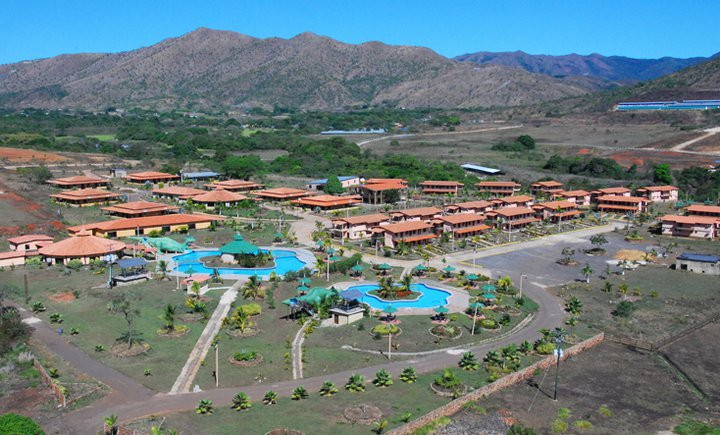
Tinaquillo.

- Coro Juan Griego.
- Caracas
- Maturín
- Mérida
- Valera
- Maracaibo
- Barquisimeto Barquisimeto.
- Maracay
- Puerto La Cruz
- Valencia
- Pampatar - Porlamar
- Puerto Cabello
- Calabozo
- Juan Griego
- Carupano
- Cumaná Puerto La Cruz.
- Ciudad Bolívar
- Tovar Valencia.
- Puerto La Cruz
- Ciudad Guayana
- Tinaquillo Tinaquillo.
- Acarigua
- Barinas
- San Cristóbal
- Guanare

### Pueblos
- Colonia Tovar
- Barlovento
- Boconó
- Apartaderos
- Mucuchíes
- Galipán
- Jají
- Bailadores
- Caripe
- San Antonio del Golfo
- Turén
- Naiguatá
- Cojedes

## Aeropuertos internacionales
| Aeropuerto                                               | Ciudad       | Estado             |
| -------------------------------------------------------- | ------------ | ------------------ |
| Aeropuerto Internacional de Maiquetía Simón Bolívar *    | Maiquetía    | Edo. Vargas        |
| Aeropuerto Internacional del Caribe Santiago Mariño      | Margarita    | Edo. Nueva Esparta |
| Aeropuerto Internacional de La Chinita                   | Maracaibo    | Edo. Zulia         |
| Aeropuerto Internacional Arturo Michelena                | Valencia     | Edo. Carabobo      |
| Aeropuerto Internacional General José Antonio Anzoátegui | Barcelona    | Edo. Anzoátegui    |
| Aeropuerto Internacional Manuel Carlos Piar              | Puerto Ordaz | Edo. Bolívar       |
| Aeropuerto Internacional Jacinto Lara                    | Barquisimeto | Edo. Lara          |
| Aeropuerto Internacional Antonio José de Sucre           | Cumaná       | Edo. Sucre         |
| Aeropuerto Internacional Juan Pablo Pérez Alfonzo        | El Vigía     | Edo. Mérida        |
| Aeropuerto Internacional General José Tadeo Monagas      | Maturín      | Edo. Monagas       |

(*) Sirve principalmente como acceso a Caracas, capital de Venezuela.

## Datos del turismo receptivo
En Venezuela el desarrollo creciente de la infraestructura de aeropuertos, puertos y hoteles ha posibilitado la acogida de turistas internacionales, tomando en cuenta que cada año la recepción de turistas es mayor. 
Según informes del Ministerio del Poder Popular para el Turismo, en el año 2001 llegaron a Venezuela casi 800,000 visitantes internacionales, esta cifra fue descendiendo en los próximos años, debido en parte a la situación tensa que existía en el país, con el paro petrolero, los intentos de golpe de estado, las rebeliones militares, y otros conflictos internos, que provocaron mayor egreso que ingreso de personas al país. En 2003 la recepción de turistas llegó a uno de los puntos más bajos en los últimos 20 años, poco más de 435.000 turistas llegaron al país ese año, sin embargo, la poca "estabilidad social interna" que ha sido un poco recuperada ha contribuido en el desarrollo del turismo desde 2004.
Para 2006 el turismo de visitantes internacionales al país fue mayor a 900,000 personas.
Predominan los turistas de nacionalidad estadounidense, colombianos y españoles. 
Venezuela es uno de los países que puede tener mayor desarrollo del turismo, pues cuenta con distintos ambientes: montañas, playas, desiertos, selvas, llanos, modernas ciudades, sitios históricos, etc.

### Estadísticas
Datos de recepción de turistas internacionales, para 2006.
Por región o sub región
1. Europa: 297,601
2. América del Sur: 221,256
3. América del Sur: 134,850
4. El Caribe: 43,262
5. Asia Oriental: 16,897
6. América Central: 12,404
7. Oriente Medio: 9,979
8. Oceanía: 2,140
9. África: 1,259
10. Otros: 8,282

Total turismo año 2006: 911,275
Por país
En la siguiente lista se muestran los países de procedencia de los turistas en 2006, los diez con más influencia son:
1. Estados Unidos: 88,825
2. Colombia: 84,293
3. España: 65,894
4. Italia: 53,177
5. Brasil: 45,438
6. Alemania: 37,089
7. Canadá:28,014
8. Perú: 27,671
9. Argentina: 26,287
10. Reino Unido: 24,057

- Venezuela es un país muy apto para el desarrollo del ecoturismo, entre los principales destinos del turismo ecológico se pueden mencionar: Canaima, el estado Amazonas, Los Roques, Isla La Tortuga y San Pedro del Río.
- Los cambios de clima en Venezuela por región son drásticos, ejemplo, en los Médanos de Coro las temperaturas pueden alcanzar hasta los 40 °C, pero en los páramos merideños o en la Sierra Neveda las temperaturas pueden ser menores a los 0 °C.

- Gastronomía: la gastronomía venezolana, varía según la región del país, sin embargo, los platos más típicos de la cocina nacional son: pabellón criollo, asado negro, reina papeada, sancocho, mondongo, y sobre todo arepas o cachapas.
- Actualmente en Venezuela existe un control cambiario impuesto por el gobierno nacional desde el año 2003. Se mantienen el tipo de cambio de: 1 US dólar equivale a 6,30 bolívares fuertes. Los Venezolanos y Venezolanas al momento de viajar deben acudir a CADIVI, con el fin de solicitar su "cupo", el cual es de un máximo de 3000 dólares anuales (este monto cambia dependiendo del destino y la duración del viaje) siempre y cuando la persona cuente con una tarjeta de crédito.

Por otra parte, existe un mercado de divisas llamado "mercado paralelo" o "mercado negro" el precio del dólar en este mercado puede llegar a ser hasta 15 veces del establecido por el ejecutivo de 6,30 bolívares fuertes por 1 dólar. 
- Existen en Venezuela:
  - 43 Parques nacionales
  - 22 Monumentos Naturales
  - 3 sitios considerados Patrimonio de la Humanidad.
- Para ingresar al país se requiere pasaporte vigente expedido en el país de origen y pasaje de ida y vuelta.
- No se requieren vacunas especiales para ingresar al país. Aquellas personas que viajen a zonas selváticas o deseen mayor protección, pueden vacunarse contra la fiebre amarilla, malaria, y cólera, previa consulta médica. Es recomendable tomar precauciones vacunándose si se visitan sitios como la Selva Amazónica o La Gran Sabana.
- En la mayor parte del país el clima es caluroso, pero soportable. Se sugiere llevar consigo ropa ligera, pero siempre es bueno incluir algún suéter o un abrigo liviano. Si el destino son los Andes Venezolanos, es importante llevar ropa abrigada, si es posible pasamontañas, gorros y/o guantes.
- La mayor parte de los turistas arriban al Aeropuerto Internacional de Maiquetía Simón Bolívar, sin embargo existen otros 5 aeropuertos en algunas ciudades del interior del país, que cubren destinos internacionales.